# アンドレア・デル・ヴェロッキオ
アンドレア・デル・ヴェロッキオ（英: Andrea del Verrocchio, 本名 Andrea di Michele di Francesco de' Cioni 1435年頃 - 1488年6月30日）は、イタリアのルネサンス期の画家、彫刻家、建築家、鋳造家、金細工師。

## 師弟関係
- 師匠[4][5]
  - ドナテッロ （確証がない）[6]
  - ジュリアーノ・ヴェッキオ （実在した人物かさえわからない）[7]
  - アレッソ・バルドヴィネッティ
  - ヴィットリオ・ギベルティ
  - ベルナルド・ロッセッリーノ
  - デジデーリオ・ダ・セッティニャーノ
  - フィリッポ・リッピ

- 弟子[8]
  - レオナルド・ダ・ヴィンチ
  - サンドロ・ボッティチェリ （弟子と言うより協力者であったとする説がある）[9]
  - ピエトロ・ペルジーノ
  - ロレンツォ・ディ・クレディ
  - ドメニコ・ギルランダイオ
  - フランチェスコ・ボッティチーニ
  - フランチェスコ・ディ・シモーネ・フェルッチ
  - アーニョロ・ディ・ポッロ
  - ルカ・シニョレッリ
  - コジモ・ロッセッリ
  - ナンニ・グロッソ（Nanni Grosso）

元々ヴェロッキオの専門は彫刻であったが、絵画や版画、鋳造、機械工学や、数学、音楽の才にも恵まれており、ウゴリーノ・ヴェリーノやラファエロの父であるジョヴァンニ・サンティらが彼を『稀代の良師』と讃えていることや、弟子の才能をよく把握し伸ばすことに長けていたということなどから、フィレンツェの芸術家としてだけでなく、教育家としても第一人者であった。それ故工房には前途有望な若い芸術家たちが大勢集まることとなった。ペルジーノは後に弟子としてラファエロを、ギルランダイオはミケランジェロを迎えることとなる。

## 人物

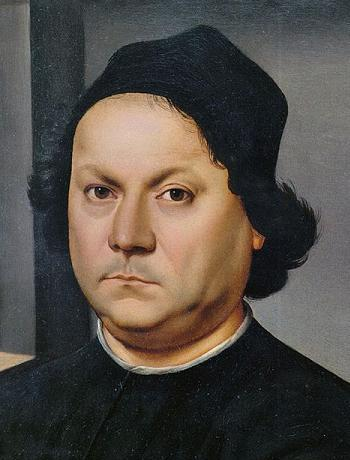
ヴェロッキオの可能性がある肖像画

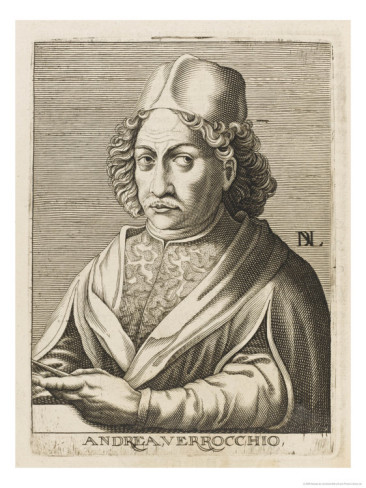
ヴェロッキオの肖像画

本名をアンドレア・ディ・ミケーレ・ディ・フランチェスコ・チオーニという。生涯独身を貫いた。トンマーゾと言う弟がいる。
すべての記録の中で最初に彼の名が現れるのは、傷害致死事件に関するものである。1453年のフィレンツェ共和国の裁判記録によると、1452年に仲間同士で喧嘩をしていた最中に、「アントニオ・ディ・ドメニコ」という羊毛職人の頭に石を投げつけ、殺してしまったということである。結果、過失であったとして無罪となっている。
「デル・ヴェロッキオ」という名前は1467年から記録に現れるが、それは彼の初期のパトロンであり、フィレンツェの有力貴族であったヴェロッキオ家に由来してのことだという。しかし、『ヴェロッキオ』は「本物の目」という意味であり、芸術に対する彼の審美眼の高さを表すものであり、生前彼がいかに尊敬されていたか、その評判のほどを示しているとする説や、事実かどうか疑わしいが、師事したというジュリアーノ・ヴェッキオという金工師から採られているという説もある。

## 生涯

### 1460年代まで

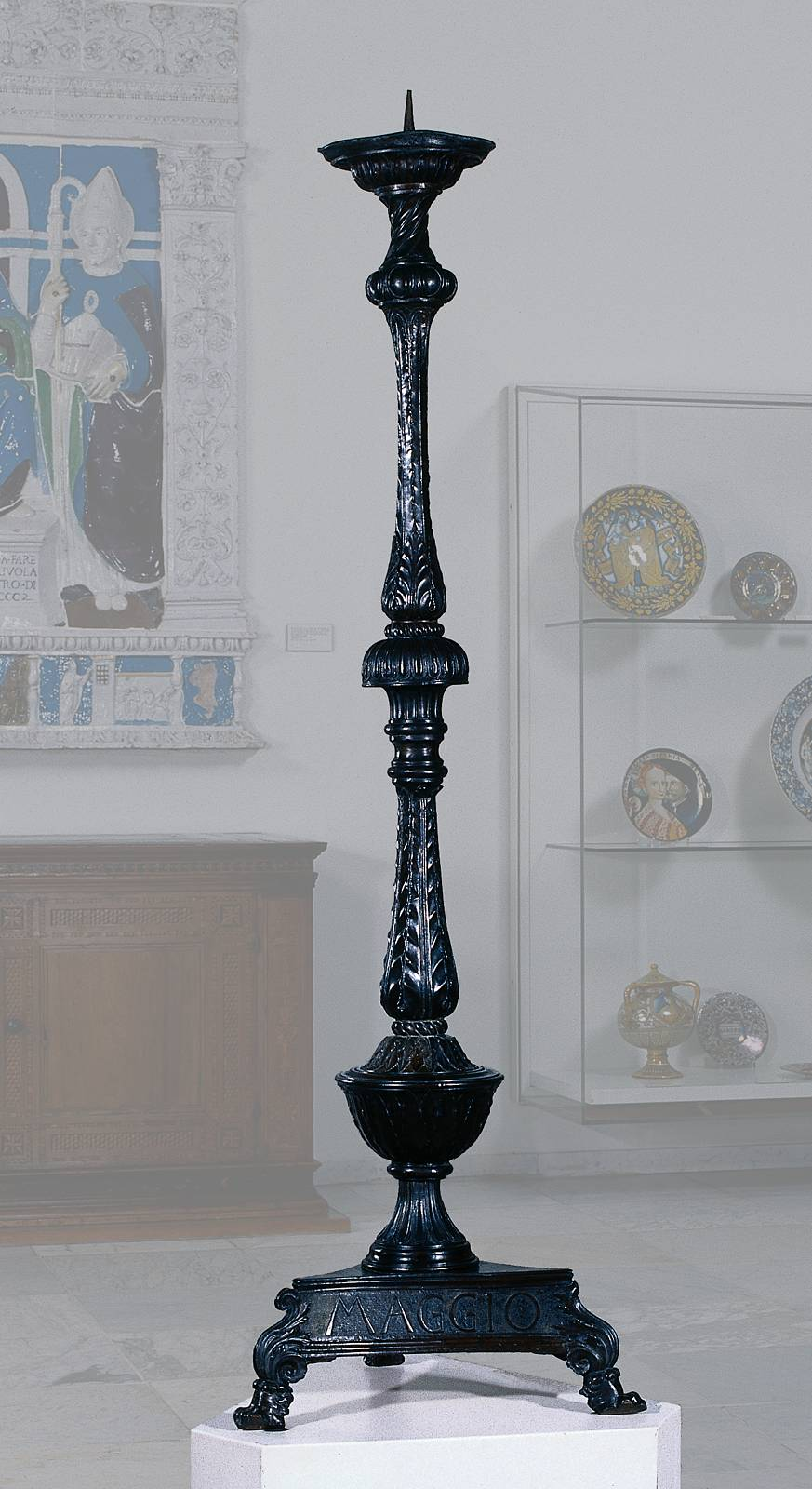
ブロンズ燭台

1435年にフィレンツェの聖アンブロージョ教会地区で生まれた。父の名はミケーレ・ディ・フランチェスコ・チオーニと言い、レンガ職人で後に税務官となった。母の名はジェンマと言った。経済的に貧しい家庭であった為、長男であった彼は自ら弟や妹を養わなければならなかった。修業時代や彼の師弟関係について、確実に判っていることはなく、推測するほかない。

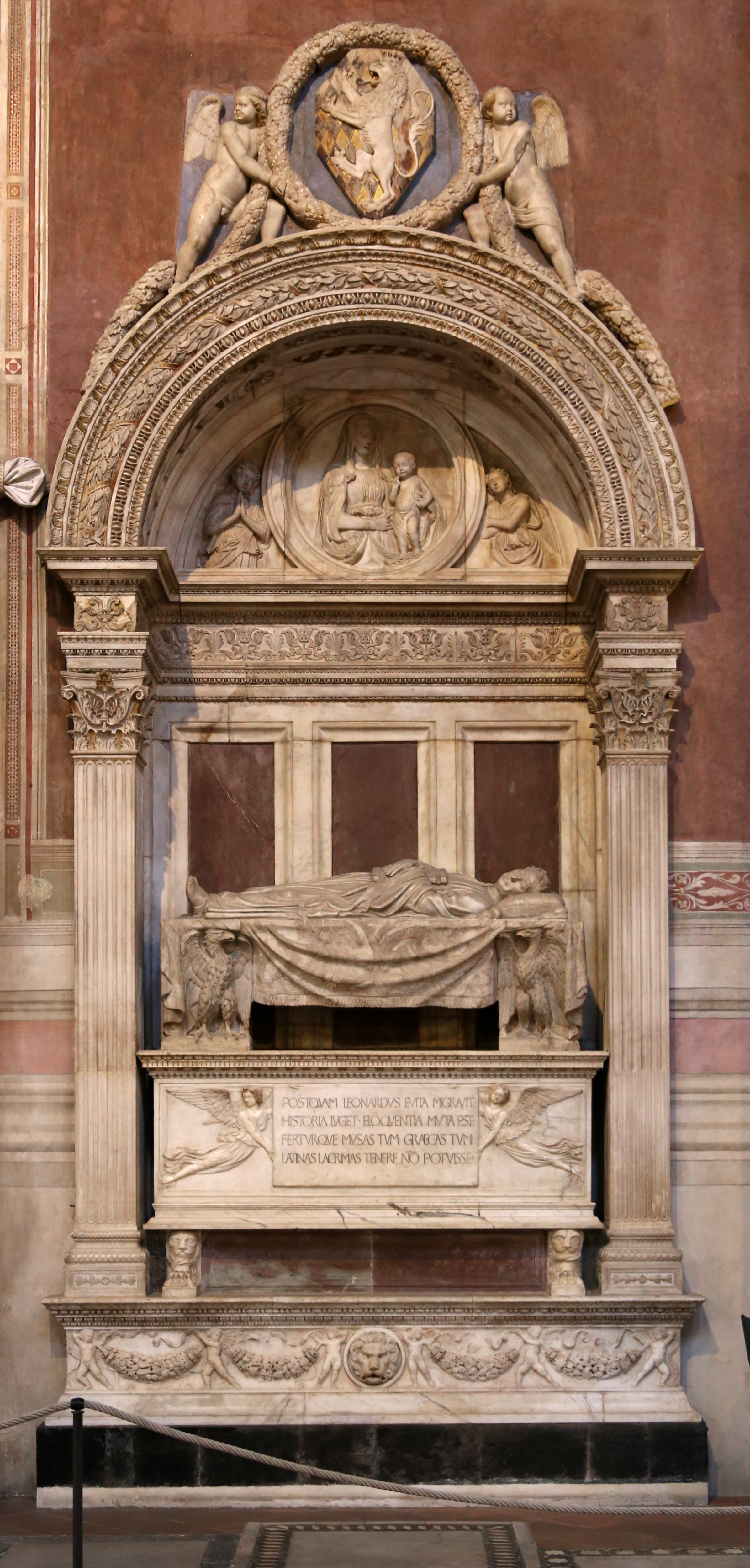
レオナルド・ブルーニ墓碑

芸術家列伝を著したヴァザーリによれば、教皇庁の建築顧問として活躍したベルナルド・ロッセッリーノの見習いとして、サンタ・クローチェ聖堂の『レオナルド・ブルーニ墓碑』の制作に参加するなどして、修業を積んでいたとしているが、1457年の資産報告書においては、自ら金細工師と名乗っている。同報告書においては、仕事がないので、これ以上この仕事を続けられないと窮状をも訴えている。。
金工の師匠が誰であるかはわからないが、アントニオ・デル・ポッライオーロと同様にヴィットリオ・ギベルティに学んだ可能性が高い。時期は不明であるが、フィリッポ・リッピの弟子として修行していたともいう。
1461年にはデジデーリオたちとオルヴィエート大聖堂の大理石製祭壇彫刻のコンクールに応募するも、あえなく落選しているが、1460年代の後半に差し掛かると次々と仕事が舞い込むようになり、1466年には商業裁判所の評議会から、オルサンミケーレ聖堂のためのブロンズ群像「聖トマスの懐疑」の注文を受けた。本作品はドナテッロの作品の移動に伴って発注され、1479年にはキリスト像が完成、1483年6月21日に設置された。ヴァザーリは本作品を絶賛している。1468年にはフィレンツェ政庁の謁見の間の為の、「ブロンズ燭台」を完成させている。

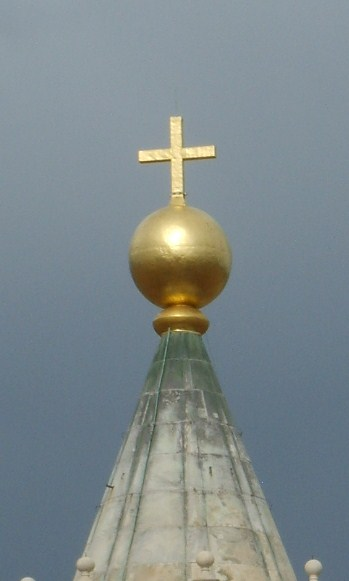
フィレンツェ大聖堂の円球と十字架

1467年、8年の2度にわたってフィレンツェ大聖堂の先端に設置するモニュメントの審議委員会に、ポッライウォーロやルカ・デッラ・ロッビアとともに委員として呼ばれた。大聖堂は1296年に建設が始められた。ジョット・ディ・ボンドーネやフランチェスコ・タレンティ、オルカーニャなどによって建築が進められたが、途中何度かの工事の中止を経て、フィリッポ・ブルネレスキによって、ドーム部分（クーポラ）も1461年に完成し、天頂の円球と十字架を残すのみとなっていた。
結局この審議委員会で検討されたモニュメントの受注に成功し、1468～71年にフィレンツェ大聖堂のドーム部分（クーポラ）の円球と十字架を制作し、1471年5月に天頂部に据え付けられた。弟子のレオナルド・ダ・ヴィンチが制作から据え付けまで携わったようである。
1469年にヴェロッキオは石工・木工師の組合に参加したが、このころには画家としても知られていたようで、ロレンツォ・デ・メディチのために、馬上槍試合用の旗標を描いたり、1469年には結果的に受注できなかったものの、商業裁判所のホールを飾る「美徳擬人像」連作の委嘱を巡ってポッライウォーロと競っている。この連作のうちの1枚が彼の助手であったボッティチェリに委嘱されている。「剛毅」という作品がこの際に描かれた。

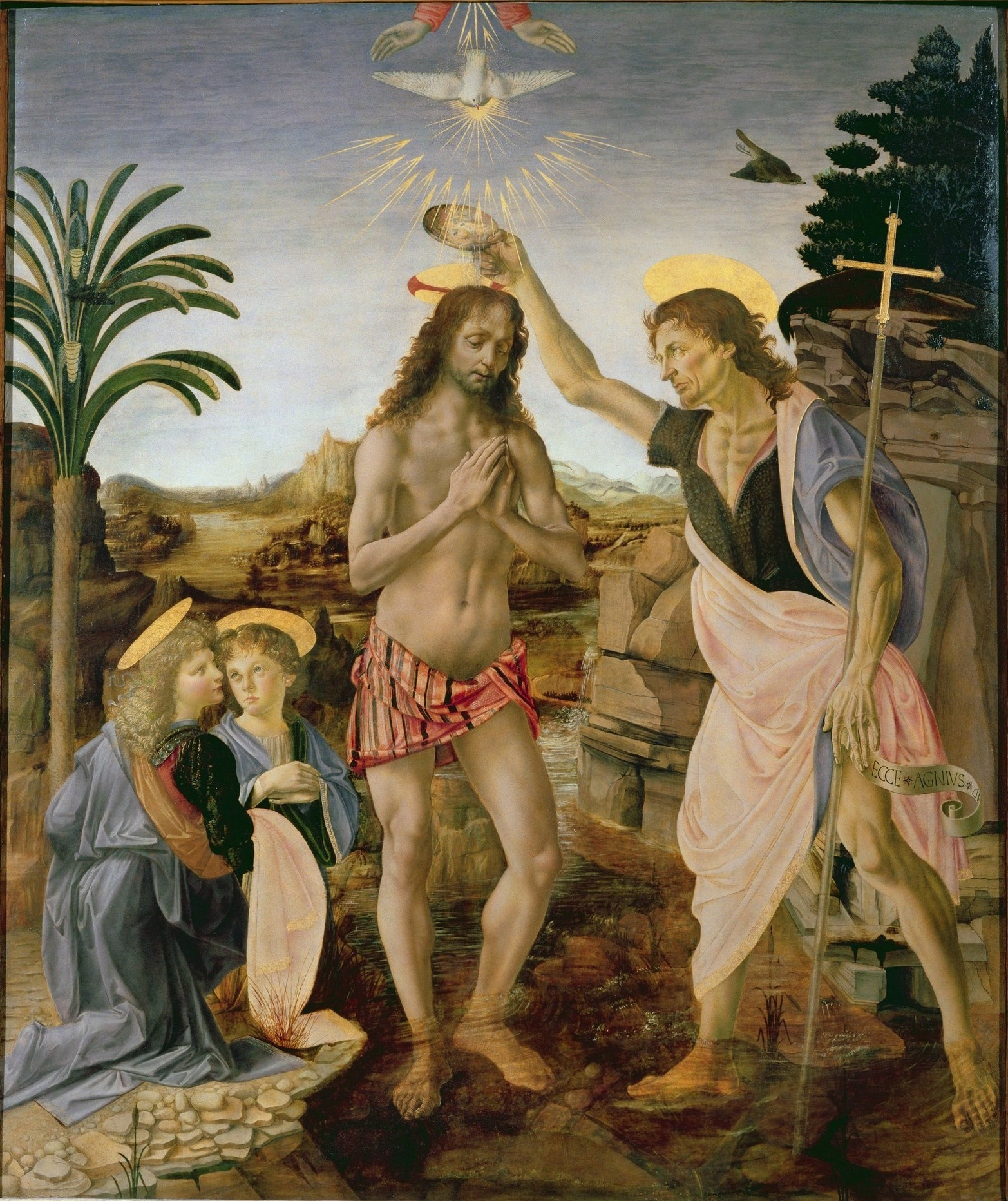
キリストの洗礼

### 1470年～1488年まで
1471年3月にはミラノ公ガレアッツォ・マリーア・スフォルツァが弟を引き連れてメディチ家を訪問した際には、彼とその工房が饗応役を務めている。
1472年から75年にかけてフィレンツェのサン・サルヴィ修道院より依頼を受けて、キリストの洗礼を制作。レオナルド・ダ・ヴィンチに天使や背景などを描かせたというが、キリストや右側に居る洗礼者聖ヨハネの部分にもボッティチェリやディ・クレディの手が入っているとする研究者もいる。
本作品には人体の解剖学的構造への著しい関心が見られるのに対し、人物の衣襞や、中景の岩壁の仕上げには稚拙なほどの生硬さが見られるため、ヴェロッキオやレオナルド以外の第三者の手が入っているのは確実であると考えられる。また、全体の構図や主要人物のデッサンをヴェロッキオが決定したことはキリストと聖ヨハネの表現が「聖トマスの懐疑」と共通する要素を持っていることから間違いがなく、おそらく凡庸な弟子を率いて制作を進めていた画面を、腕の良い弟子たちが引き継ぎ、最後の段階でレオナルドが手を加えて完成したものと考えられる。複数の作者の合作であるため、画面全体の不調和や統一感の欠如は否めないが、ヴェロッキオの独自性と力量が遺憾なく発揮された作品である。
なお、本作のレオナルドが担当した部分（主に左端の天使）を見て、レオナルドの卓越した才能に驚嘆したヴェロッキオが自らの絵筆を折ったとする伝説的逸話があるが、これは厳密には間違いであり、実際にはほとんどの絵画制作を弟子たちに任せ、自らは彫刻に専念していったということでしかない。

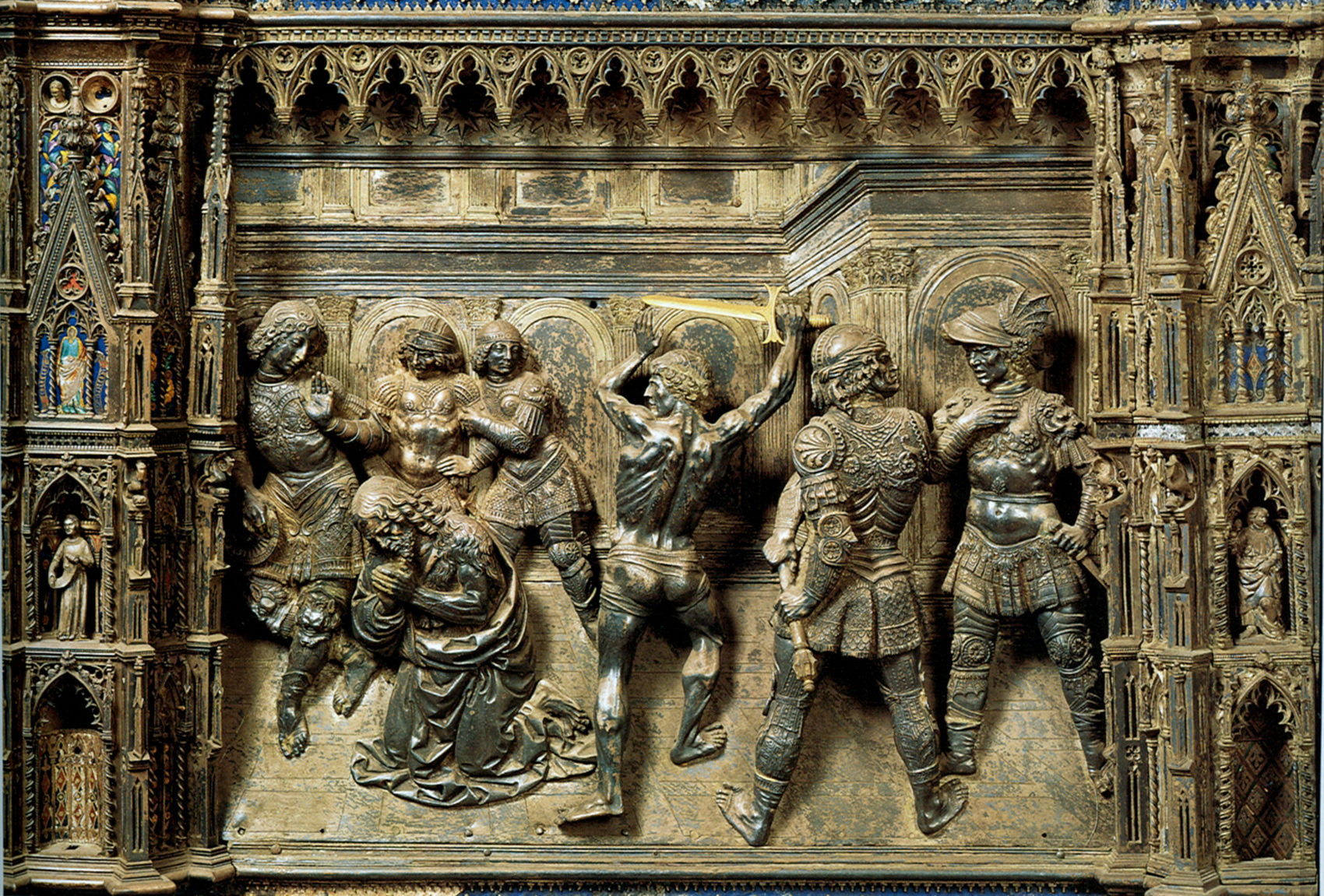
聖ヨハネの斬首

1477年にはフィレンツェ大聖堂附属のサン・ジョヴァンニ洗礼堂の祭壇装飾のためのパネルをポッライウォーロやベルナルド・チェンニーニ、フランチェスコ・ディ・ジョヴァンニらとともに受注した。彼が担当した『聖ヨハネの斬首』は残酷な情景を表現しており、1480年に完成した。

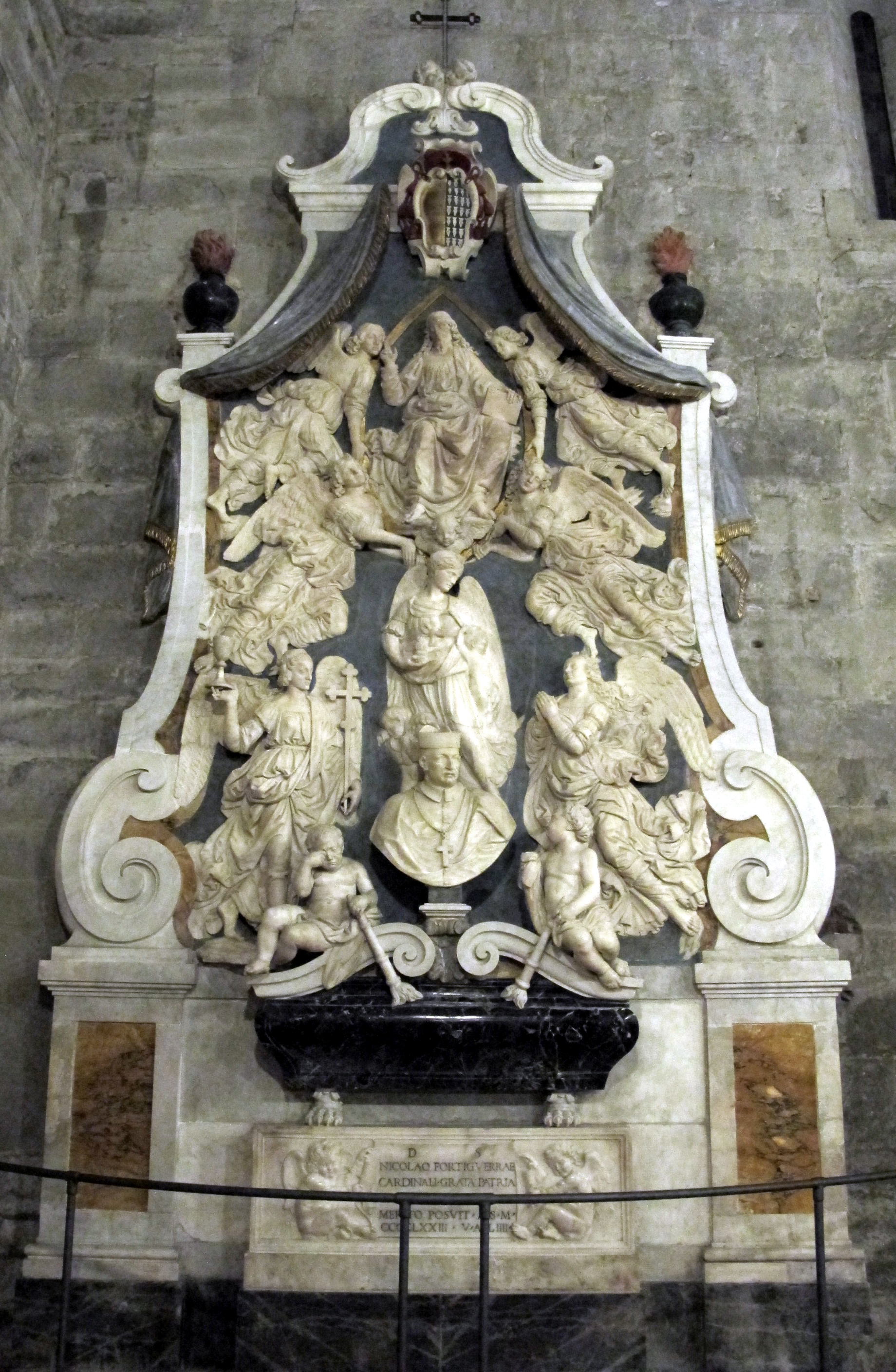
枢機卿ニッコロ・フォルテグエッリ記念碑

受注を巡ってポッライウォーロと競い合った結果、ロレンツォ・デ・メディチの調停により、1478年にもピストイア大聖堂に設置する枢機卿ニッコロ・フォルテグエッリ記念碑を受注している。作品は未完成のまま終わり、弟子たちや後世の芸術家の手によって完成した。ヴェロッキオの手によるものは、キリスト像と作品左側の「信仰」を擬人化した部分程度である。

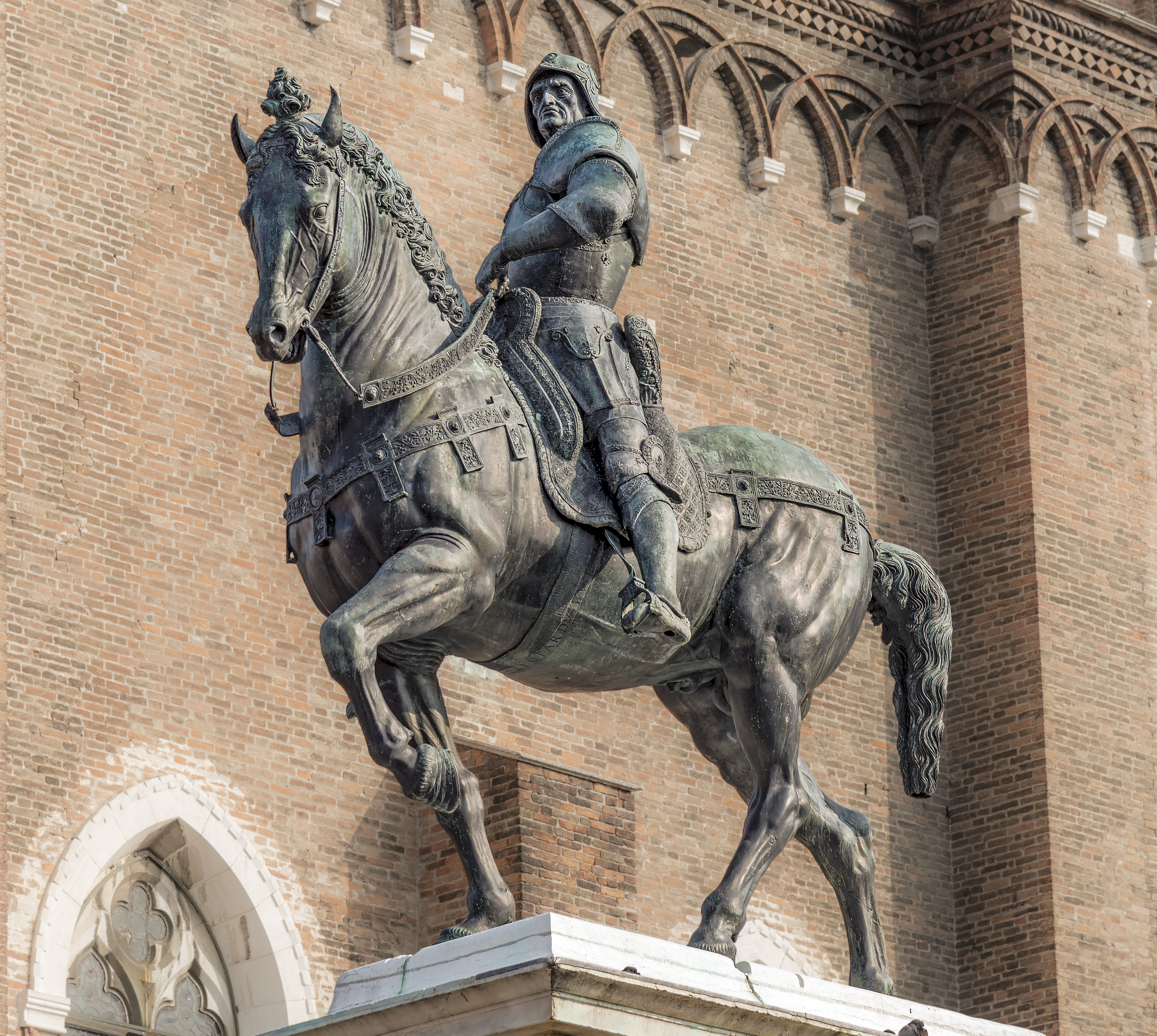
バルトロメオ・コッレオーニ騎馬像

1480年には、もともとドナテッロが使用していたフィレンツェ大聖堂造営局の裏手の工房に拠点を移した。そのために離れることとなった元々の工房は、ロレンツォ・ディ・クレディが継ぐこととなった。

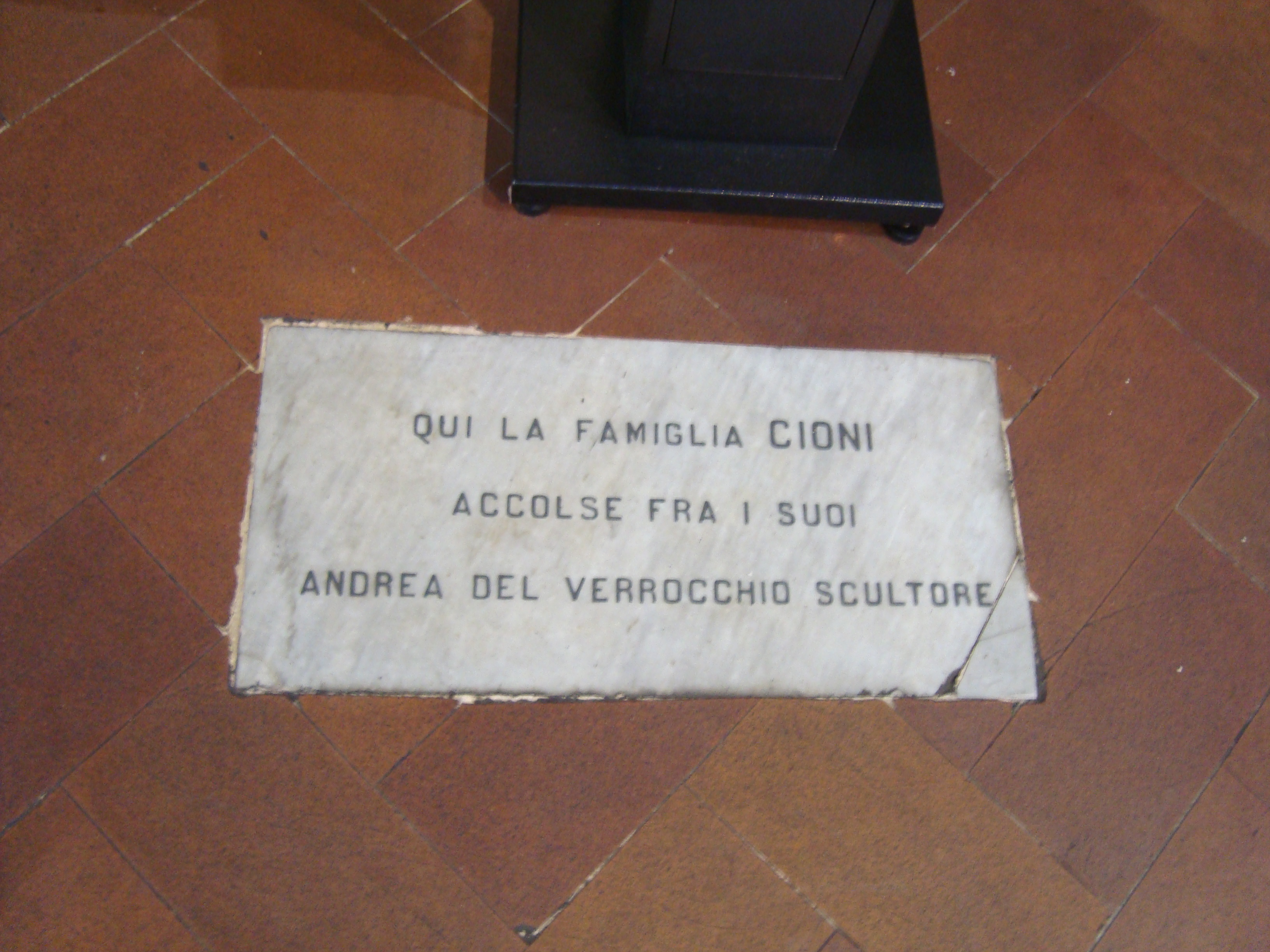
聖アンブロージョ教会のヴェロッキオの墓

1479年7月30日にヴェネツィア政府は共和国の傭兵隊長コレオーニのブロンズ騎馬像の建立を決定し、ヴェロッキオやドナテッロの弟子であったバルトロメーオ・ベッラーノやヴェネツィアの芸術家であったアレッサンドロ・レオパルディに試作を要請した。要請に応えてヴェロッキオは、1481年に馬の原寸大試作をヴェネツィアへ送り、1483年に2頭目の馬の蝋製試作を送った。この時点でヴェロッキオへの制作委託が決定したという。
バルトロメーオ・コッレオーニはヴェネツィア共和国の傭兵隊長であり、ベルガモの領主で、ミラノにも雇われていた事があるが、ヴェネツィアへ多大な貢献をした。彼は遺書によって、対トルコ戦の費用として10万ドゥカーティを寄贈する代わりに、自身の像をサン・マルコ広場に建てるよう政府に要求したが、共和国制度を採用するヴェネツィアにとって個人の記念像を都市の中心広場に置くことは許容できなかったため、結局サン・ジョヴァンニ・エ・パオロ教会前の広場に建てられることとなった。
1486年にはヴェネツィアに移住し、本格的な制作にとりかかった。ヴァザーリによれば、鋳造の途中で急病に倒れ、1488年6月30日に亡くなった。死の5日前に認めた遺書により、騎馬像の鋳造はロレンツォ・ディ・クレディに託されたが、結局騎馬像発注の際試作を要請された、ヴェネツィアの芸術家であるアレッサンドロ・レオパルディによって完成され、1496年3月にサン・ジョヴァンニ・エ・パオロ教会の広場に設置された。
5年後にレオナルドもヴェロッキオの騎馬像の2倍の大きさの「フランチェスコ・スフォルツァ騎馬像」の原型を完成させるが、結局それが失われてしまった現在では、芸術的にも技術的にも、バルトロメーオ・コッレオーニ騎馬像を15世紀彫刻史の1つの頂点を示す記念碑的作品と見做すことができる。
遺体は弟子のロレンツォ・ディ・クレディによってフィレンツェに移送され、聖アンブロージョ教会に埋葬された。いろいろな作品の制作途中で亡くなったため、「聖母と洗礼者ヨハネ」などの作品はロレンツォ・ディ・クレディが完成させた。ディ・クレディはヴェロッキオの管財人であり、また筆頭の遺産相続人でもあった。

## メディチ家の為に

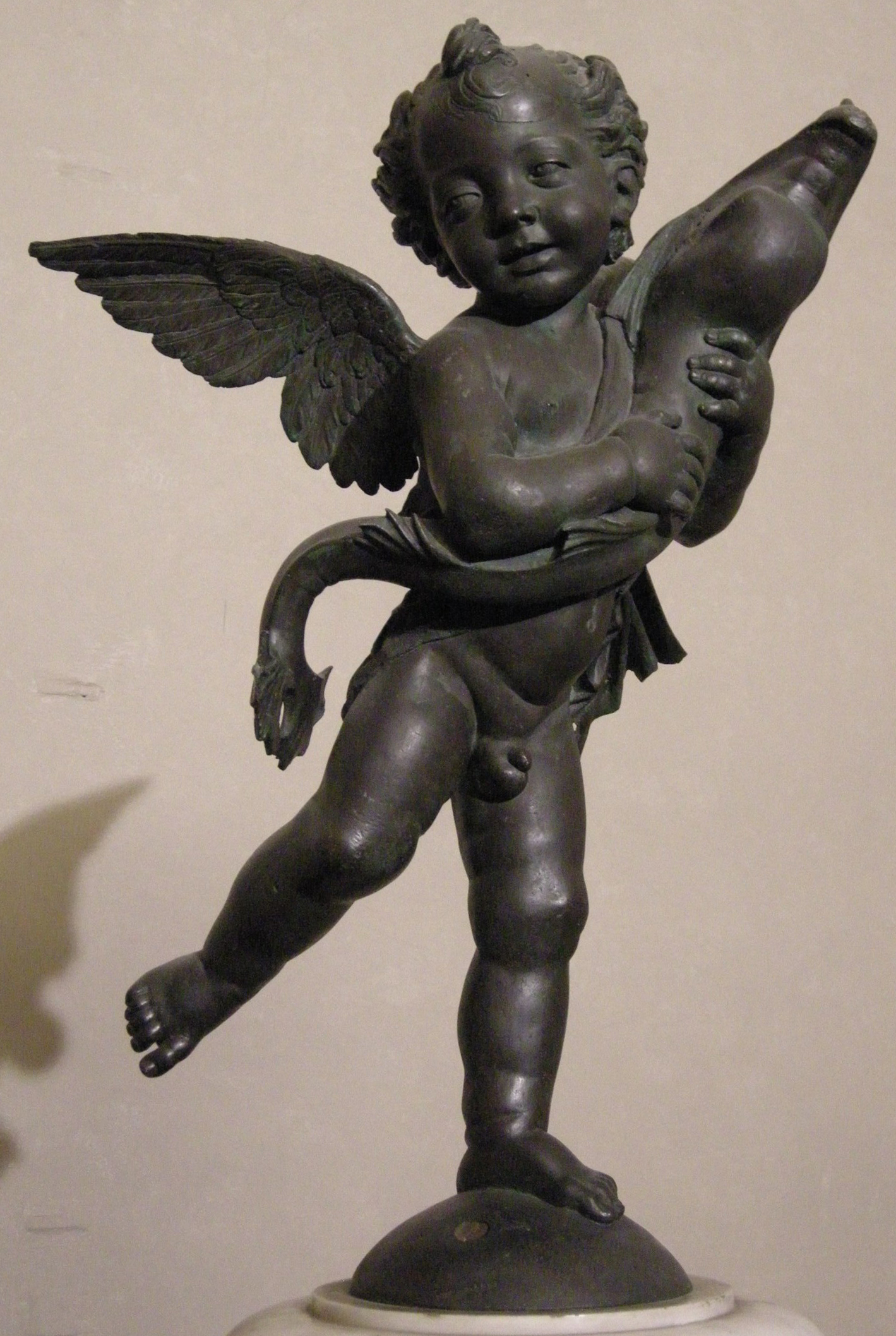
イルカと天使

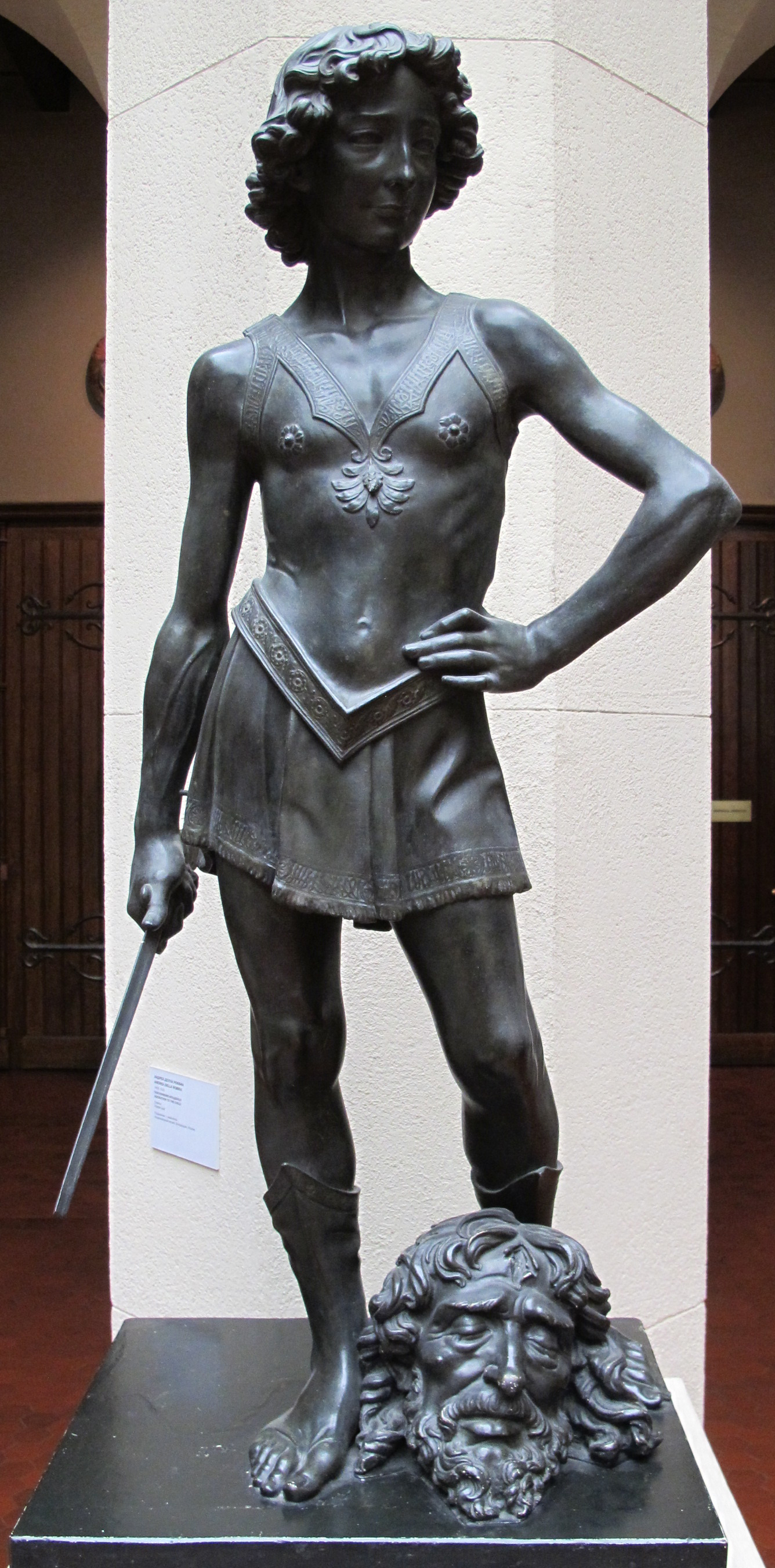
ダヴィデ像

ヴェロッキオは、コジモ、ピエロ、ロレンツォの3代に亘って、メディチ家の強力な支援を受け、制作に励んだ。
彼の現存する最初の作品は、サン・ロレンツォ聖堂の主祭壇前の地下に埋葬されたコジモ・デ・メディチのための、床に設置する墓標である。
コジモが亡くなった後、彼はコジモの息子であるピエロ・デ・メディチの強力な支援を受けた。先述したように、1460年代後半になってヴェロッキオには仕事が次々と舞い込むようになったが、それはピエロ・デ・メディチの存在が大きい。ピエロは「聖トマスの懐疑」を発注した商業裁判所の評議会メンバーであり、またフィレンツェ大聖堂の円球の制作委嘱に関しては、ヴェロッキオへの支払いの代理人をも務めている。
ブロンズによる彫像の「イルカと天使」と「ダヴィデ像」も1470年代初頭の作品であるが、この2つもピエロ・デ・メディチの発注によるものであるという。ヴァザーリによれば「イルカと天使」は彼の別荘のため注文された噴水用の作品で、コジモ1世のときにヴェッキオ宮殿の中庭に移された。現在はヴェッキオ宮殿の中庭の噴水にレプリカが展示されており、宮殿併設の美術館3階に本物が展示されている。

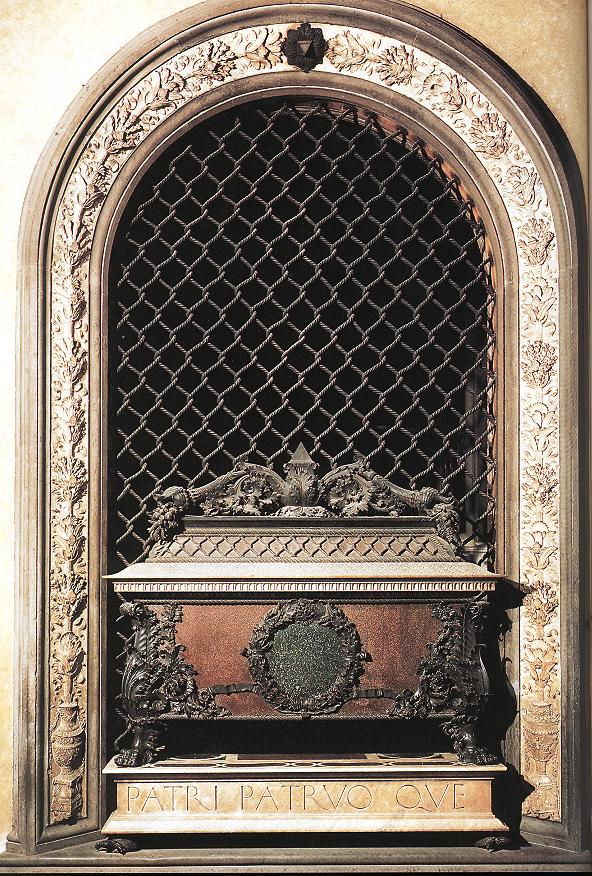
ピエロ及びジョヴァンニ・デ・メディチの墓碑

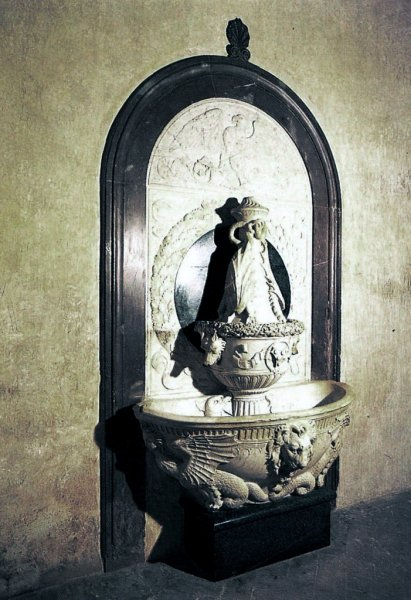
手洗盤

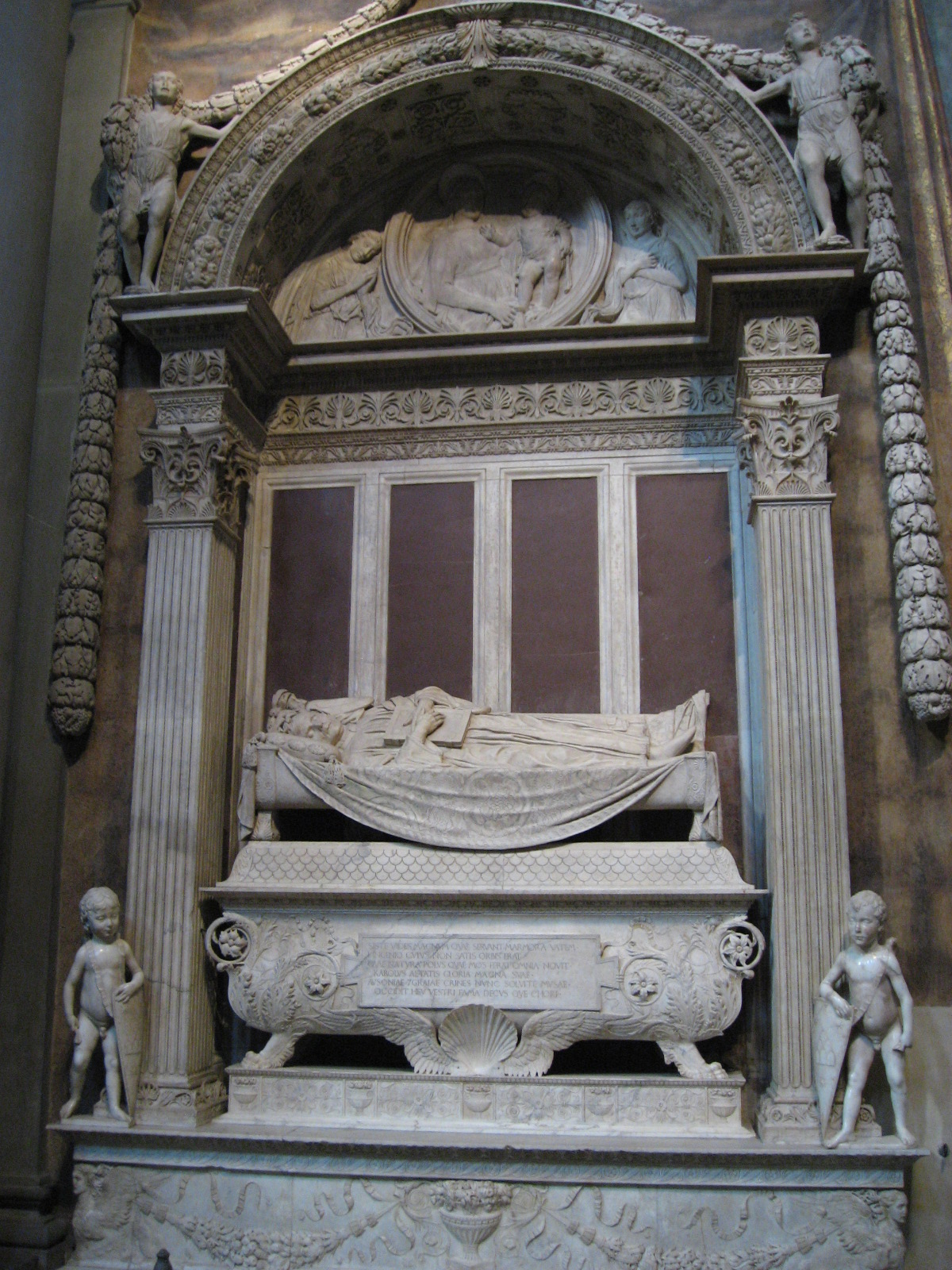
カルロ・マルスッピーニ墓碑

「ダヴィデ像」の制作年は不明だが、ドナテッロのダヴィデ像の代わりに発注された可能性が強く、モデルが弟子のレオナルドであるとする説があるが、あくまで一説にすぎない。1476年にロレンツォとジュリアーノの兄弟によって150フィオリーノで政庁に売り渡されている。
1470年代に入り、パトロンであったピエロが亡くなり、その息子のロレンツォ・デ・メディチを新たなパトロンとするようになった。パトロンの庇護のもと製作に励むお抱え芸術家となった彼は、1472年にはフィレンツェに工房を構え、ボッティチェリ、ペルジーノ、レオナルド・ダ・ヴィンチと一緒に聖ルカ組合の会員となった。
ロレンツォの注文による最初の作品はピエロ及びジョヴァンニ・デ・メディチの墓碑であり、手洗盤も彼の注文によるほぼ同じ時期の作品である。
この2つは同じ室内に設置され、また2つともにデジデーリオ・ダ・セッティニャーノの『カルロ・マルスッピーニの墓碑』という作品による影響が見られ、ピエロとジョヴァンニのための墓碑では墓棺を支えるブロンズの獅子の脚や葉を用いた装飾などに、手洗盤の方は盤を飾る一対のハルピュイアのモチーフ部に、そのデジデーリオの作品からの着想が見られる。
ヴェロッキオは絵画や彫刻、鋳造などの上記の作品のほかにも、厳粛な祭礼や騎士の馬上試合、メディチ家の饗宴の為に、装飾的な甲冑や衣装をデザインしたという記録が残っている。
ちなみにメディチ家以外にも、ローマのシクストゥス4世の為に作品を制作したという。
彼の死後、1495年に弟のトンマーゾがメディチ家の未払いの報酬を請求するために、リストを作成した。そのリストによると、メディチ家のためにかなり多くの仕
事をこなしていたことが分かる。

## レオナルド・ダ・ヴィンチの師として
1466年には、当時14歳であったレオナルド・ダ・ヴィンチを弟子として採用した。
レオナルドが工房にいつ入門したかは諸説あるが、当時のフィレンツェの商工組合が14歳から徒弟修業を始めていることや、ヴァザーリが入門時期について「少年時代」と言っていること、徒弟期間が通常6年間であったことなどから、「1466年の14歳のころに入門した」との説が広く認められている。
ヴァザーリによると、レオナルドの作品に感心した父のセル・ピエーロ・ダ・ヴィンチが、友人であったヴェロッキオにいくつかの作品を見せたところ、素描と彫塑の才能が抜群であったので、ヴェロッキオも大変に感心し、弟子として迎え入れる運びとなったという。レオナルドは私生児であり、認知されていなかったようだが、この時点ではセル・ピエロのただ1人の子供だった。レオナルドは初めの2年は工房に住み込んでいたが、それ以降は父の家から工房まで通った。
この工房入門に、ピエロ・デ・メディチが一枚噛んでいたという説がある。レオナルドは「メディチが私をつくり、そして滅ぼした」という言葉を残している。
ヴェロッキオの工房は当時の芸術家たちの工房と同じように、美術学校とデザイン・スタジオが一緒になったものであった。弟子たちはまず床の掃除など雑用から始め、依頼された絵画の制作を手伝い、そうしてようやく一人で絵を描くことが許されたという。レオナルドは20歳前後でその段階に達しており、そのころに『キリストの洗礼』の天使のうちの1人を描くことを任された。

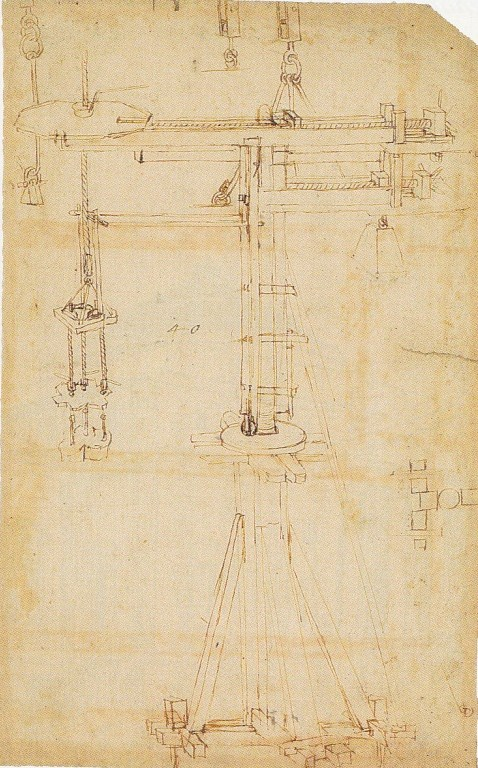
レオナルドのアトランティコ手稿よりブルネルスキのクレーン機械のスケッチ

ヴェロッキオはレオナルド・ダ・ヴィンチが描いた天使を見て、自分よりも色の使い方において彼が巧みであることを知った。弟子が自分より優れていることを知った彼は、絵筆を折り、その後2度と絵を描くことはなかったという有名なエピソードがあるが、このエピソードは後世の創作に過ぎない。その後は自分の工房の絵画部門はレオナルドに任せ、自分は専門である彫刻に専念したという。
ヴェロッキオは1460年代後半に、フィレンツェ大聖堂のドーム部分（クーポラ）の円球と十字架を制作したが、レオナルドは、『パリ手稿G』において、「私達がフィレンツェ大聖堂の球を接合した方法を覚えている。」と述べていて、ブロンズ球のデザインに係わっていた事を示唆している。また、このブロンズ球を天蓋に揚げる際に使われたフィリッポ・ブルネレスキの機械に魅了され、スケッチに取って絶賛している。
1472年ころにはレオナルドは既に修業を終え、一人前の画家として独り立ちすることを許されていた。その証拠として、同年加入した聖ルカ組合の現存する登録簿には
とあることから、親方になる資格をすでに持っていたことがうかがえる。
独立の資格を得た1472年以降もヴェロッキオの工房にとどまっていたことを裏付けるのは、1476年にレオナルドが他3名とともに男色の疑いで密告された、
サルタレッリ事件の記録である。その中には「アンドレア・デル・ヴェロッキオ方のセル・ピエロの息子、レオナルド」と記されている。
このサルタレッリ事件が引き起こされた際、ヴェロッキオの工房は枢機卿ニッコロ・フォルテグエッリ記念碑を巡ってポッライウォーロの工房と激しく争っていた。当時はタンゴーリといういわゆる目安箱が密告に用いられており、この箱に紙を投げ入れるだけで誰でも簡単に相手を告発でき、中傷が容易いことであったので、ヴェロッキオ工房の主要メンバーであったレオナルドを陥れるための策謀ではないか、とする研究者もいる。レオナルドを含めた4人は全員とも無罪の判決が下された。

受胎告知

結局1478，9年まではヴェロッキオの工房にとどまり、助手の期間もあわせておよそ10年以上工房で多様な基礎修行をした。
なお1479年頃に工房が受注したピストイア大聖堂祭壇画の『受胎告知』はレオナルドの作品としてよく知られているが、実際にはギルランダイオがテンペラで描いたのちに、ロレンツォ・ディ・クレディをレオナルドが指導しつつ、制作した合作である。

## 弟子への指導法
先述したように、ヴェロッキオの工房に限らず、当時の工房はどこも『親方‐助手‐徒弟』からなる家族的な共同体であり、美術品を制作するのと同時に教育の場でもあった。工房では親方の指導の下に美術品の制作も教育も行われたが、仕事の規模や内容に応じて他の工房との協力などが行われたり、ヴェロッキオもフィレンツェからヴェネツィアへ移動するなどしたように、他の都市へ拠点を移すなど柔軟性のある運営が行われていた。
美術家を志す場合は若いころから徹底した職人的教育を受けていた。工房に入門する者の出自は様々で、親子代々の画家や彫刻家などの息子が圧倒的であったが、農民や豪商、公証人の息子など、様々な出自の者が集まっていた。15世紀のフィレンツェでは金工師の工房が多能な美術家の養成所となっており、ヴェロッキオの工房もそうであるが、ギベルティやポッライウォーロなどの工房にも優秀な若い弟子が集まっていた。
1470年代のヴェロッキオ工房では、絵画、彫刻、建築の素描や、板絵、フレスコ画、大理石彫刻の技法、遠近法や幾何学の研究、モザイク、寄木工芸、半貴石細工、黒金象嵌（ニエロ象嵌）、エマイユ（エナメル、それを用いた細工品）、銅版画、貴金属・非貴金属の加工、ブロンズ鋳造など多方面を手掛けていたという。
依頼を受けての制作でも、宗教関係の絵画、彫刻ばかりではなく、家具調度品、祝典儀式のための装飾、馬上槍試合のための装備、さらには舞台装置、仕掛け花火、噴水などを行っており、当時の芸術家たちが1つの分野に拘らず、多数の方面の技術を習得しようとしていたことがわかる。
ヴェロッキオの工房での指導法は伝わっていないが、弟子であったレオナルドが多くの手記を残している。おそらくヴェロッキオ自身の指導法を、レオナルド自身が昇華させたものであると考えられる。この工房からボッティチェリ、レオナルド・ダ・ヴィンチ、ピエトロ・ペルジーノ、ロレンツォ・ディ・クレディなどの重要な画家たちが誕生していることが、優れた指導が行なわれていたことを示す証左となっている。
レオナルドの手記「絵の本」によると、
ヴァザーリの「芸術家列伝」によると
「ヴェロッキオは、自然の事物、すなわち本物の手、足、膝、脚、腕、胴体などを石膏で型取りし、それを前に置いてじっくりと模写した。」という。

## ギャラリー
ヴェロッキオの手が何も入っていなくても、ヴェロッキオ工房名義の作品も掲載してあるので、すべてにヴェロッキオが関わったわけではない。
多岐にわたるジャンルの作品を手掛けている為、共同制作することになり「ヴェロッキオ単独作品」か「弟子単独作品」か「弟子との合作」か「弟子同士の合作」か、判別が極めて困難となっている。もちろん、ここに掲載したものが作品のすべてではない。

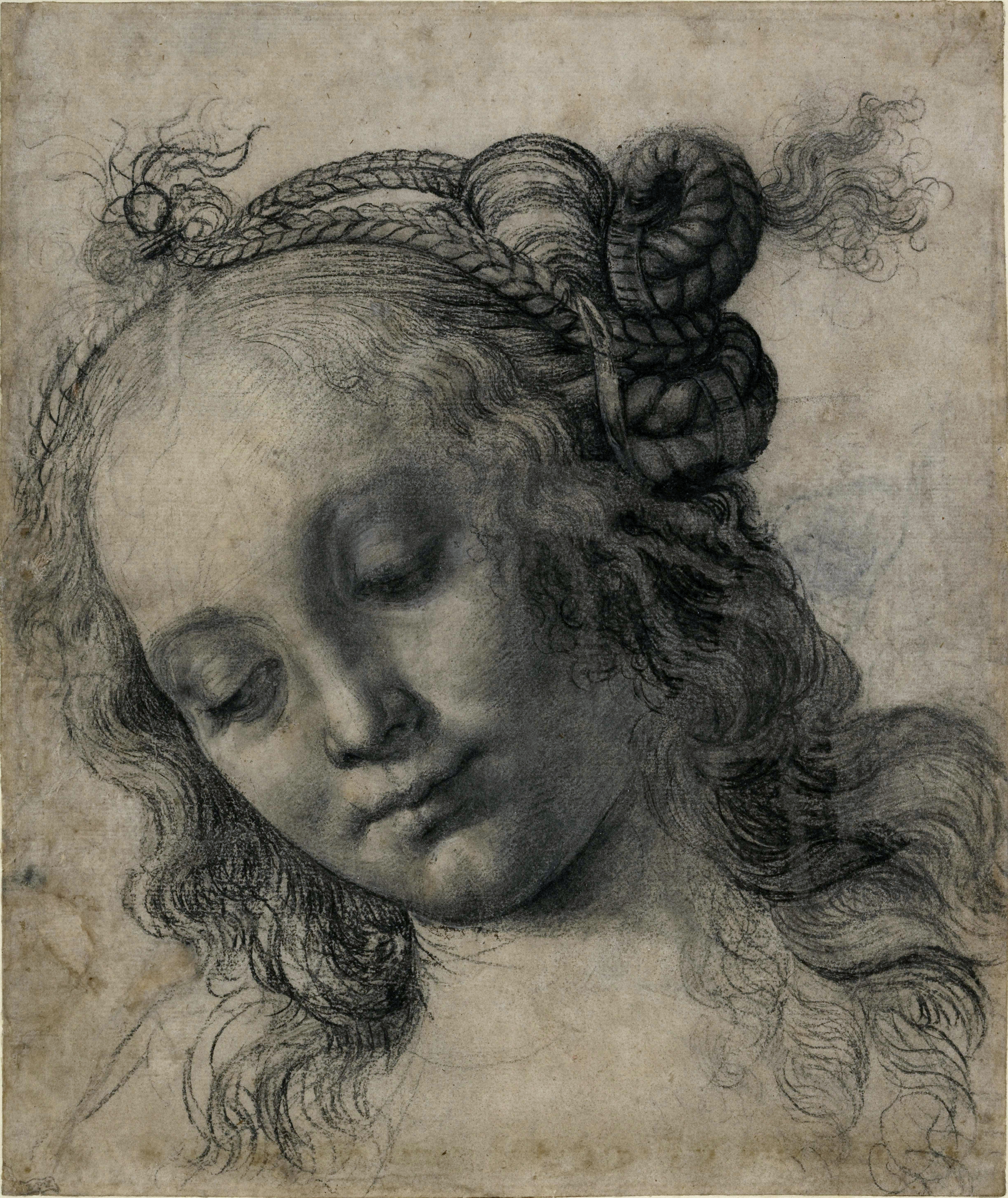
女性頭部
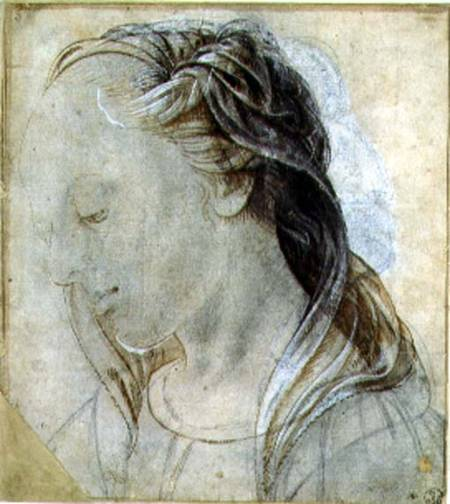
女性
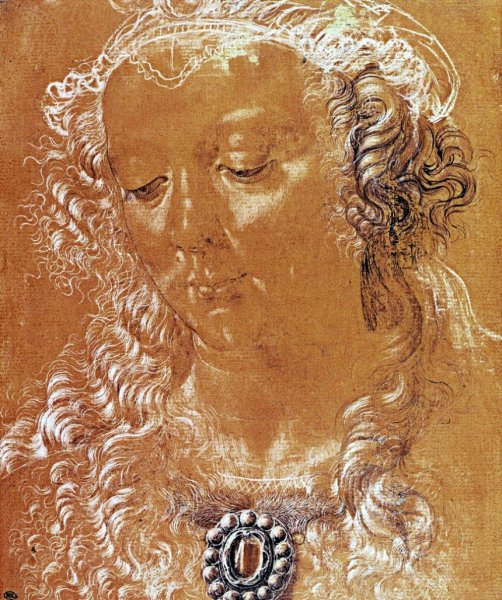
女性 2枚目
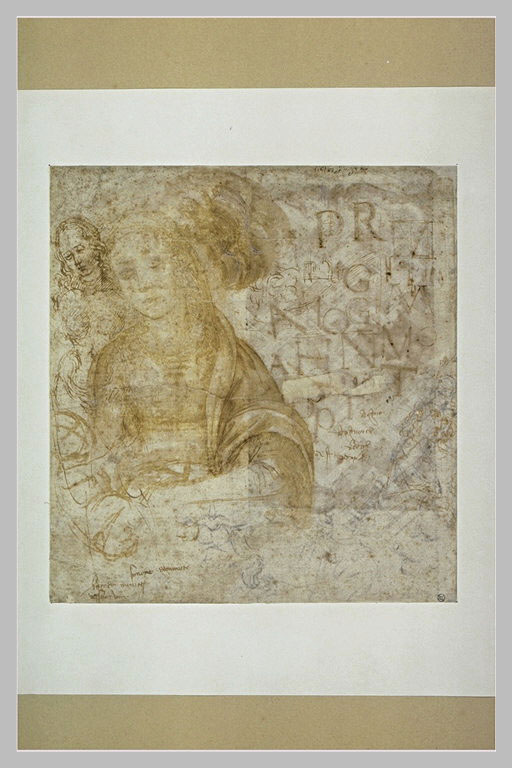
女性 3枚目
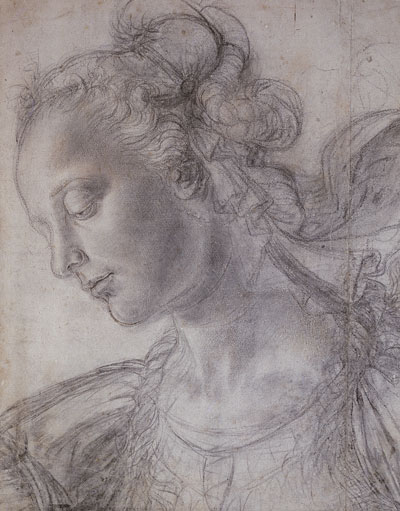
女性 4枚目
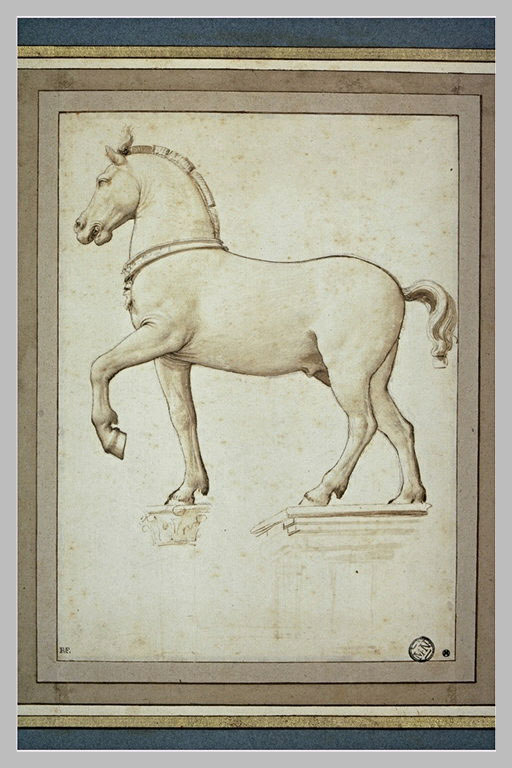
馬 バルトロメオ・コッレオーニ騎馬像の馬か
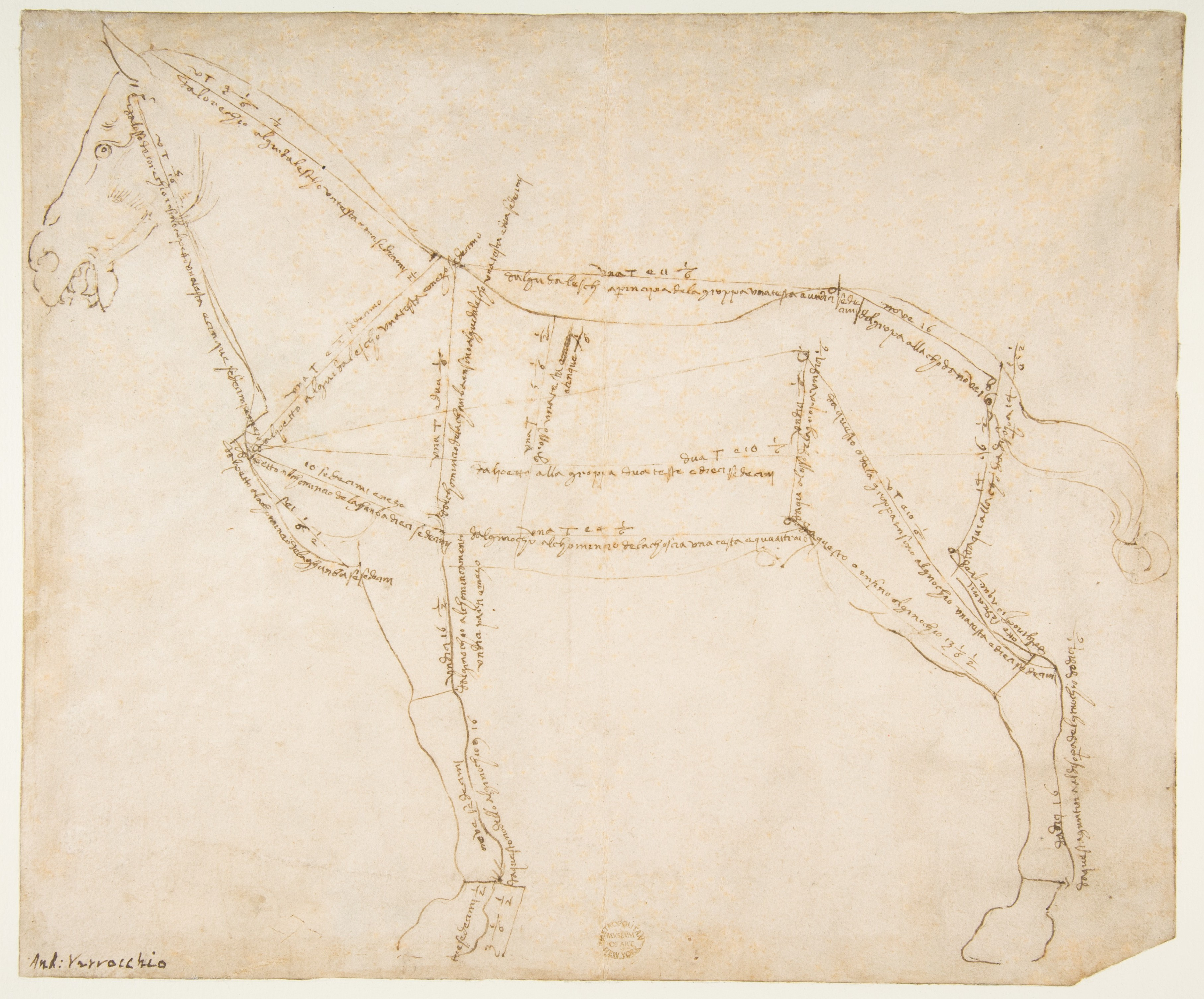
馬 2枚目
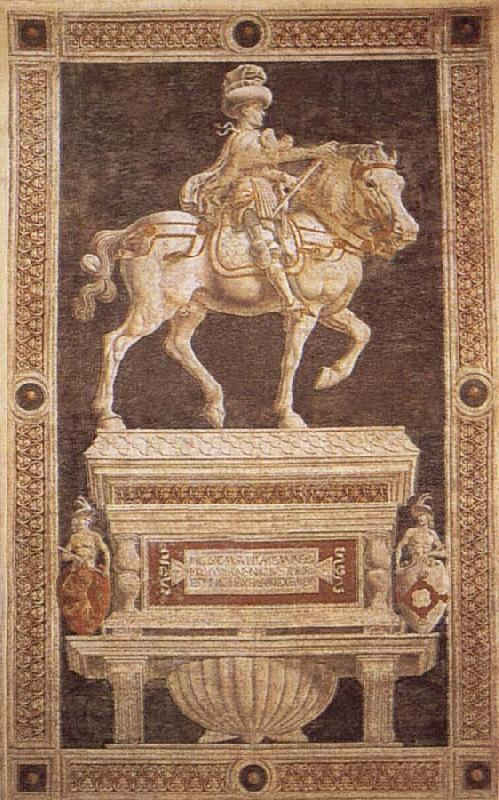
馬 3枚目
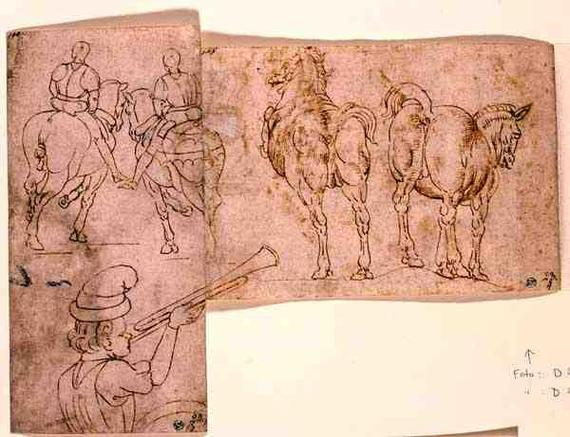
馬 4枚目
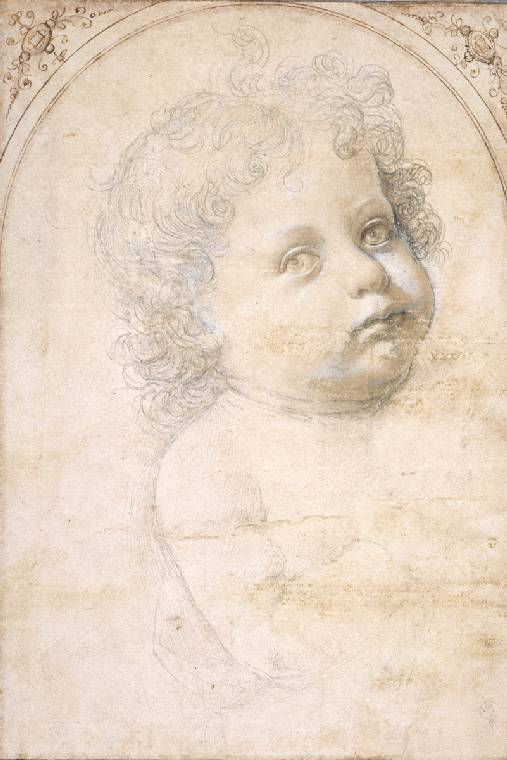
赤ん坊の頭部
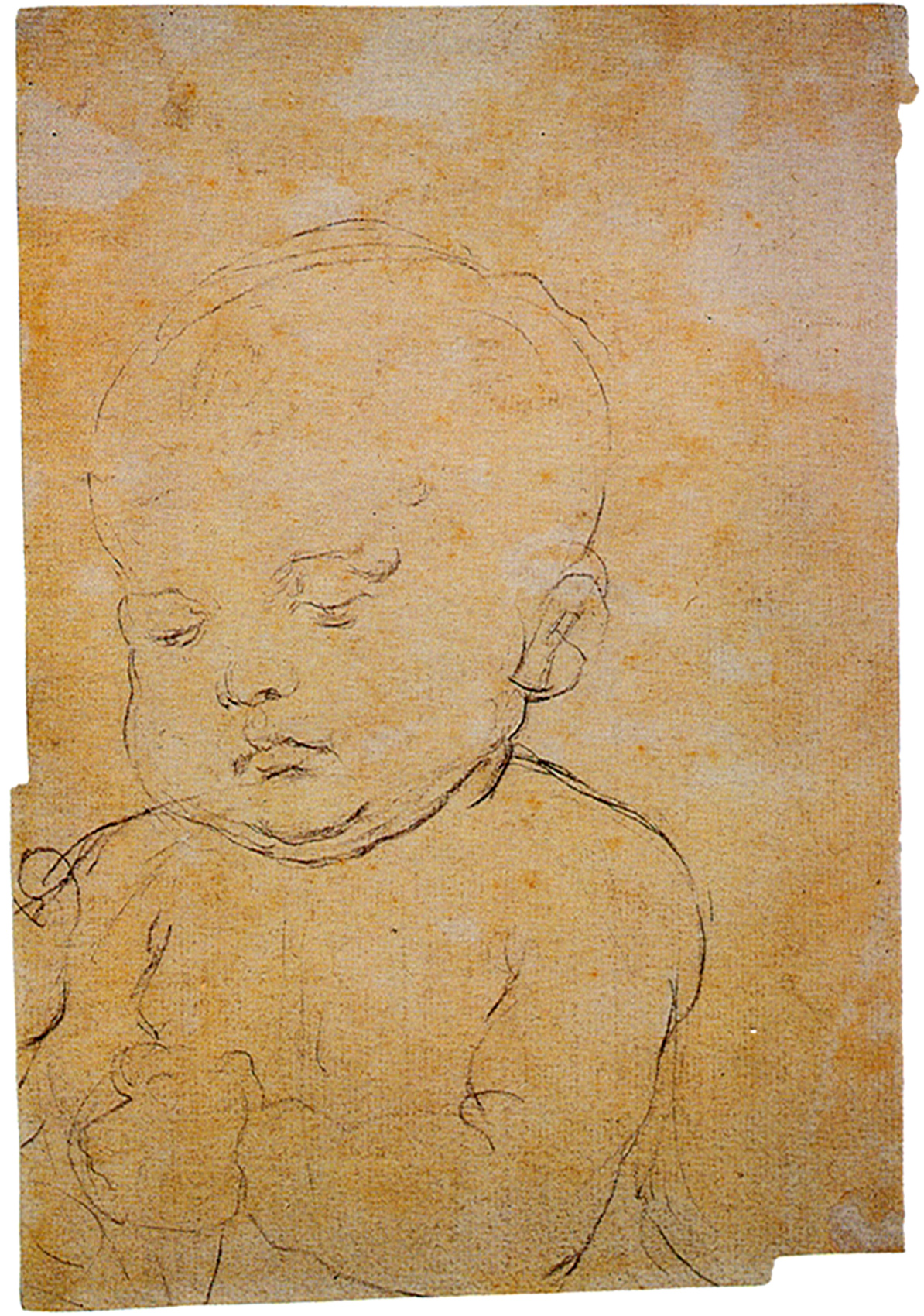
赤ん坊の頭部
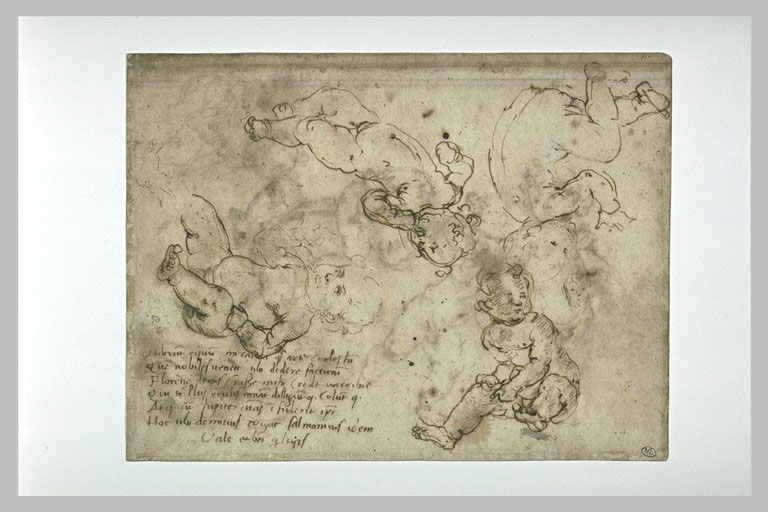
赤ん坊達
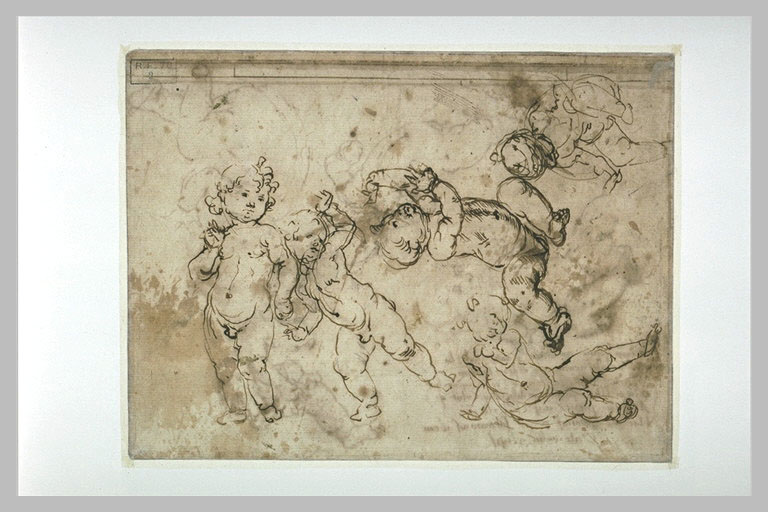
赤ん坊達 2枚目
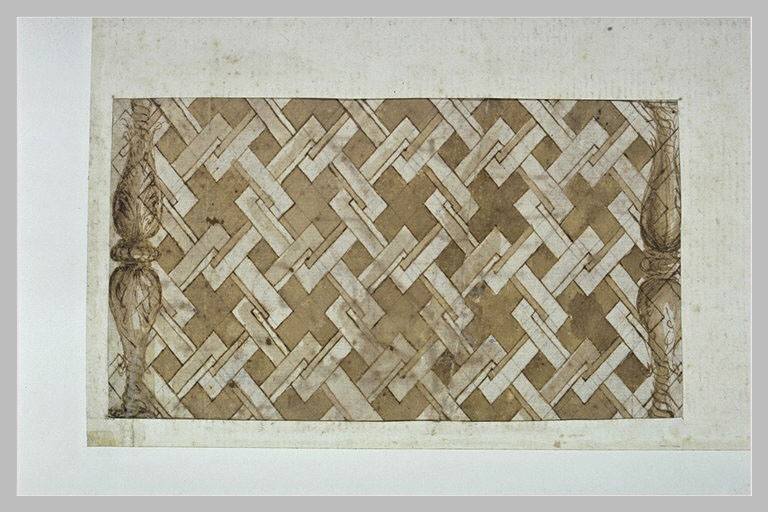
レース
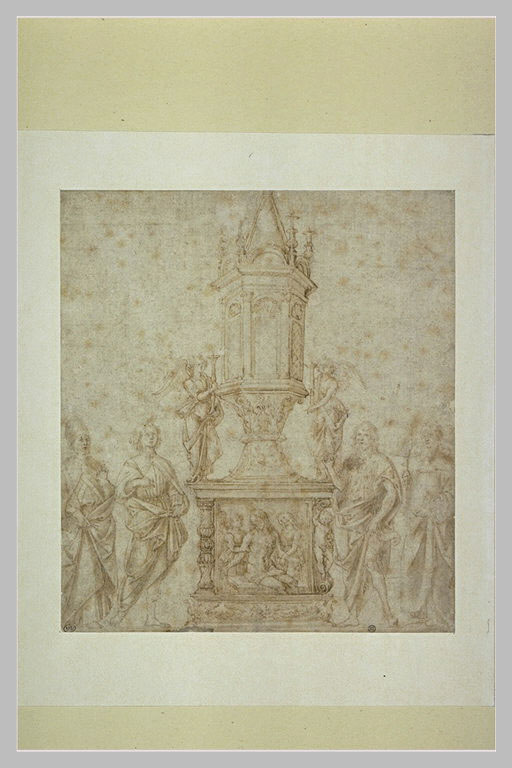
噴水台 この作品を作るにあたってのデッサンか

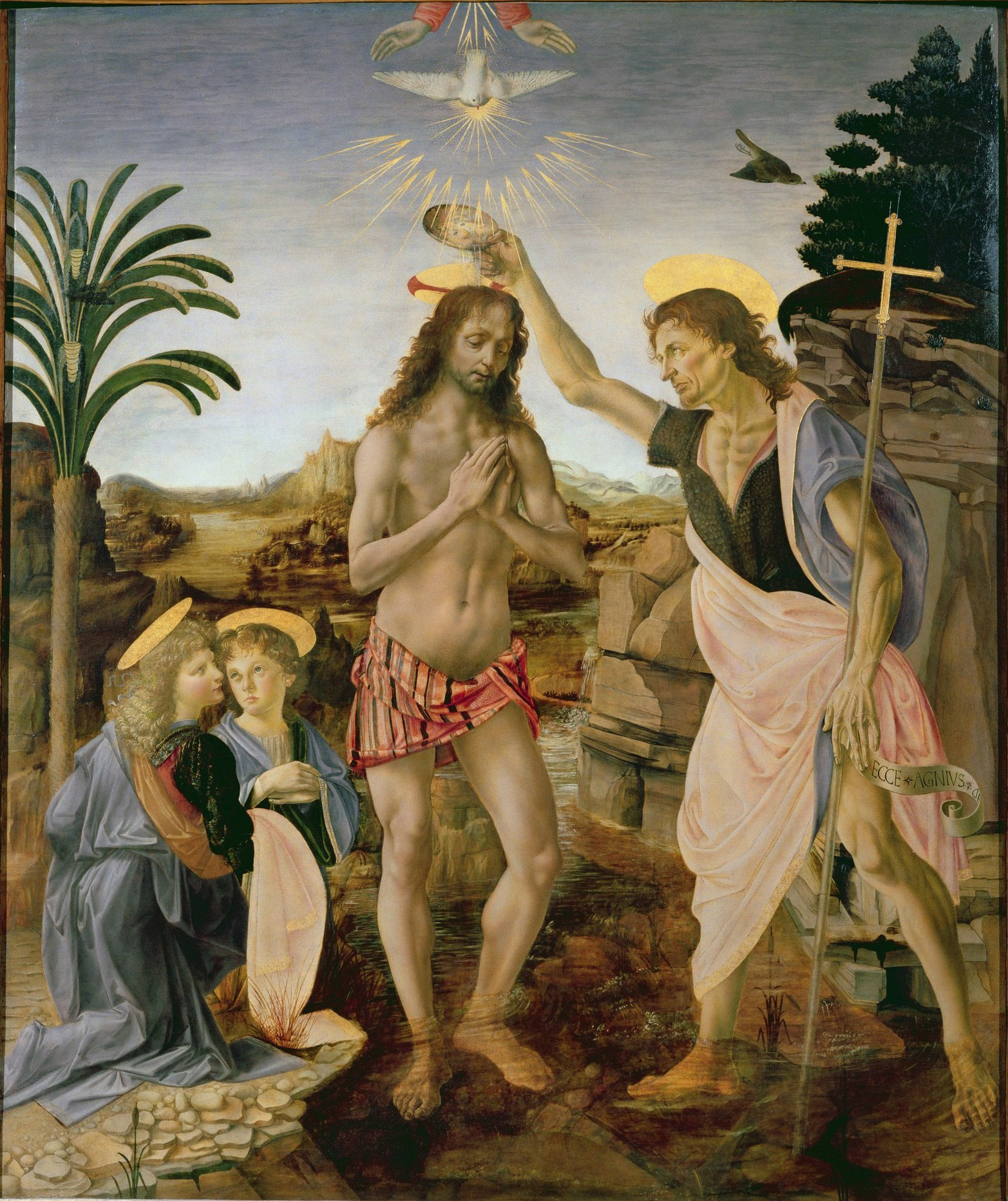
『キリストの洗礼』 画面左端の天使と遠景などをレオナルドが、それ以外をヴェロッキオが描いた。この2人以外の手も認められるので、3人以上の手による合作である[23]。
受胎告知』 初めにギルランダイオがテンペラで描いたものの上に、修行中のレオナルドがヴェロッキオの工房でディ・クレディなどを指導しつつ、制作した合作である。
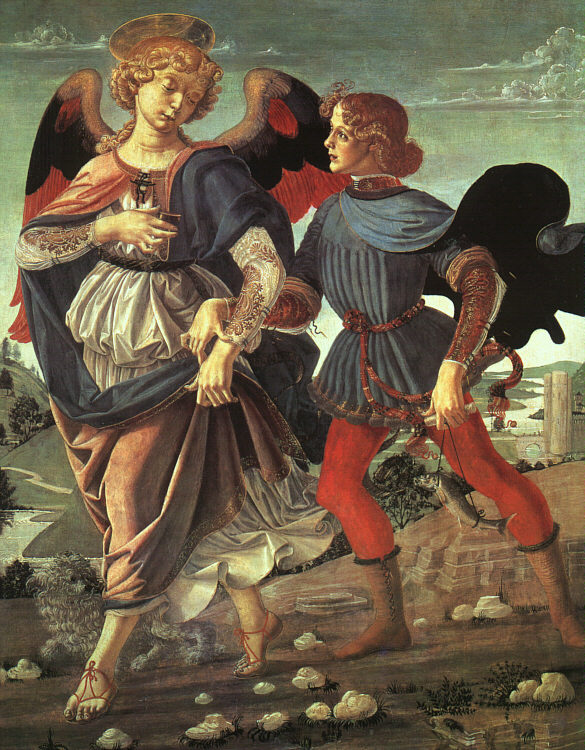
『トビアスと天使』 左下の犬をレオナルドが描いた。トビアスが下げている魚と、彼の巻き毛もその可能性がある。ちなみに右のトビアスの格好は当時の最先端ファッションであった。
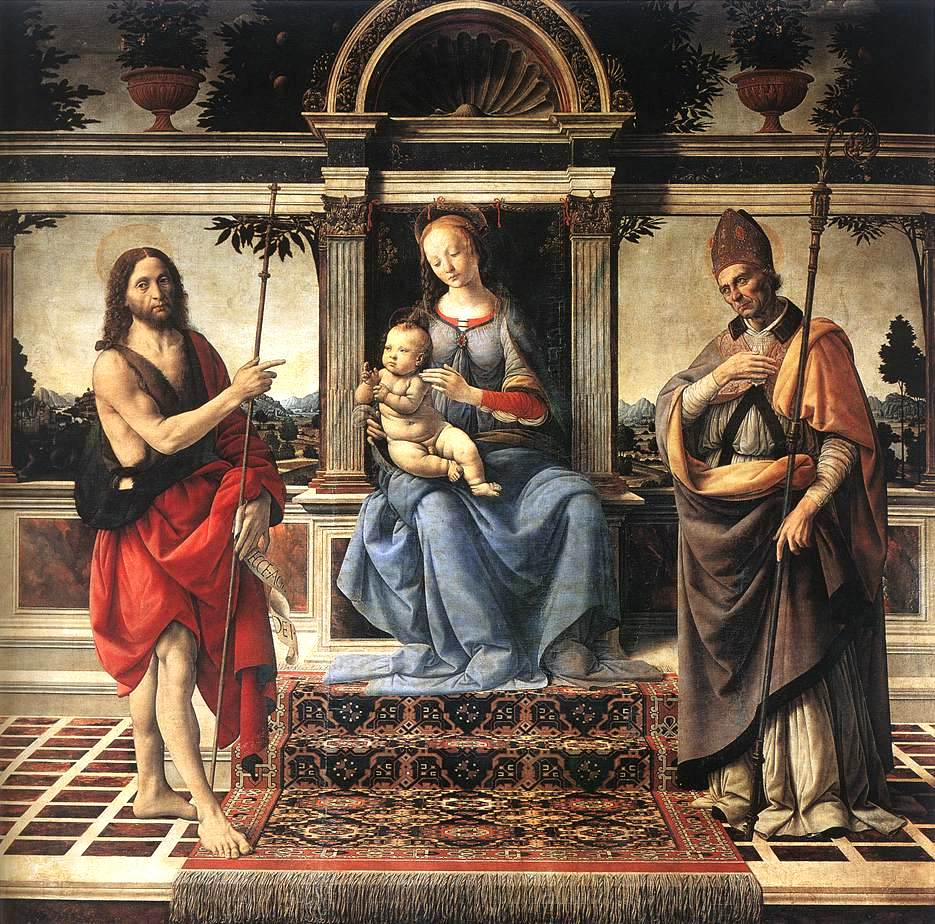
『聖母と洗礼者ヨハネと聖ドナトゥス』 支払いの遅れが原因で長い間未完成のままであったが、弟子のディ・クレディが中心となって製作し、完成させた。ヴァザーリはディ・クレディの作品であるとしている。
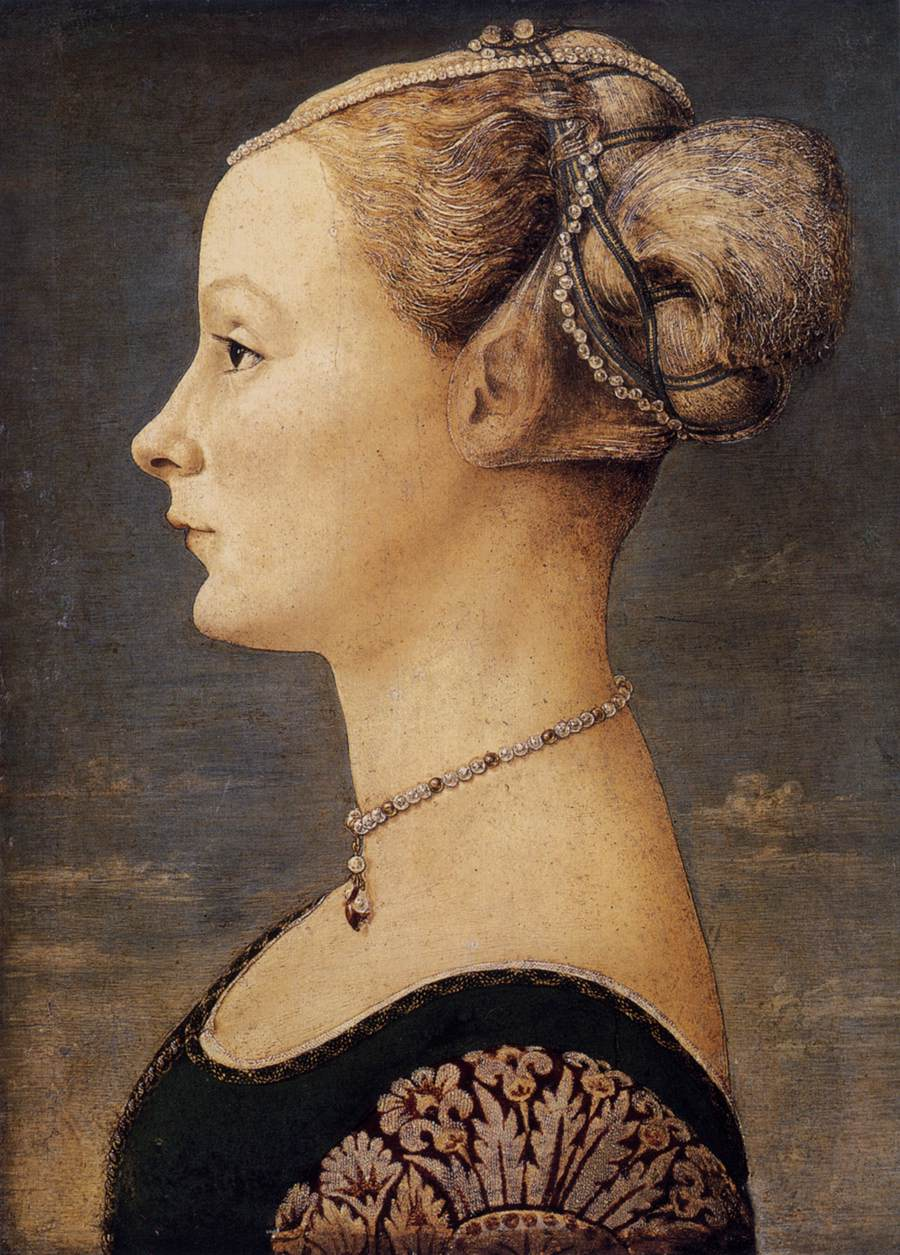
『貴族の女性の肖像画』
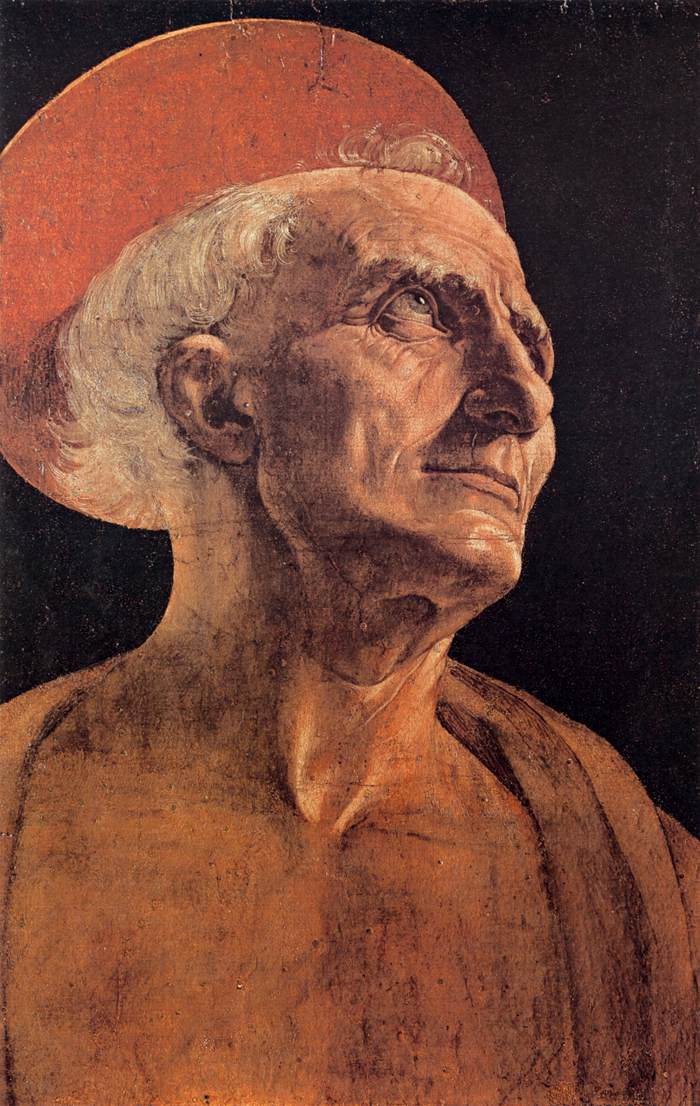
『聖ヒエロニムス』 1465年頃制作。
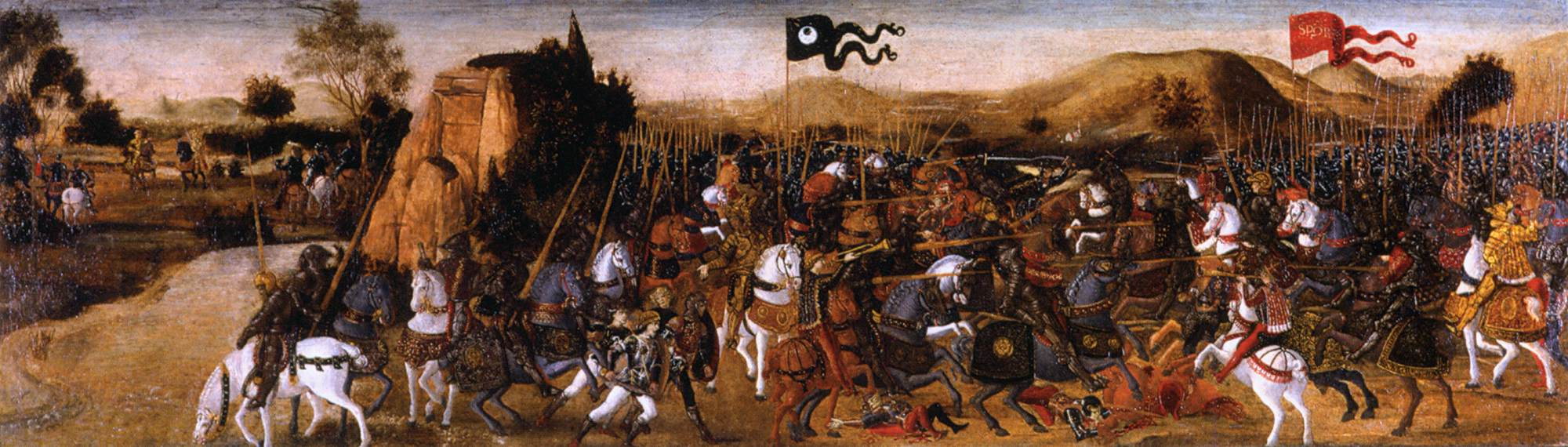
『ピュドナの戦い』 1475年頃制作。
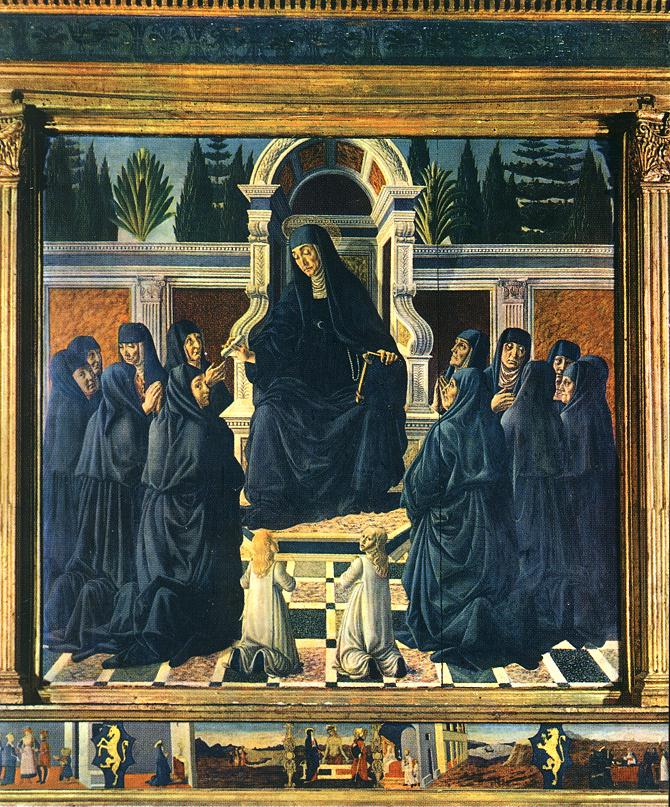
『聖モニカ』
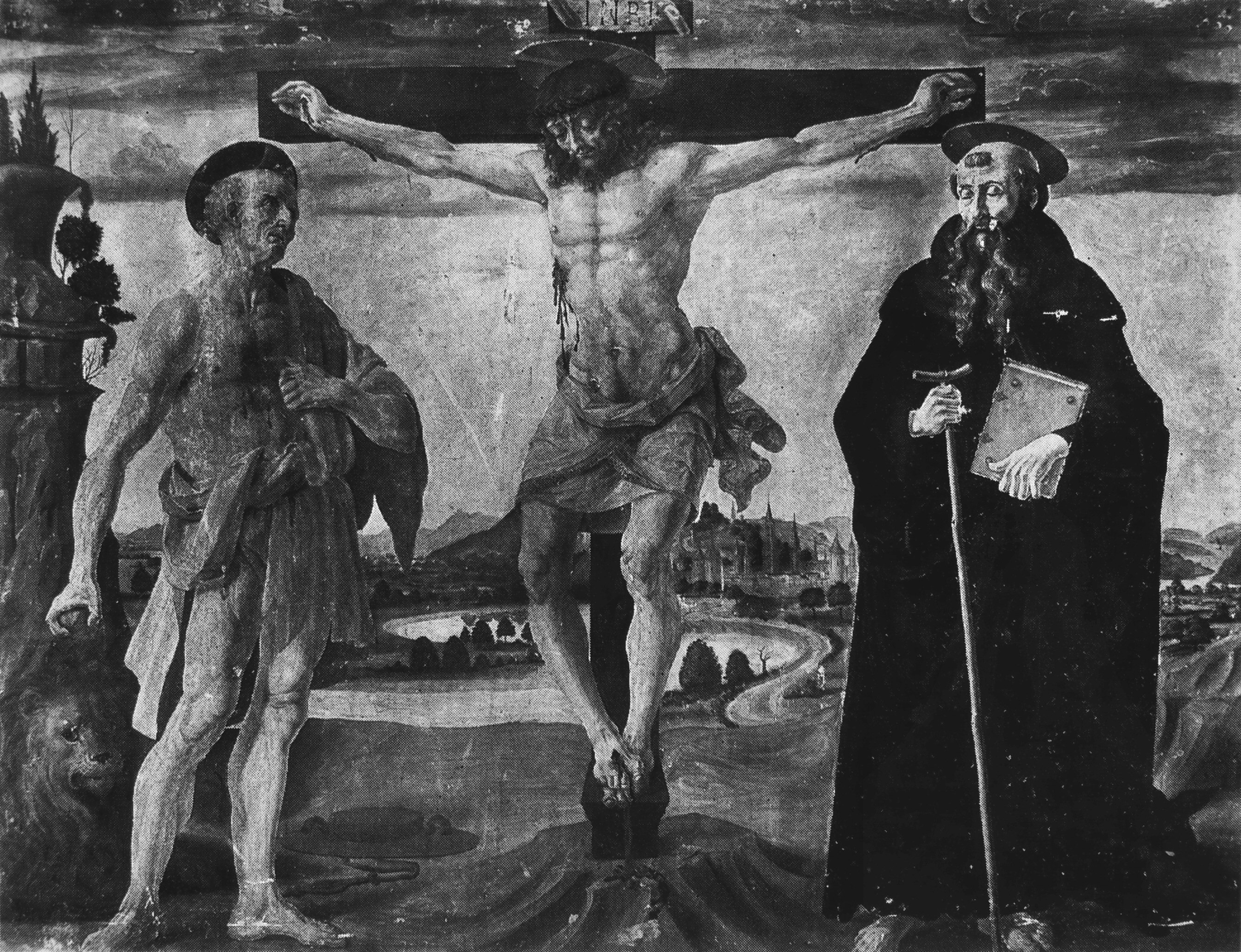
『キリスト磔刑』 工房による。
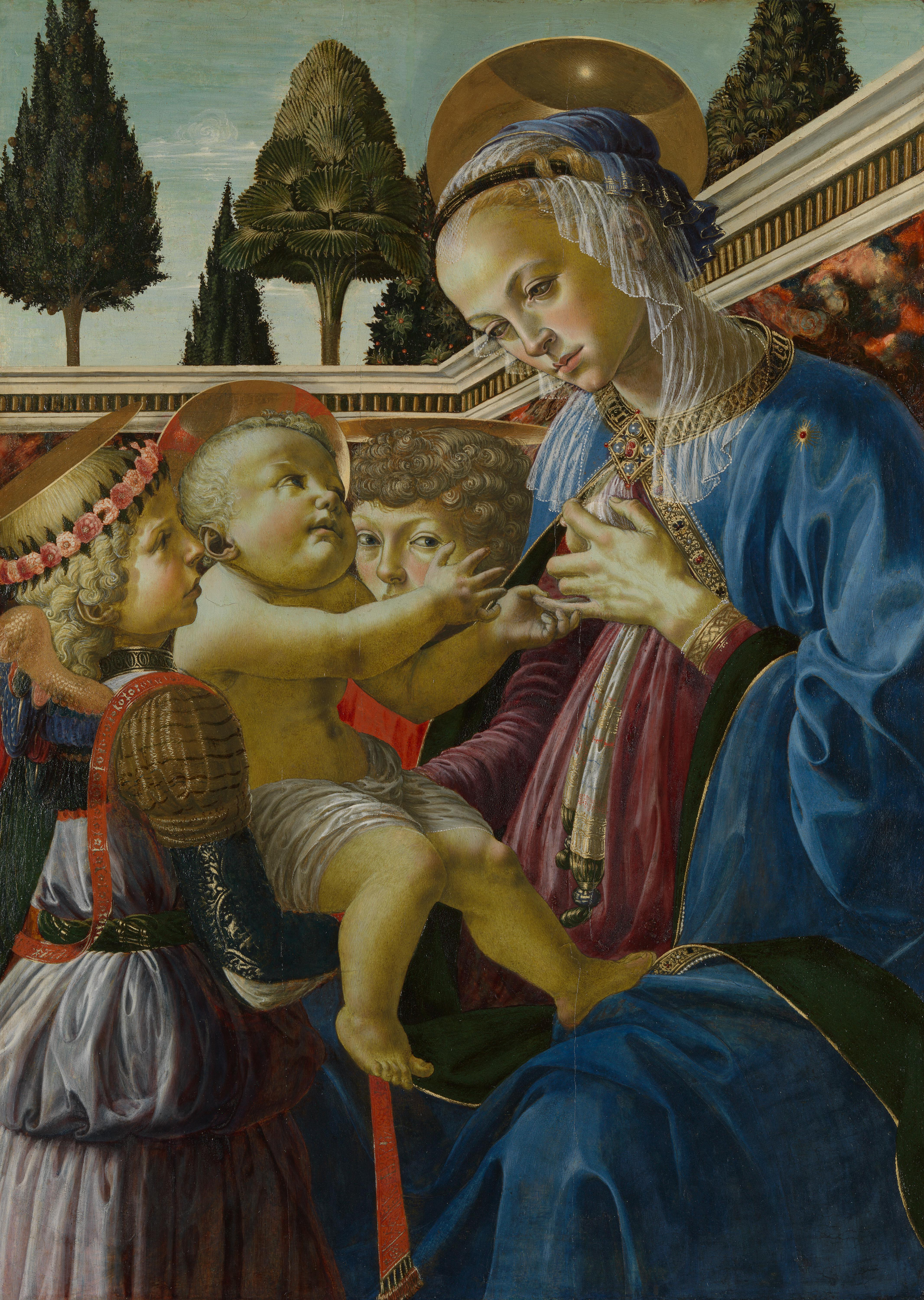
『授乳の聖母』 1467年-1469年制作。フィリッポ・リッピの『リッピーナ』と呼ばれる絵画に主題をとっている。
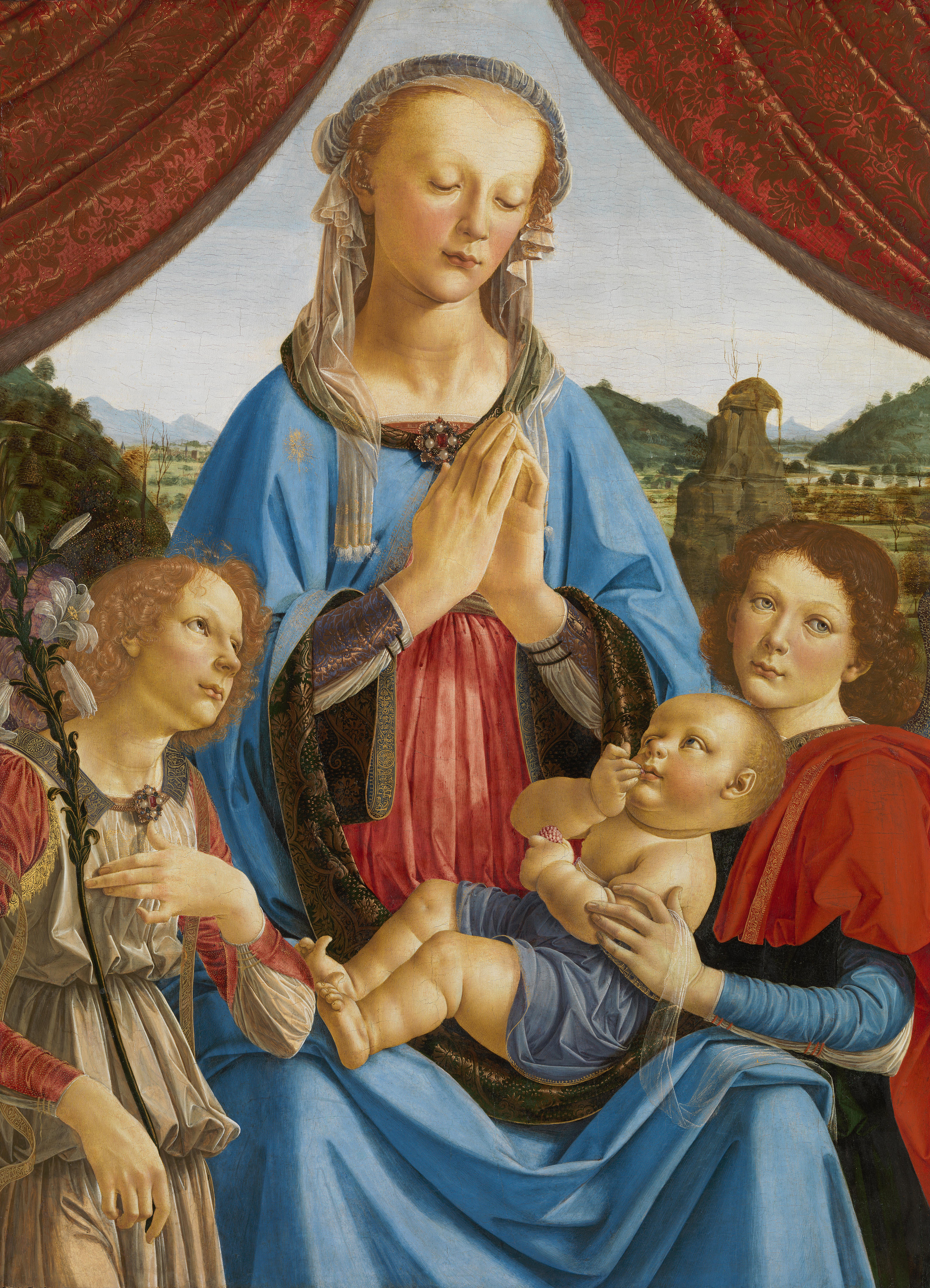
『聖母子』1476年-1478年制作 ロレンツォ・ディ・クレディとの合作。
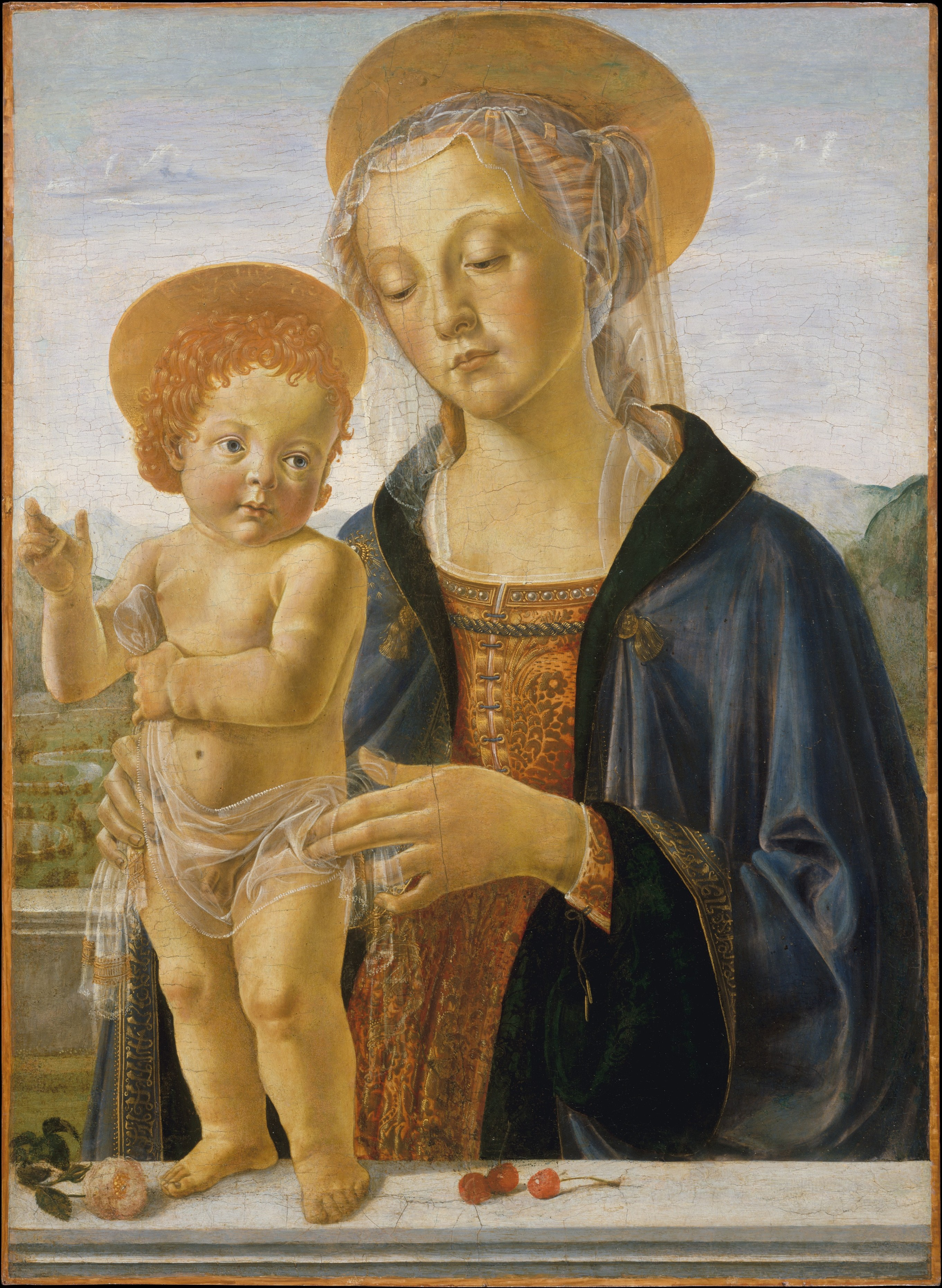
『聖母子』1470年-1475年
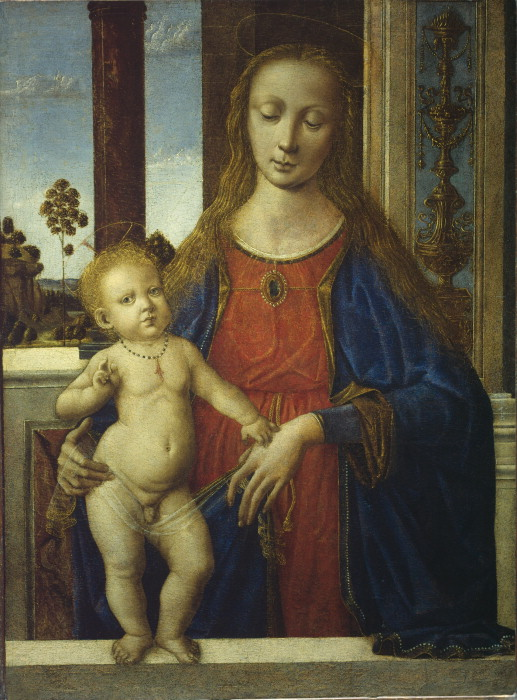
『聖母子』1475年-1480年制作
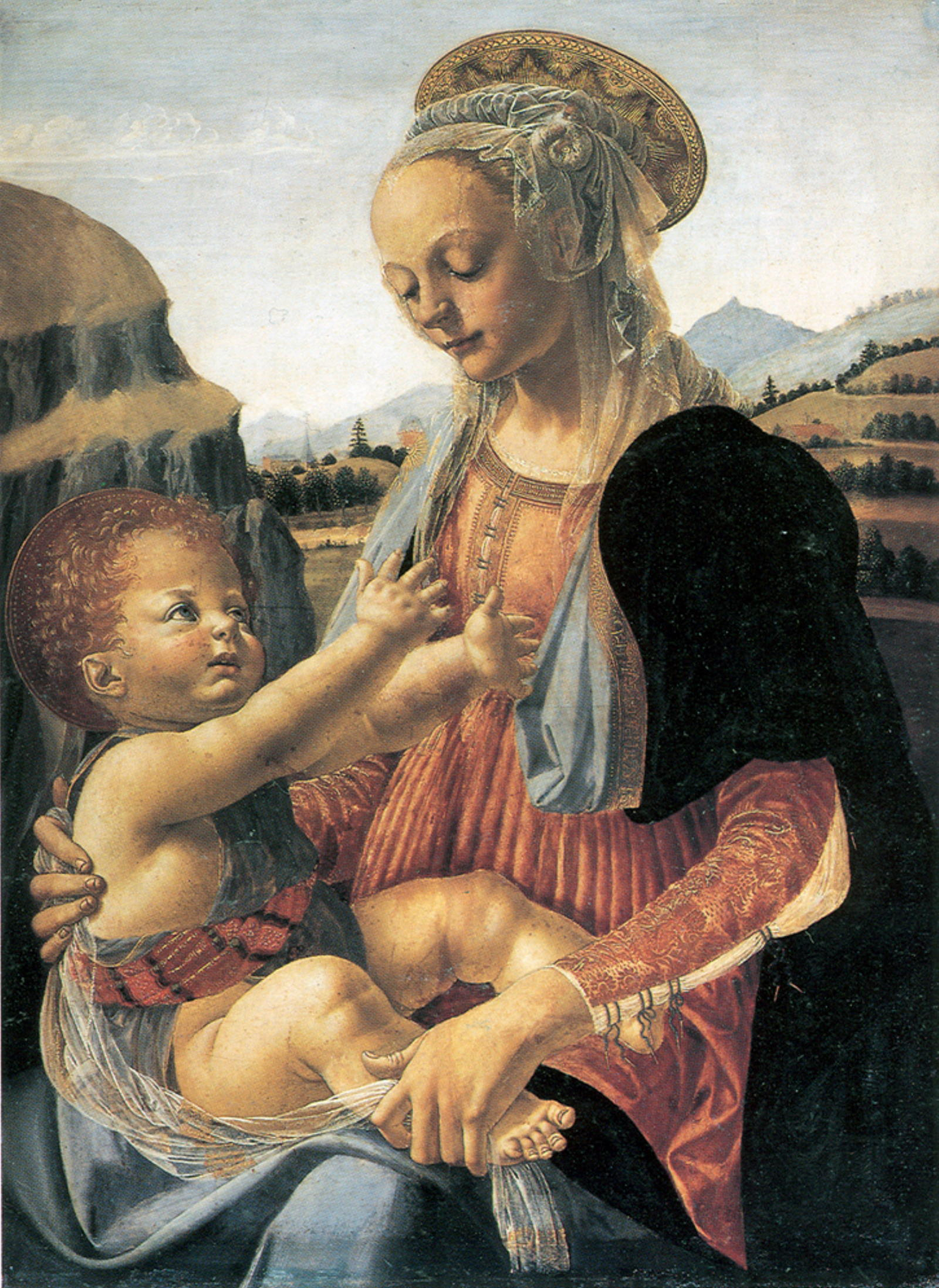
『聖母子』1466年-1470年制作
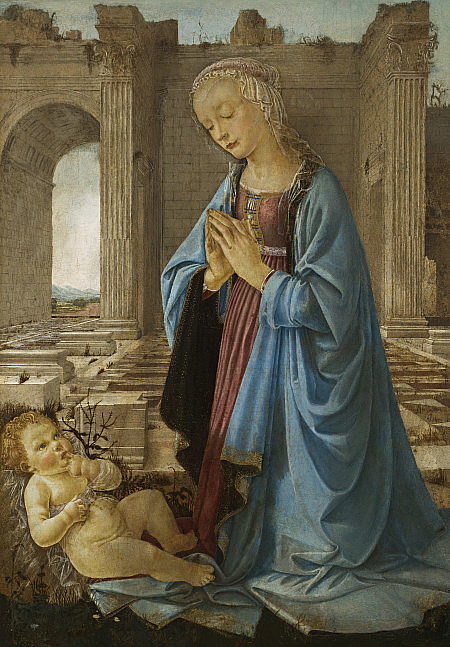
『聖母子』1470年頃制作 ジョン・ラスキンが長く所有したことから『ラスキンの聖母』とも呼ばれる。
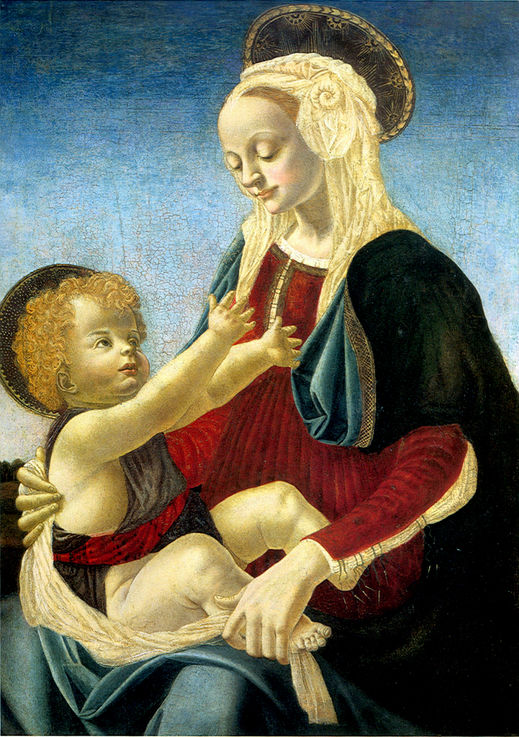
『聖母子』1470年-1480年制作
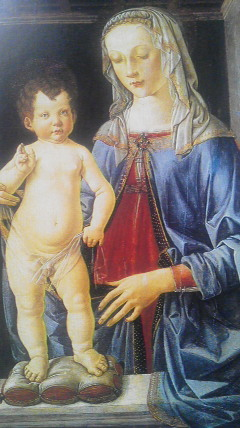
『聖母子』1470年代前半 ロッセッリによるものかもしれない。
『聖母子』1470年代中頃 ギルランダイオによるものかもしれない。

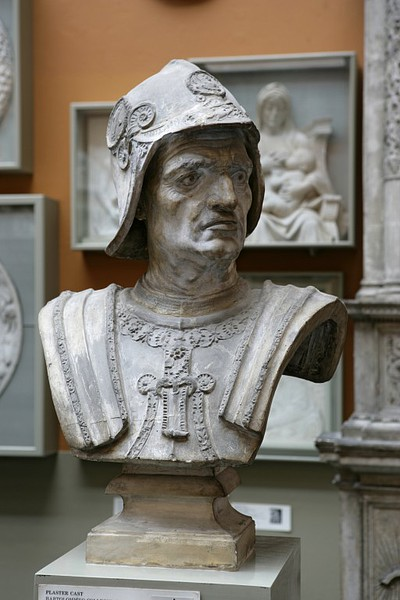
バルトロメオ・コッレオーニ胸像
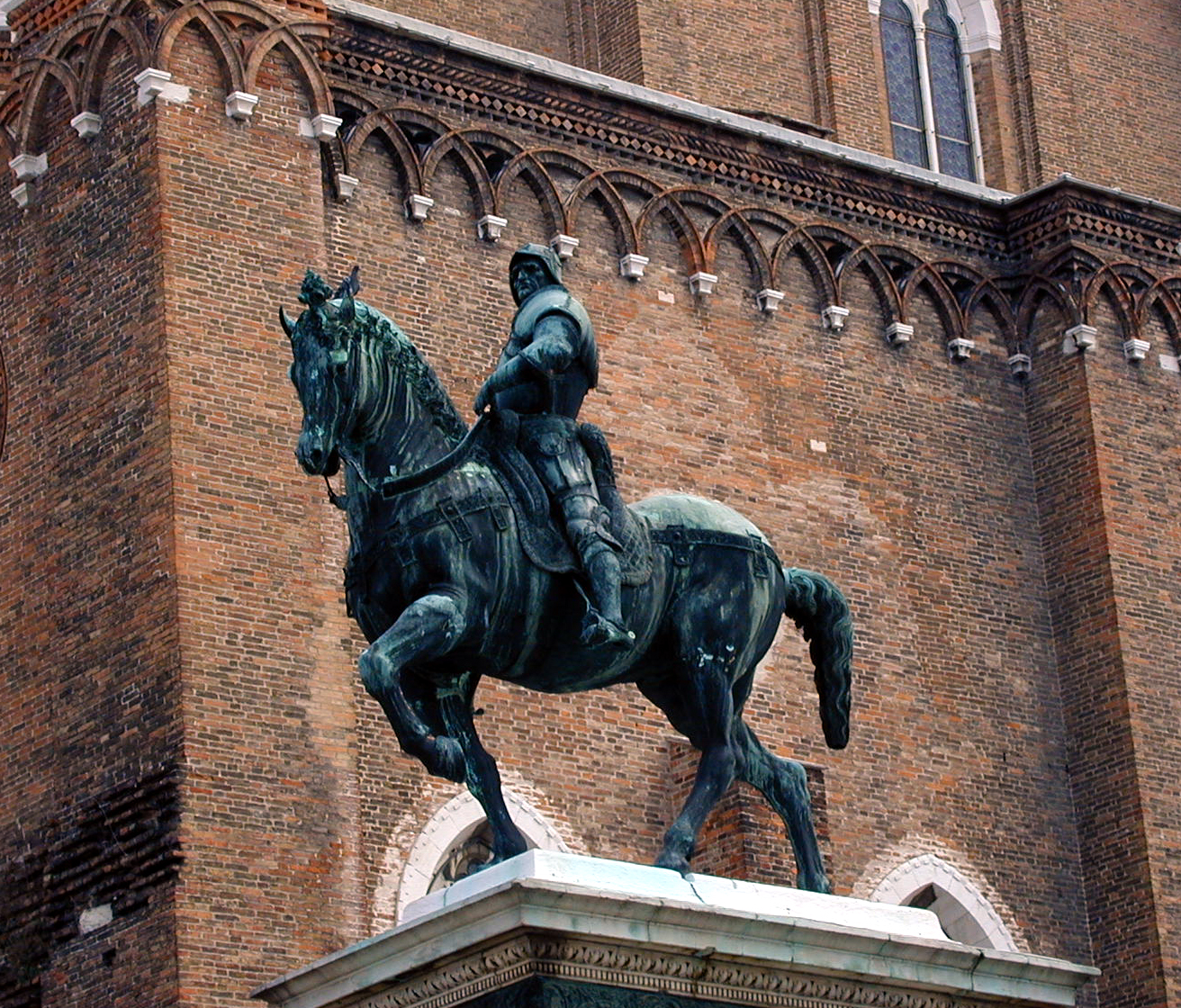
バルトロメオ・コッレオーニ騎馬像
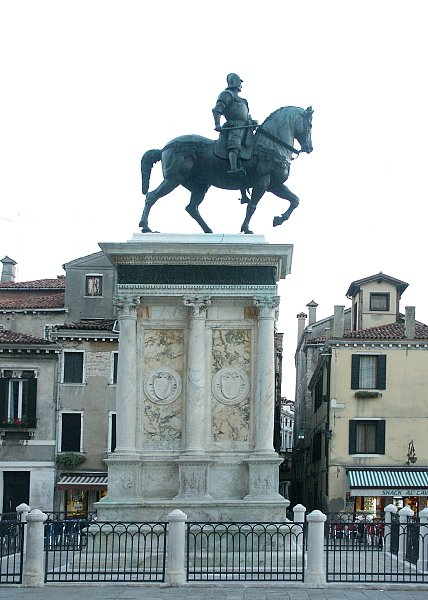
騎馬像
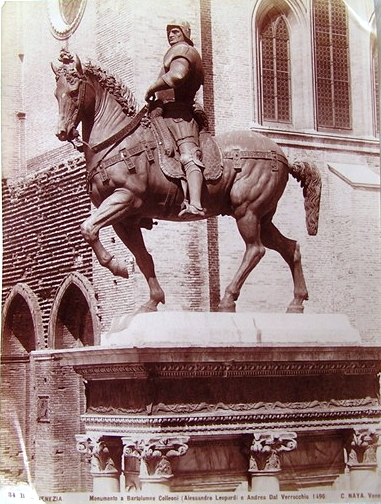
1870年代の写真・騎馬像
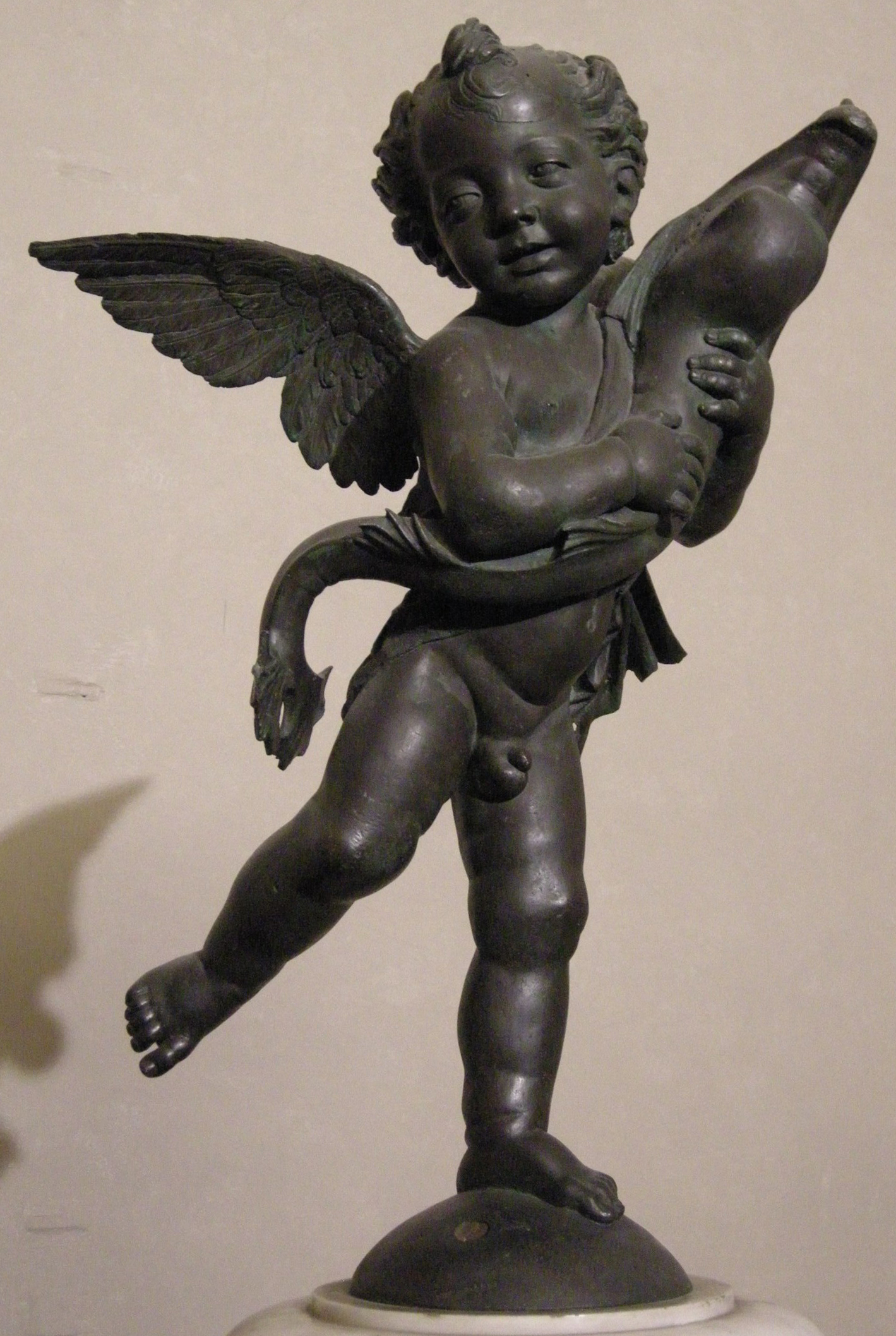
イルカと天使 イルカの口から水が出る仕掛け
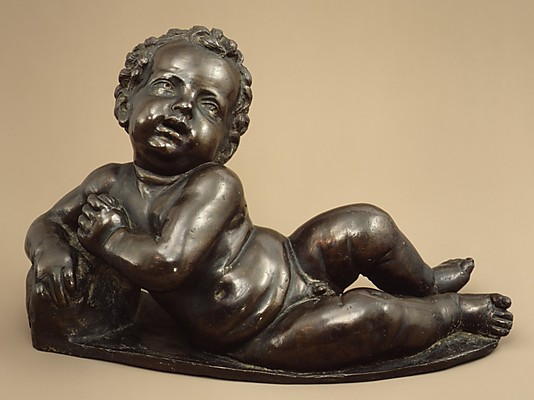
寛ぐ天使
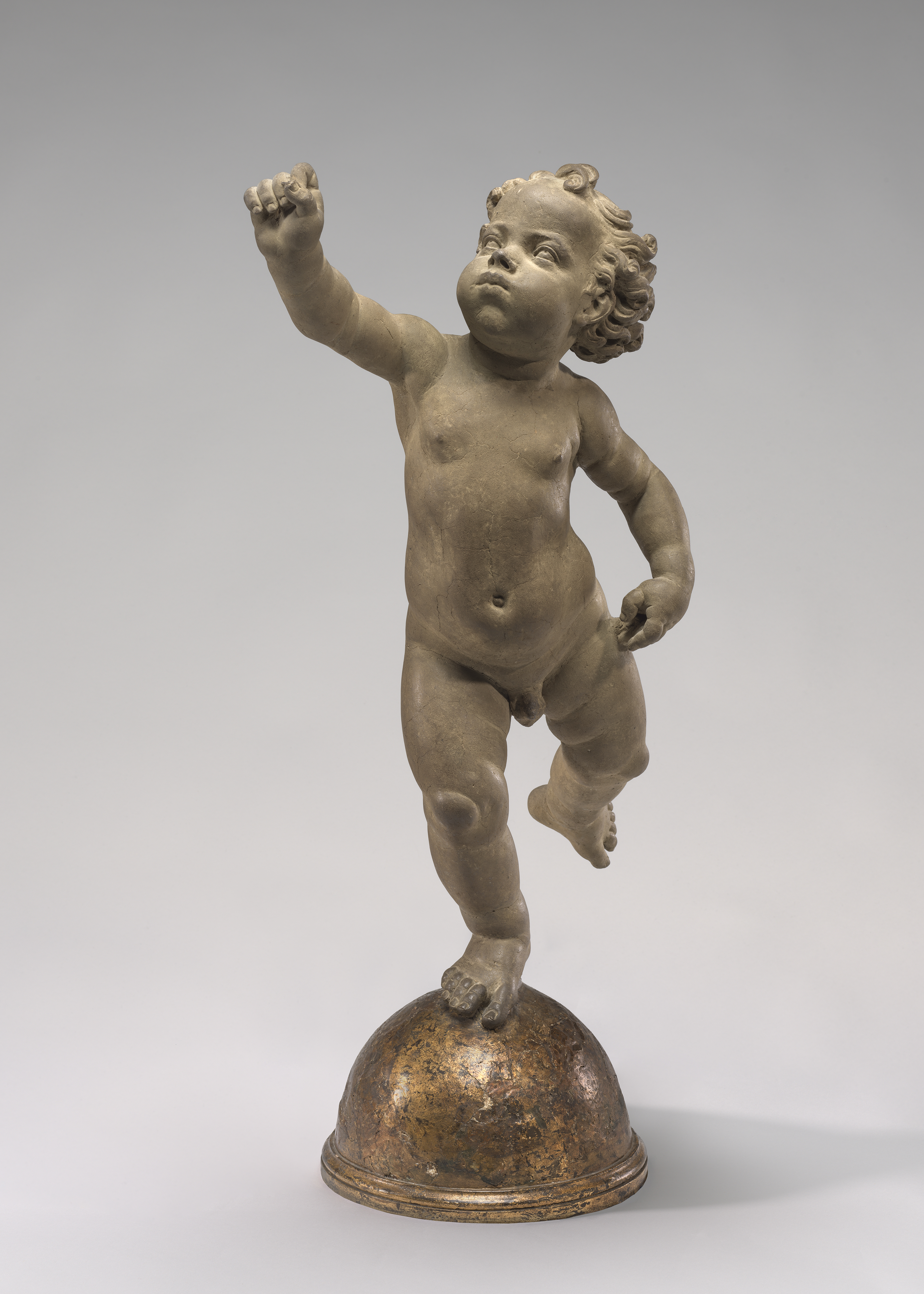
球体の上の天使
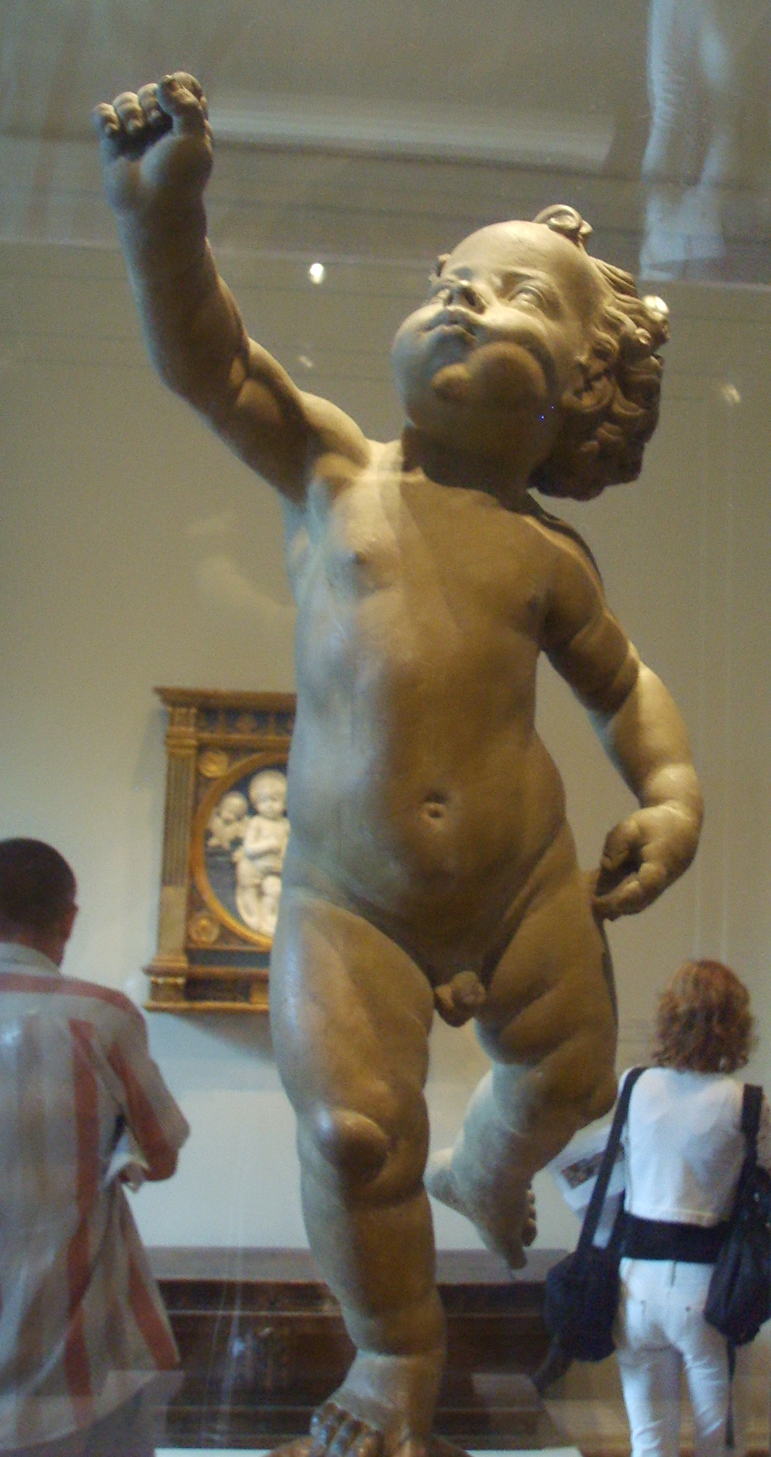
左に同じ
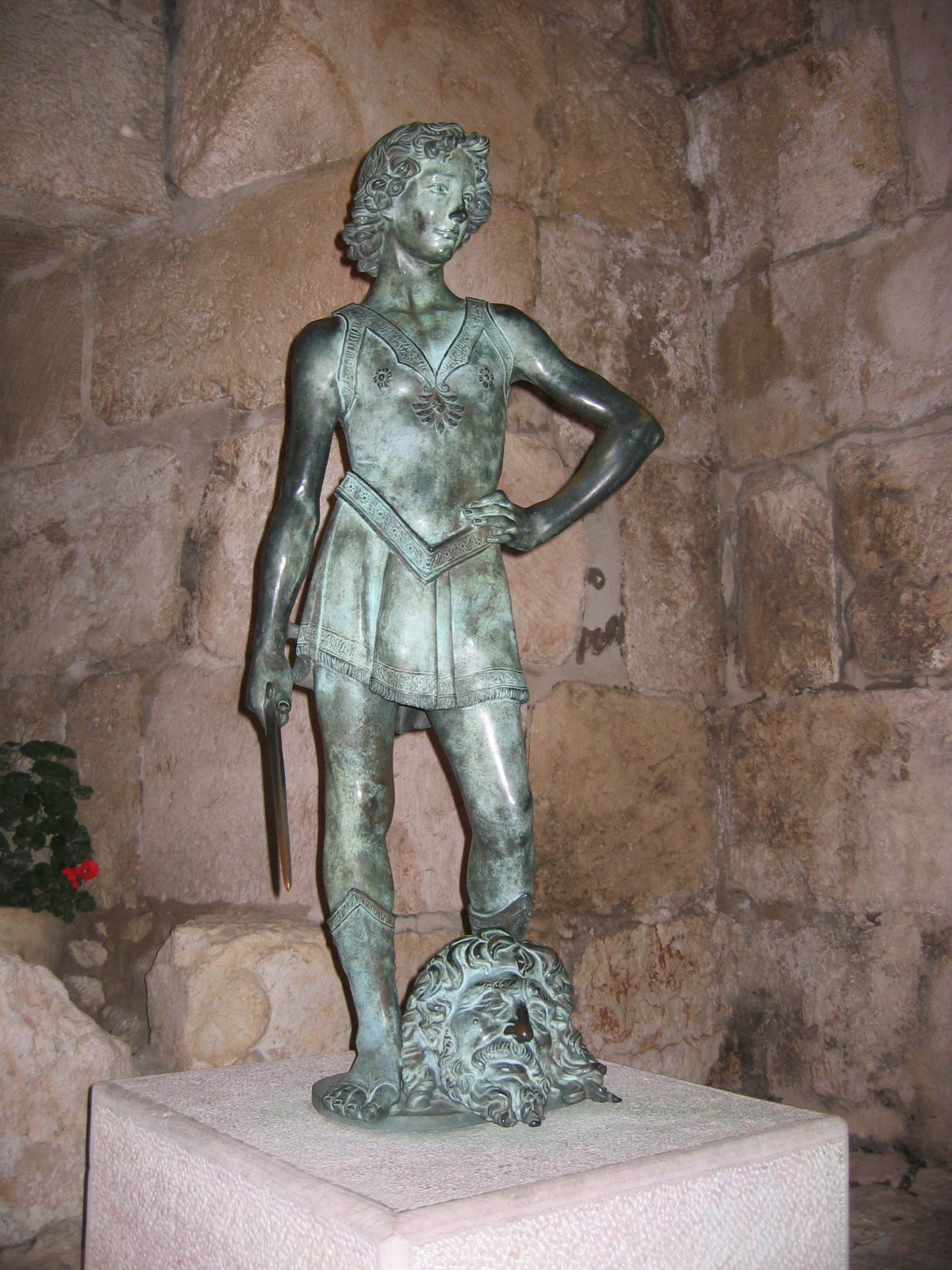
ダヴィデ像 モデルはレオナルドであるとする説がある
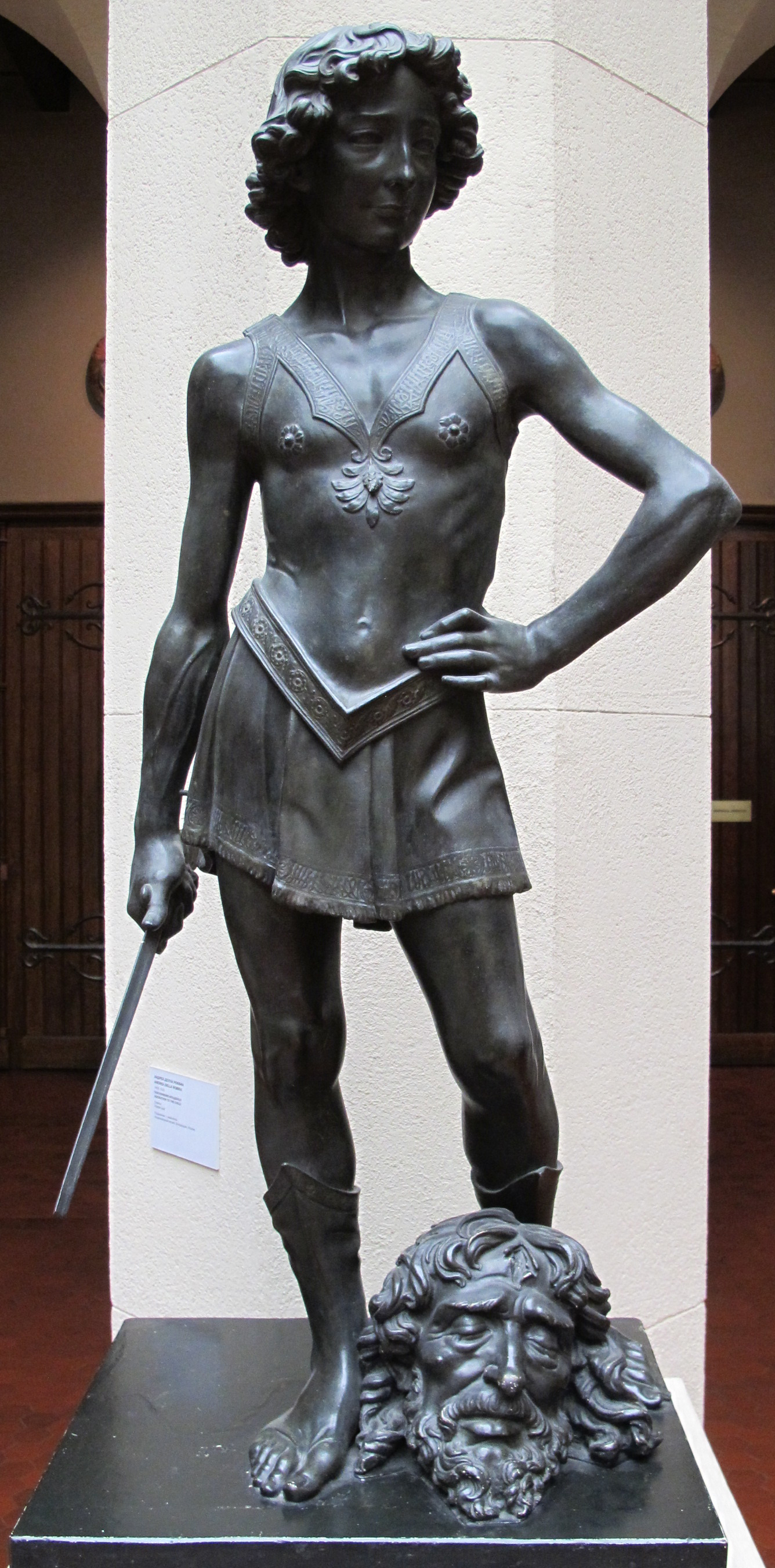
ダヴィデ像 レプリカ
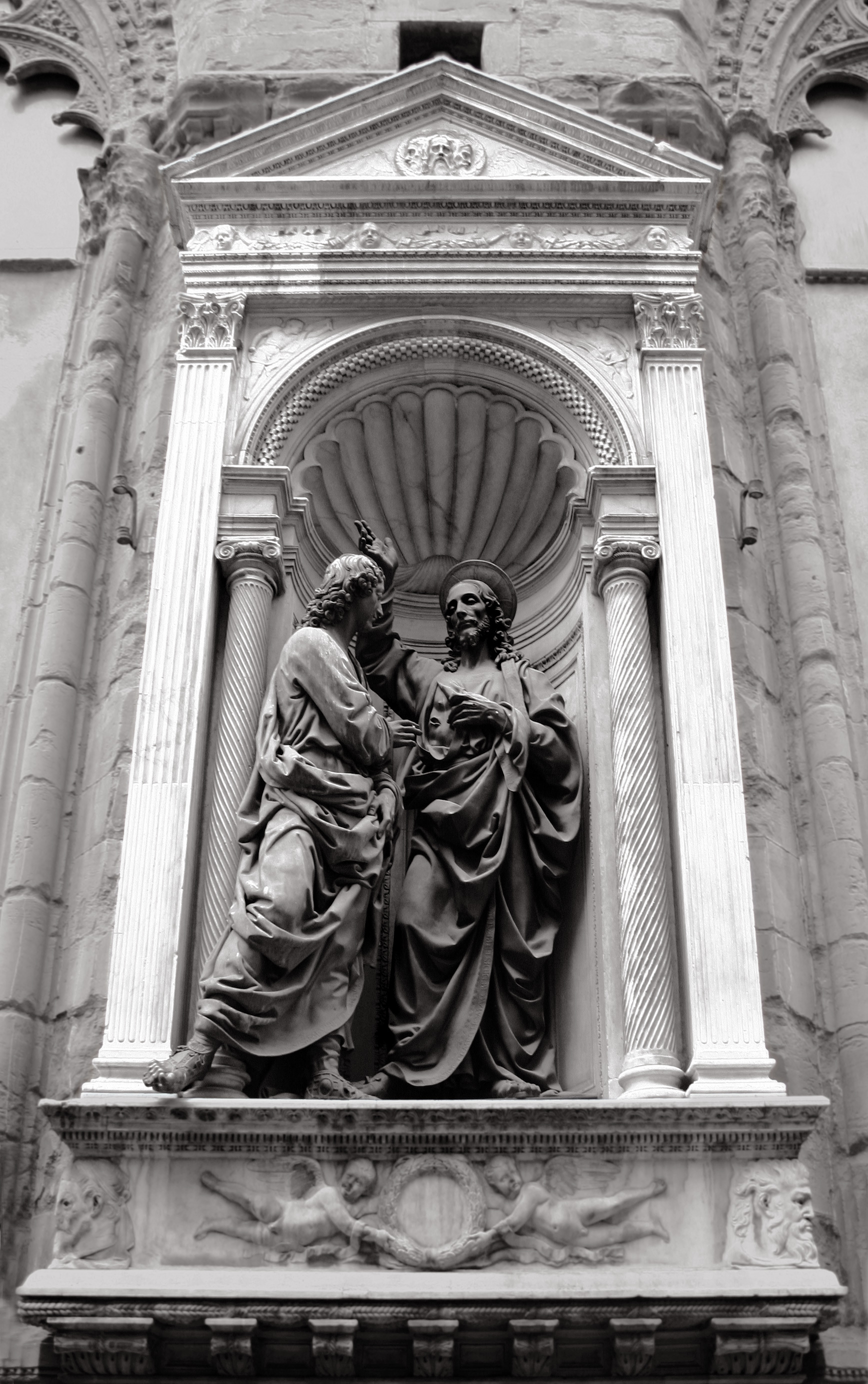
聖トマスの懐疑 聖トマスの服はレオナルドによるものか
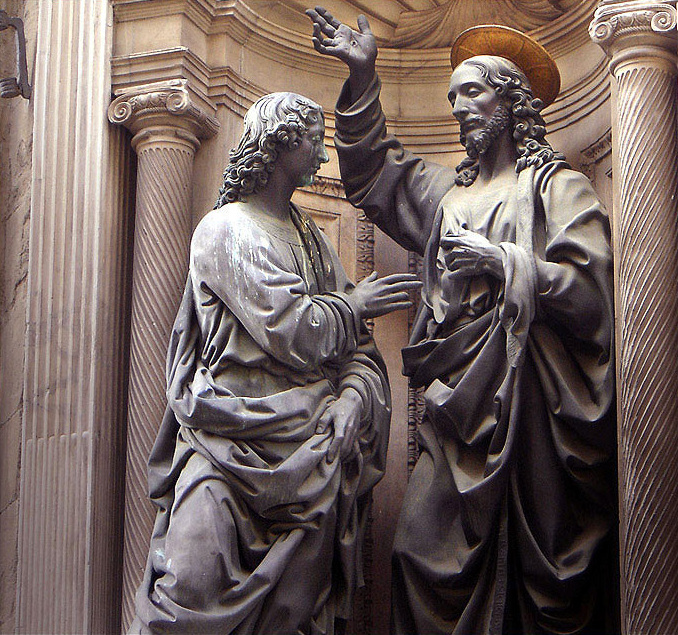
聖トマスの懐疑
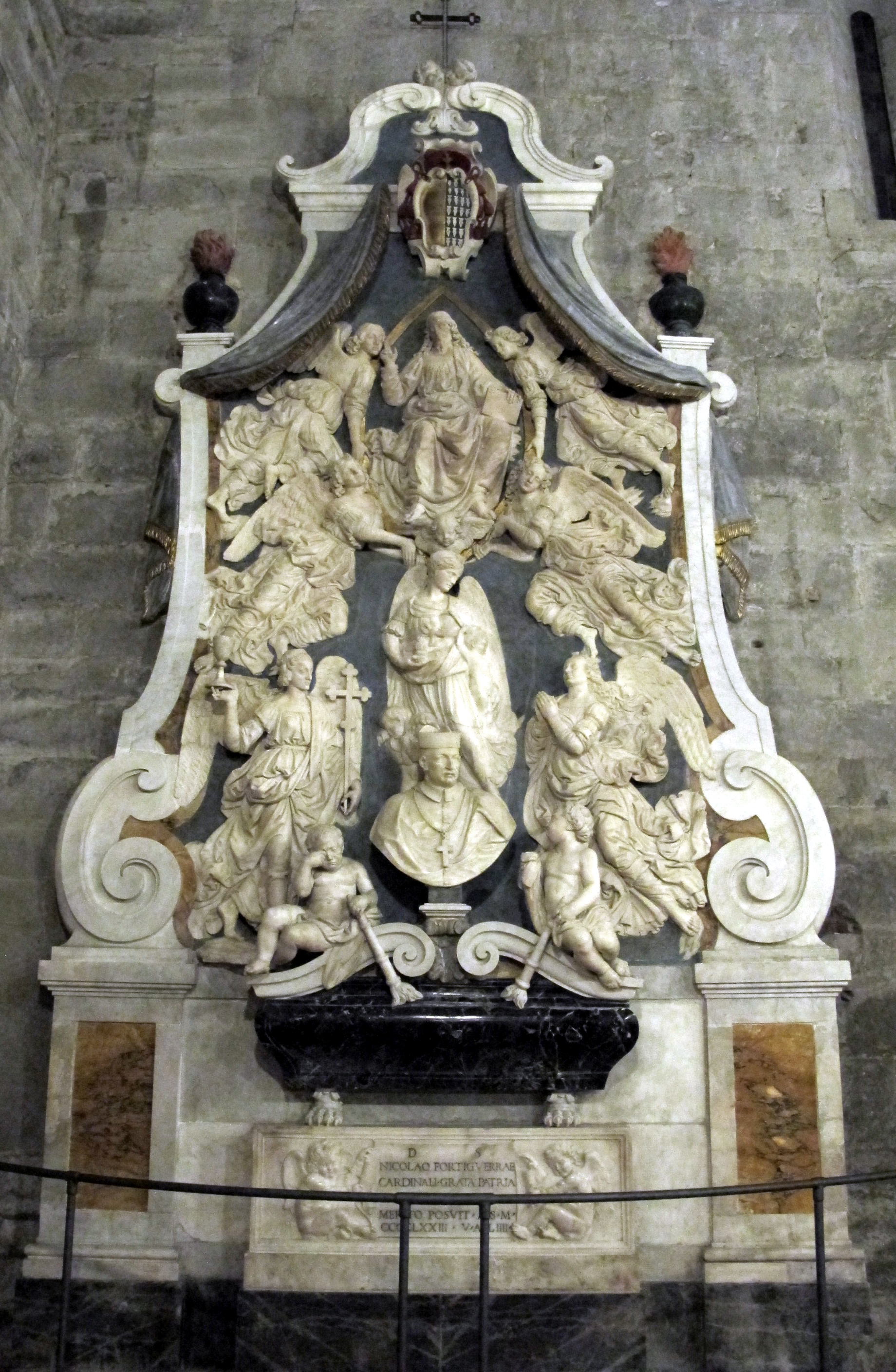
枢機卿ニッコロ・フォルテグエッリ記念碑 ヴェロッキオの手によるものは、キリスト像と作品左側くらいで、弟子や後世の芸術家たちにより完成した。
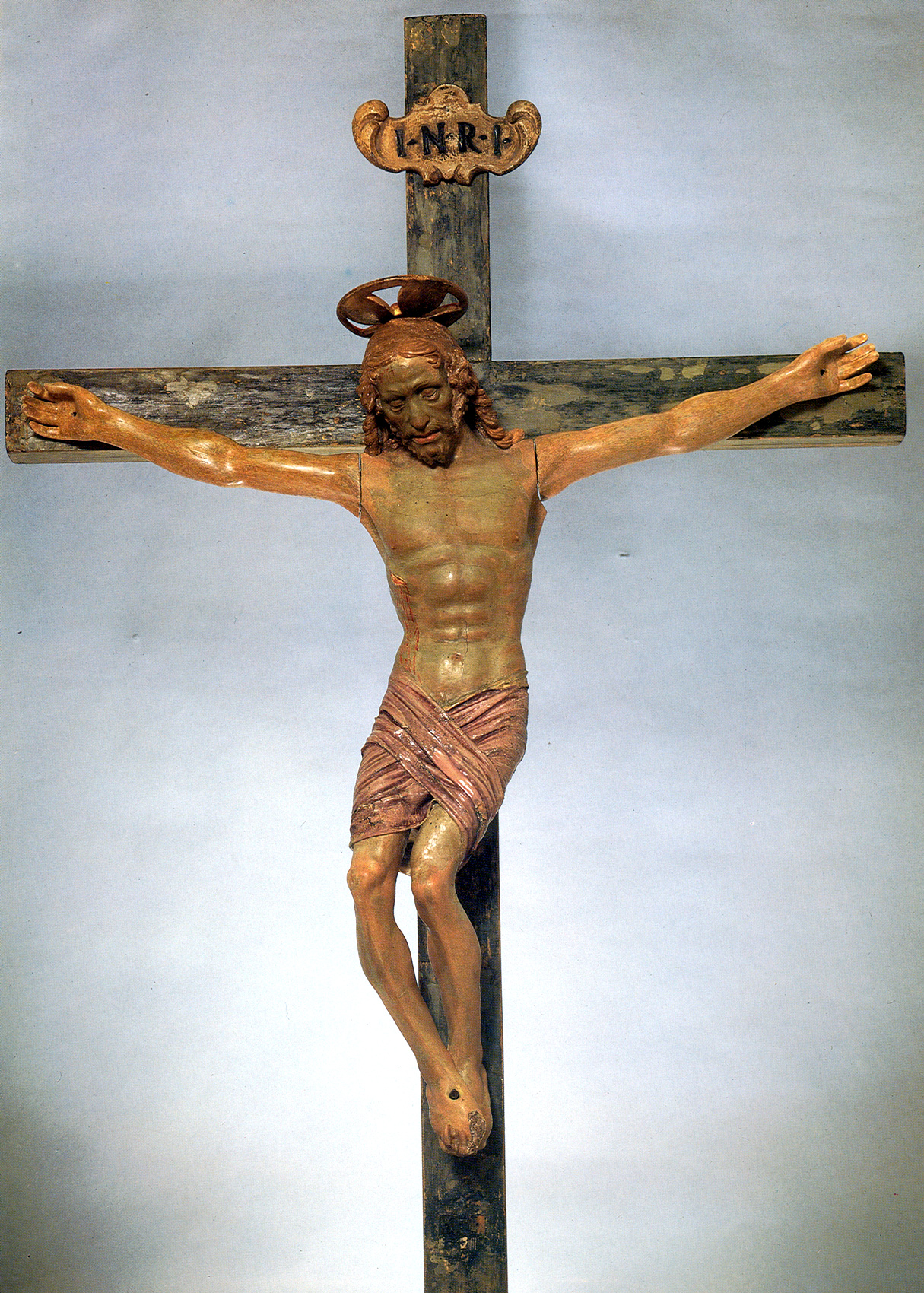
キリスト磔刑
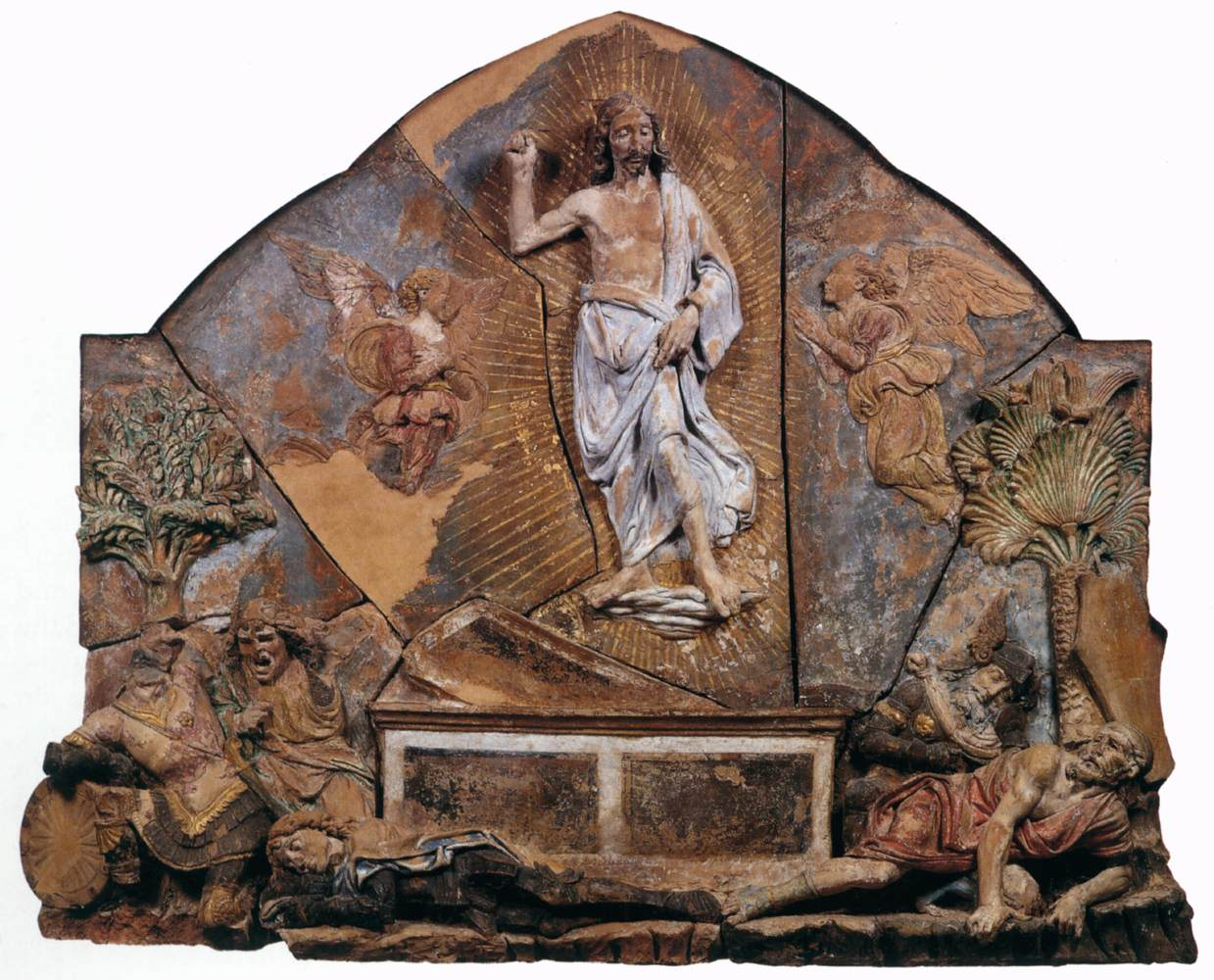
キリスト復活
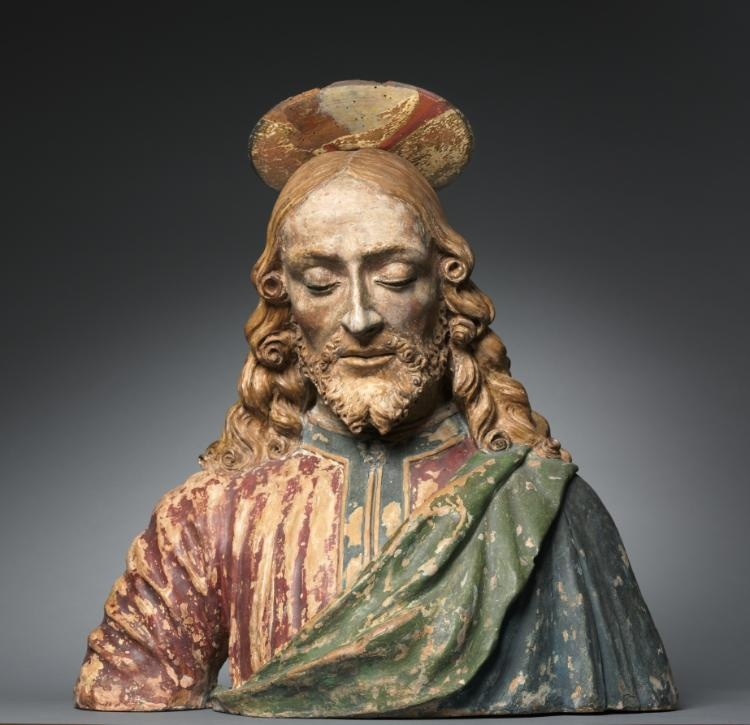
キリスト胸像
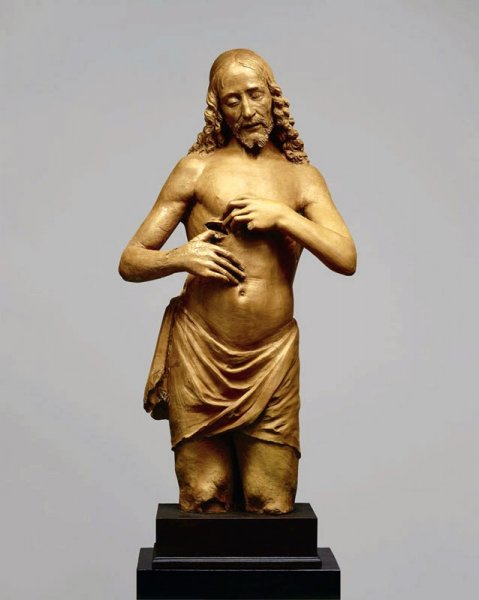
悲しみの人 キリストのこと。旧約聖書のイザヤ書53章第3節。
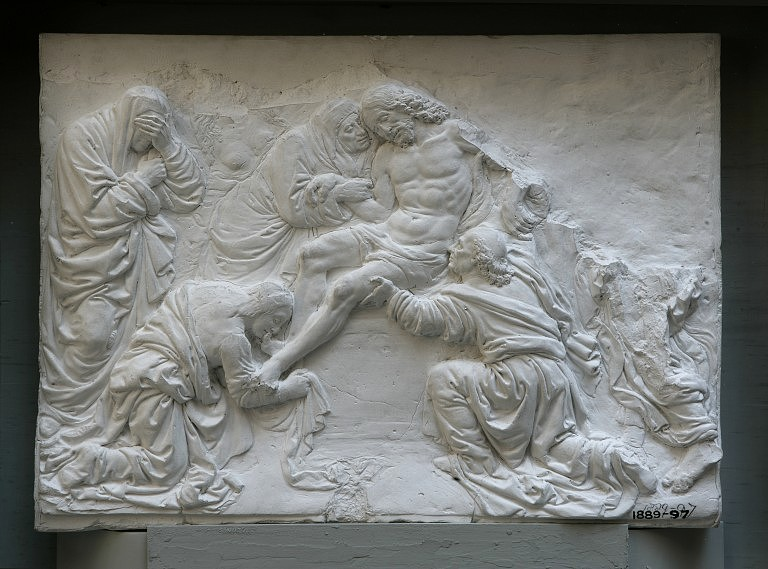
キリスト哀悼 ファン・デル・ウェイデンの作品などでも有名な主題
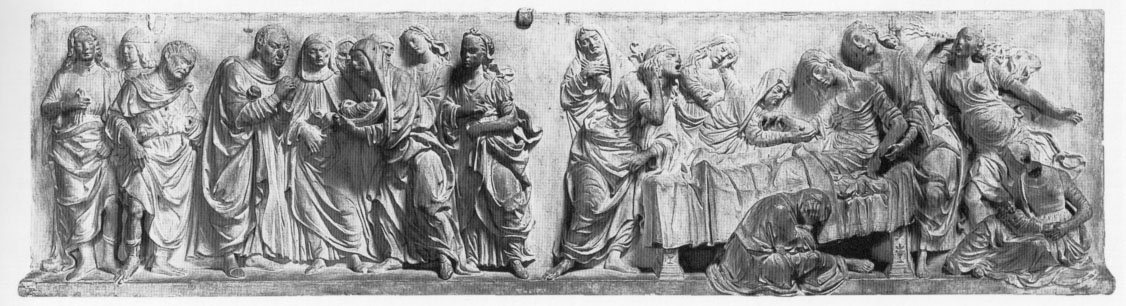
フランチェスコ・トルナブオー二の死 娘はメディチ家当主・ピエロの妻
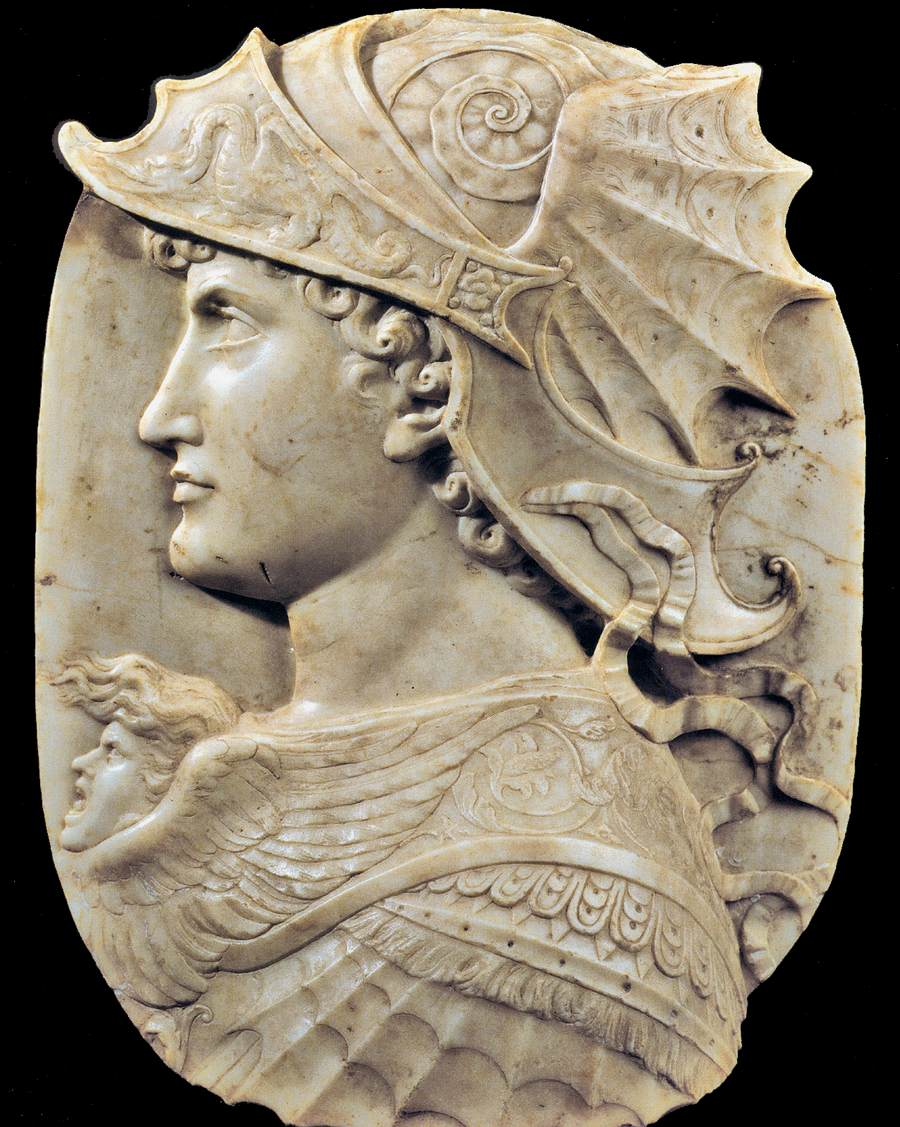
アレクサンドロス3世
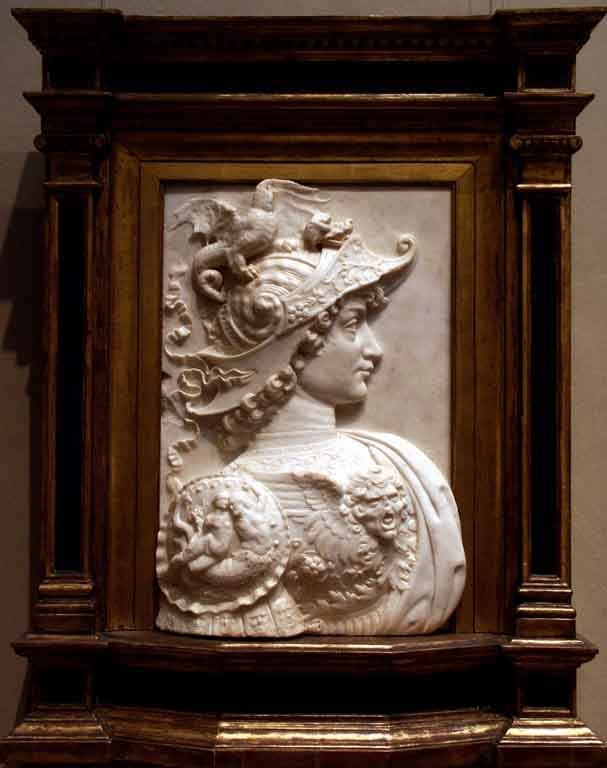
アレクサンドロス3世
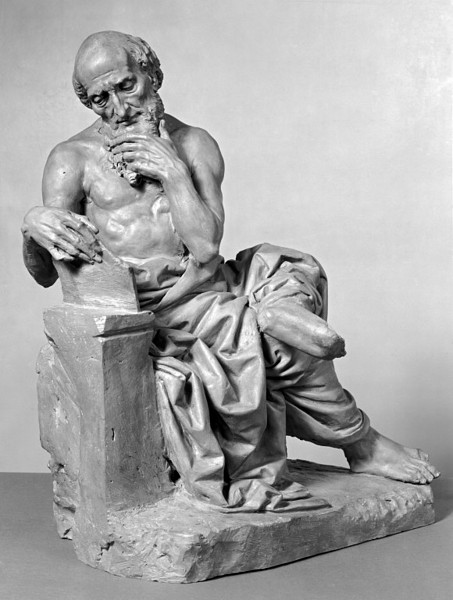
聖ヒエロニムス
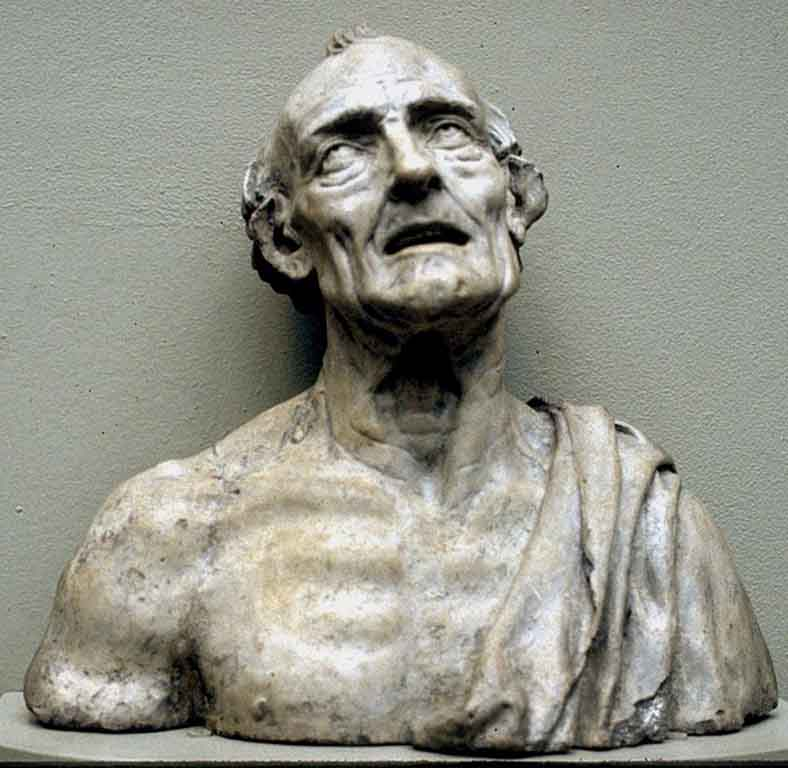
聖ヒエロニムス
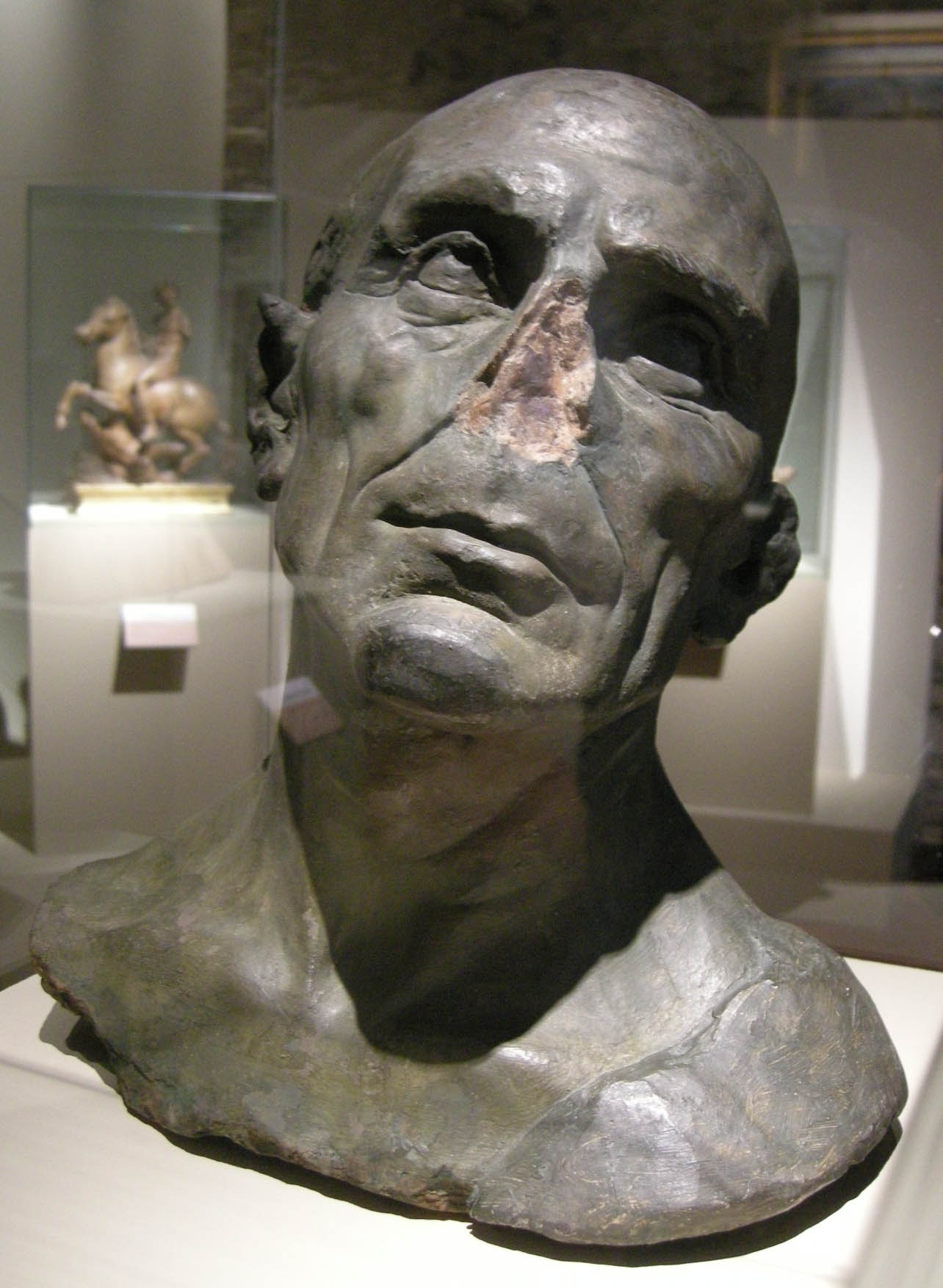
聖ヒエロニムス 工房による
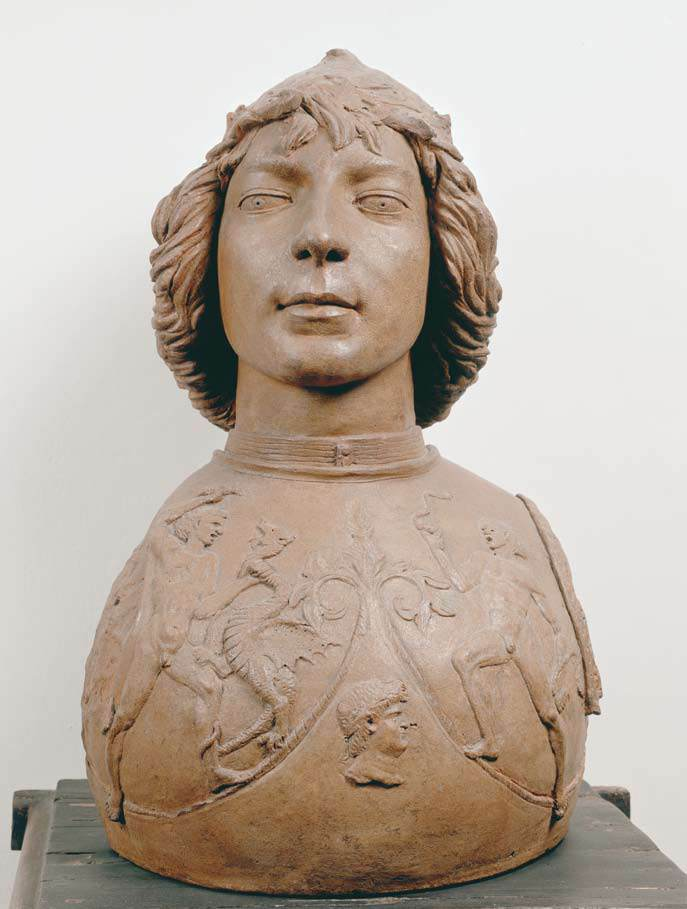
戦士 ポッライウォーロの作品である可能性がある
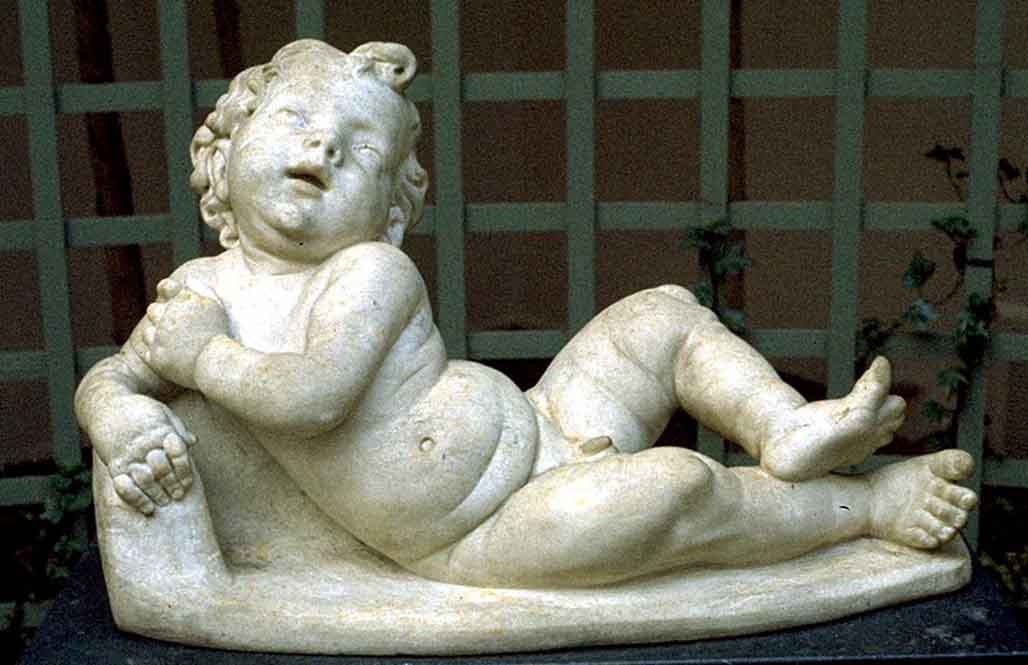
子供
眠る青年
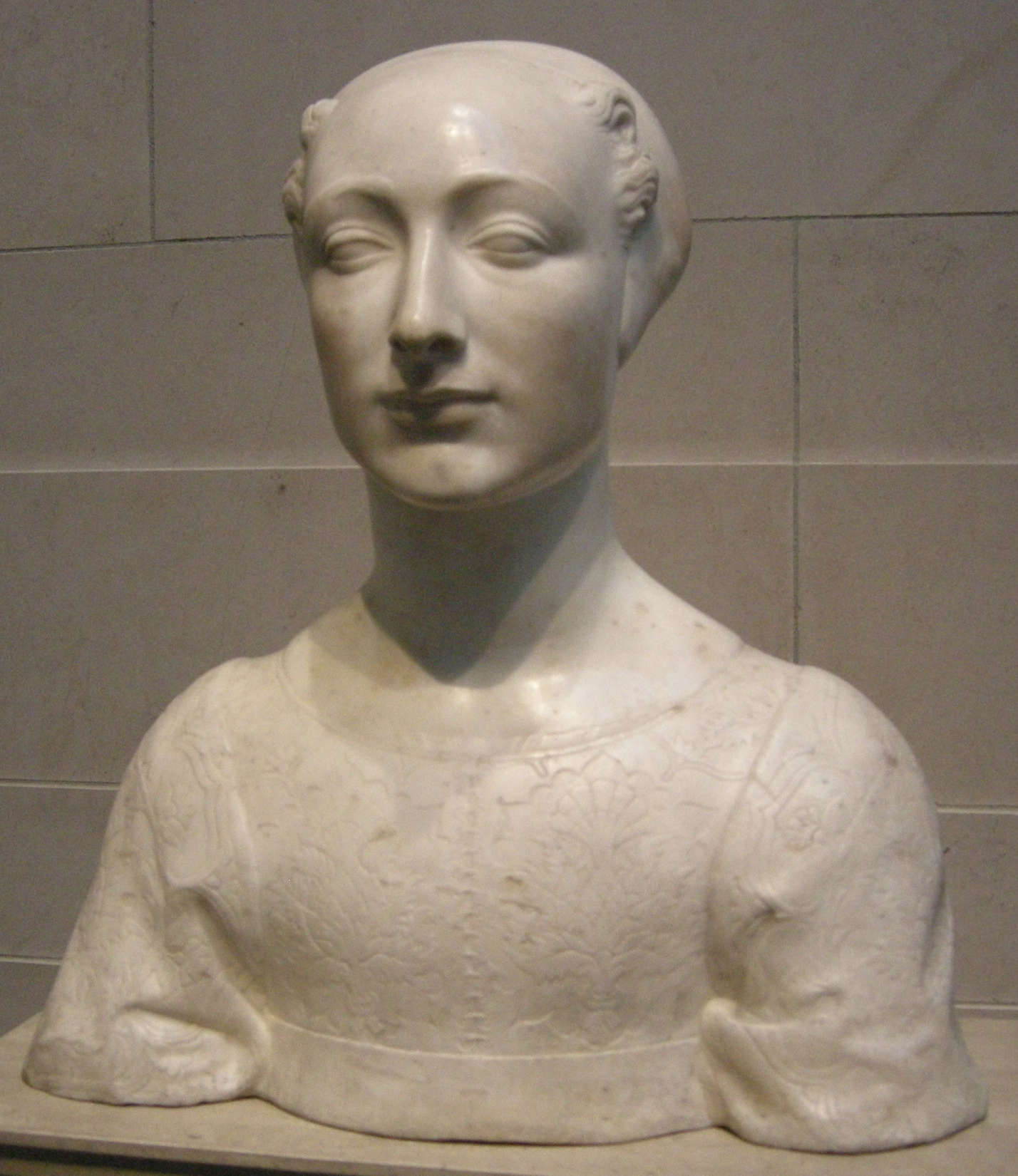
少女
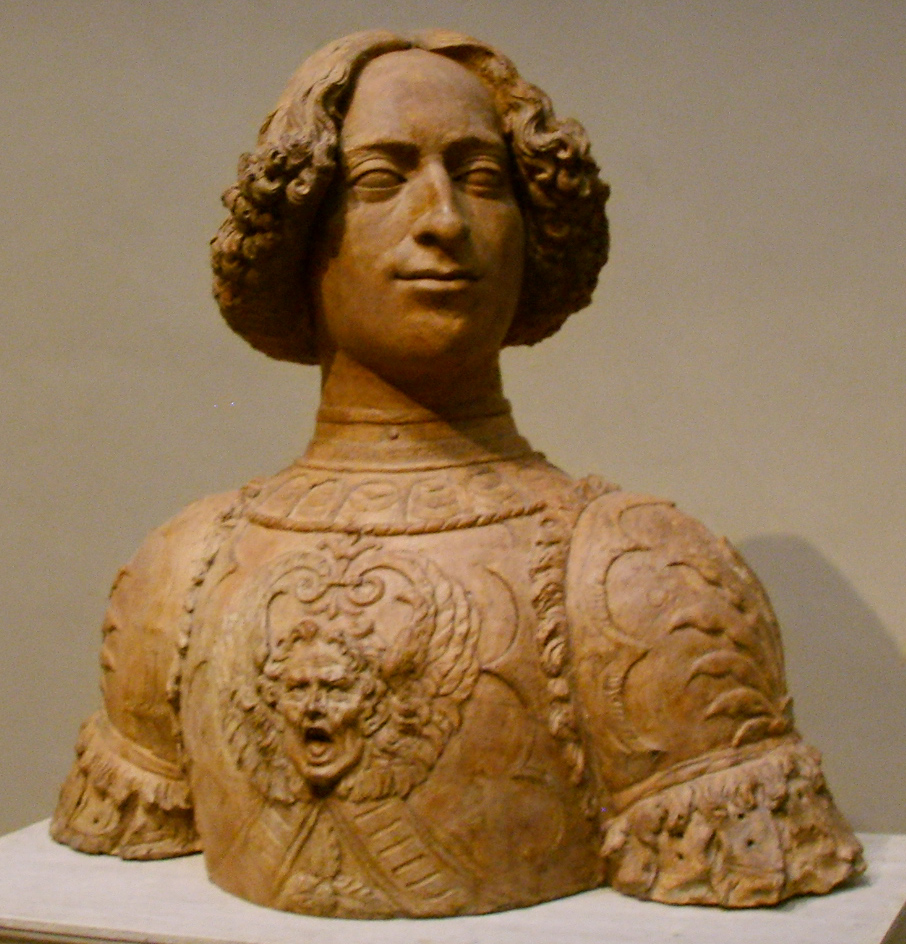
ジュリアーノ・デ・メディチの肖像
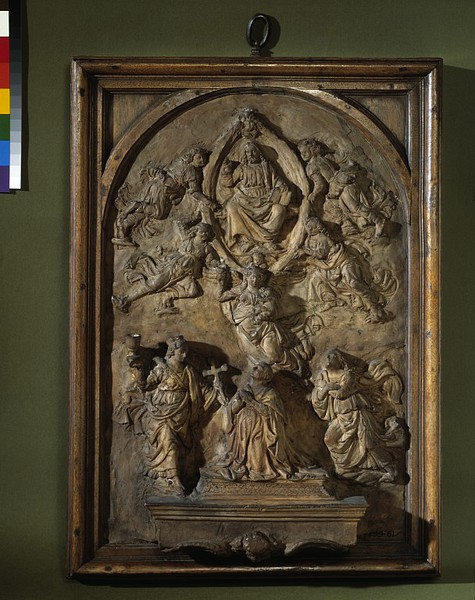
キリストと天使たち
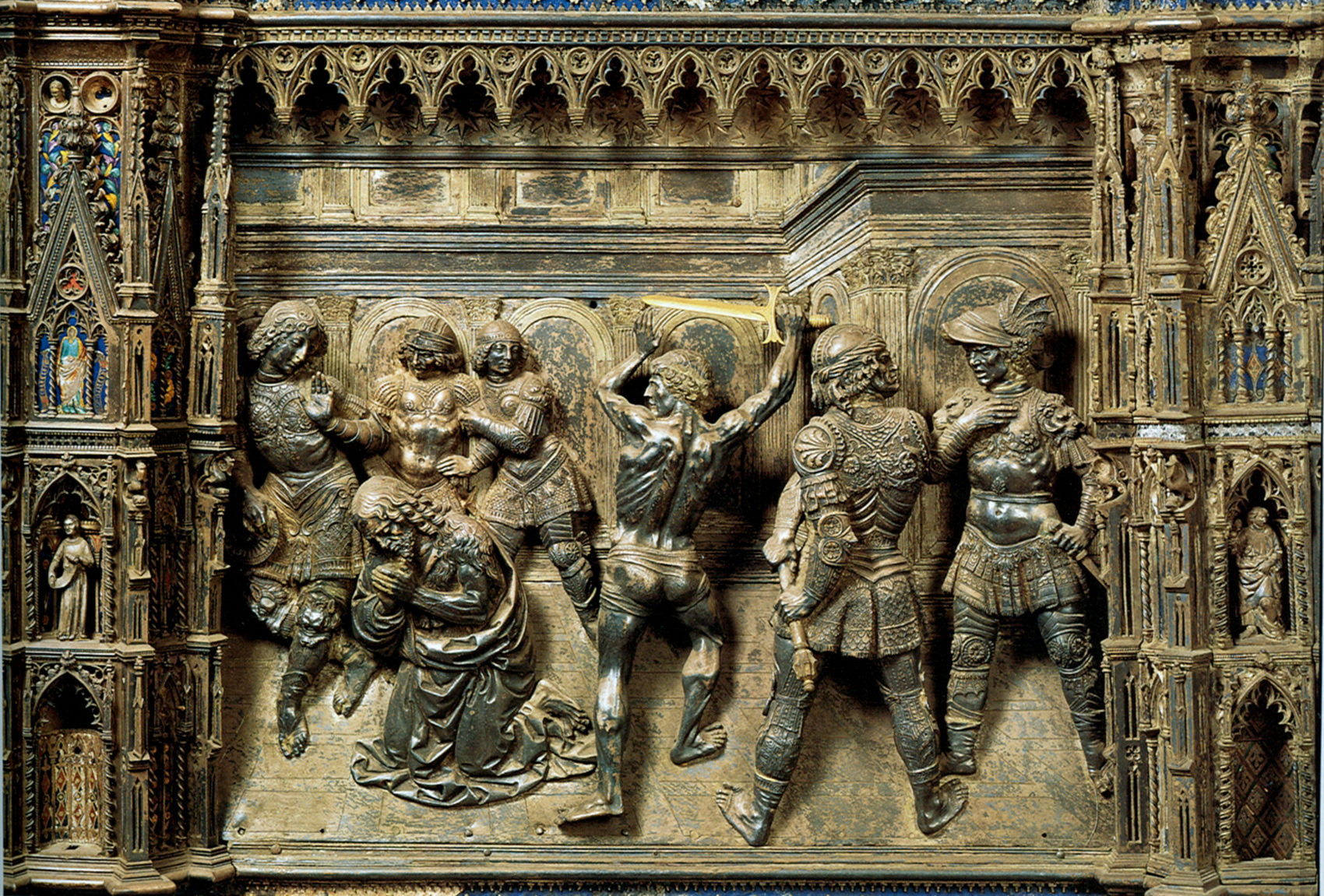
聖ヨハネの斬首 1477年受注、80年完成。サン・ジョヴァンニ洗礼堂の祭壇装飾のためのパネル
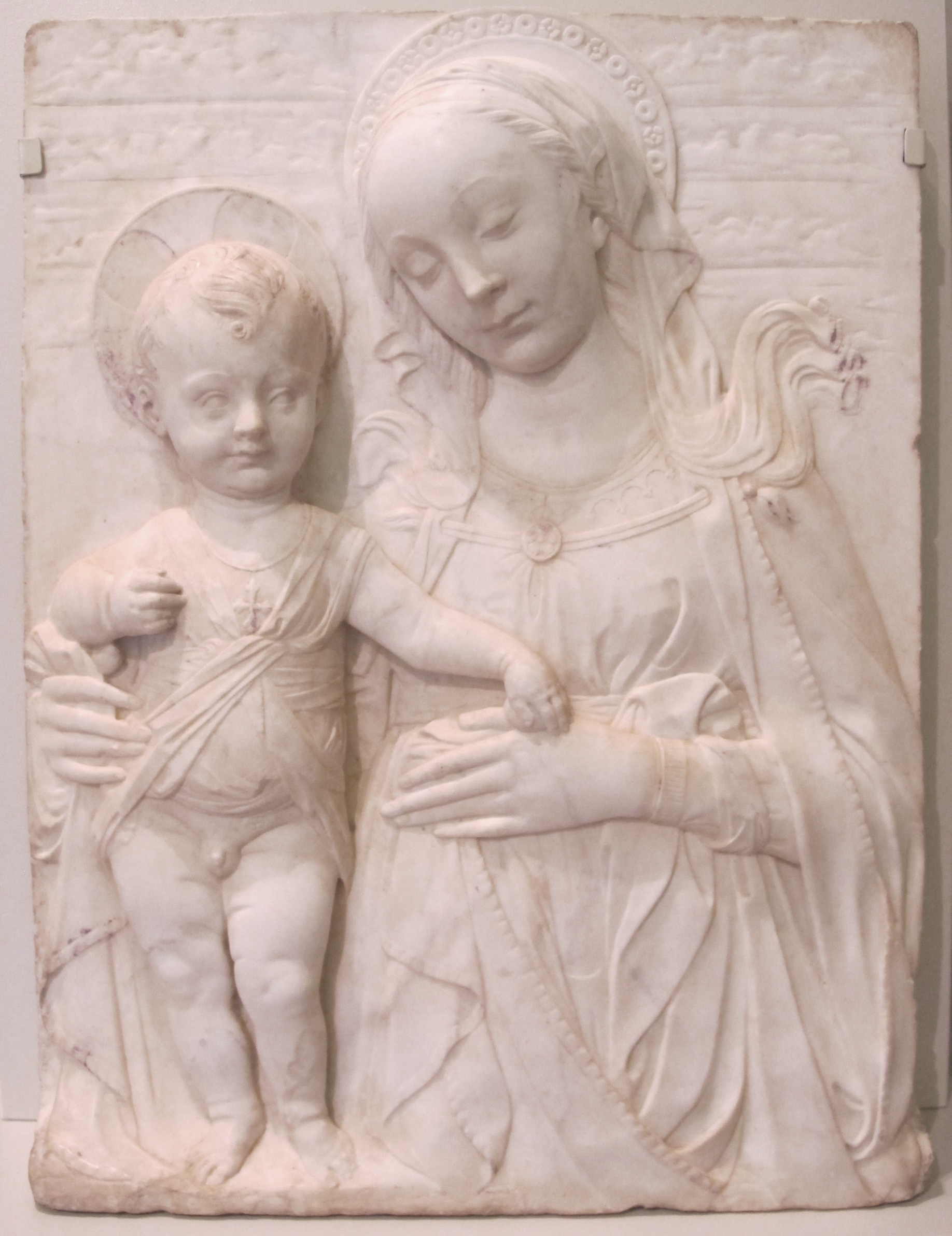
聖母子像
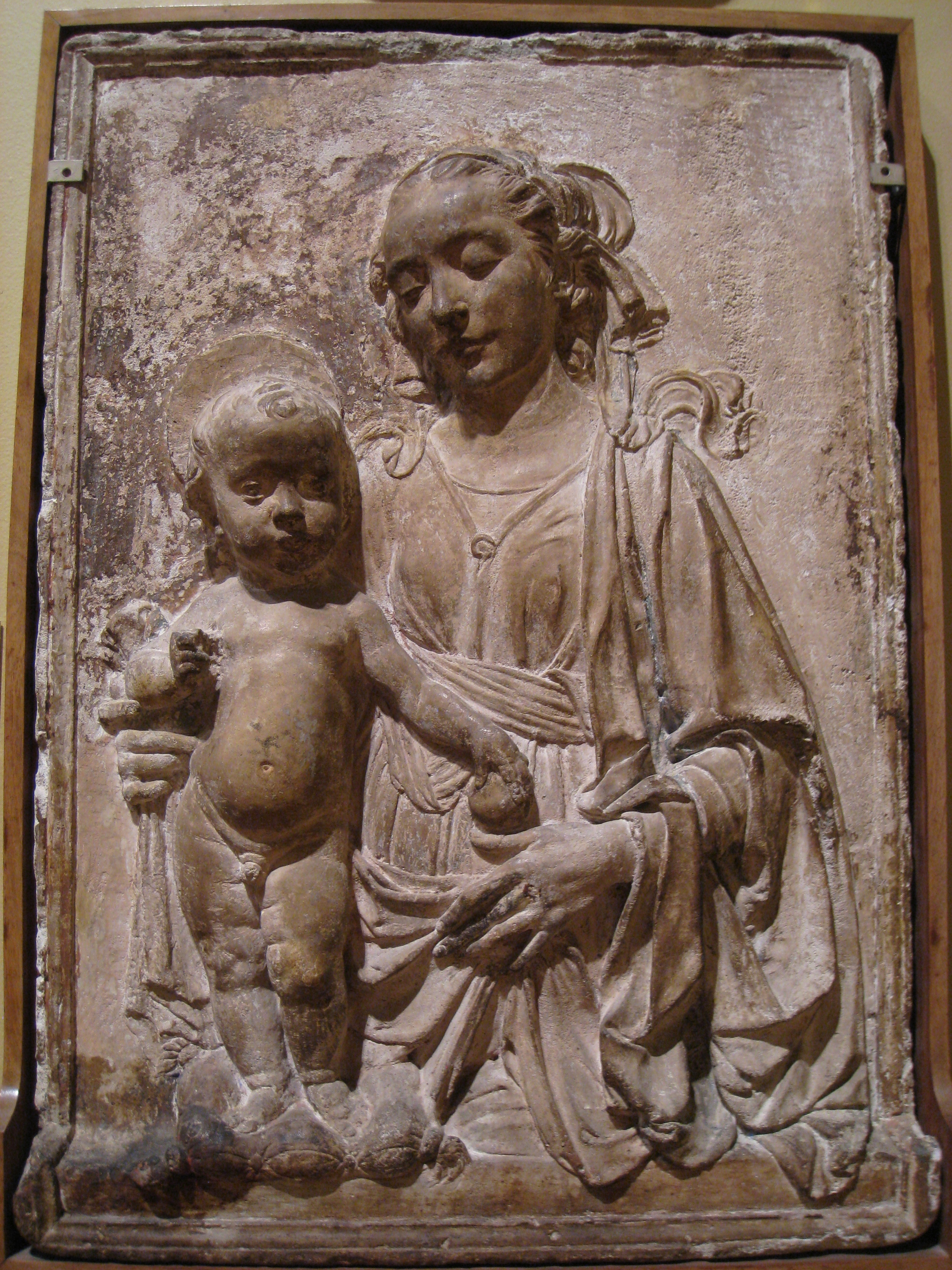
聖母子像 1470-80年製作
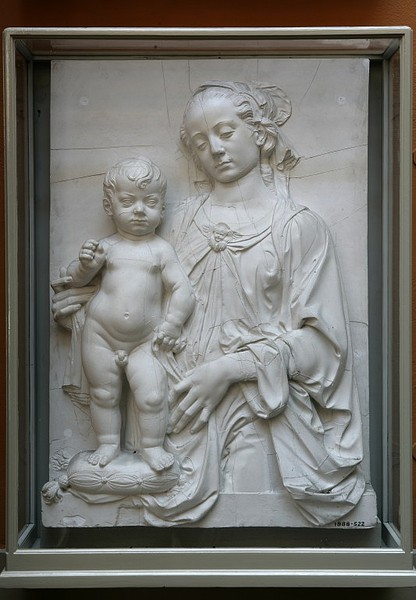
聖母子像 1480年製作
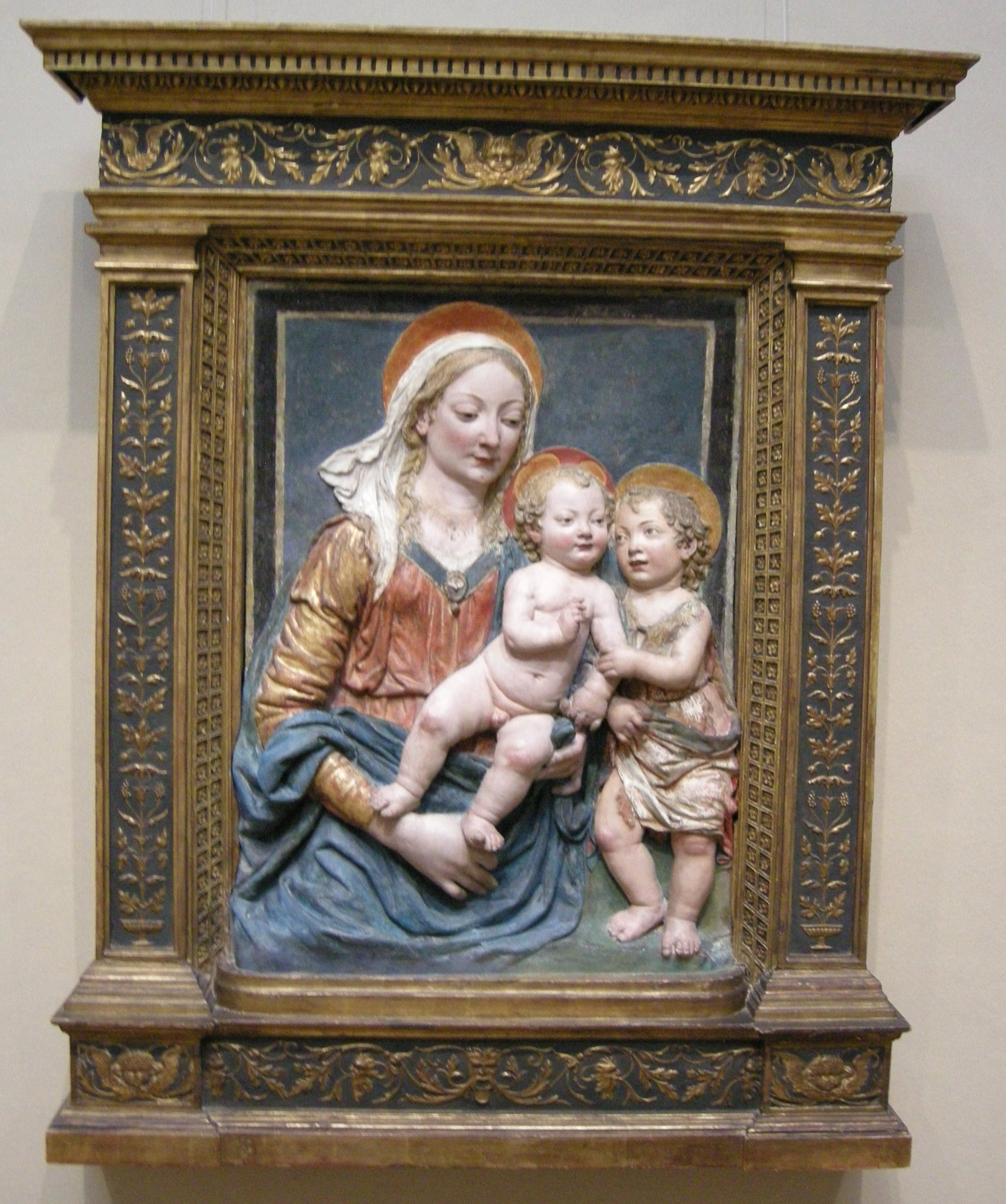
聖母子像
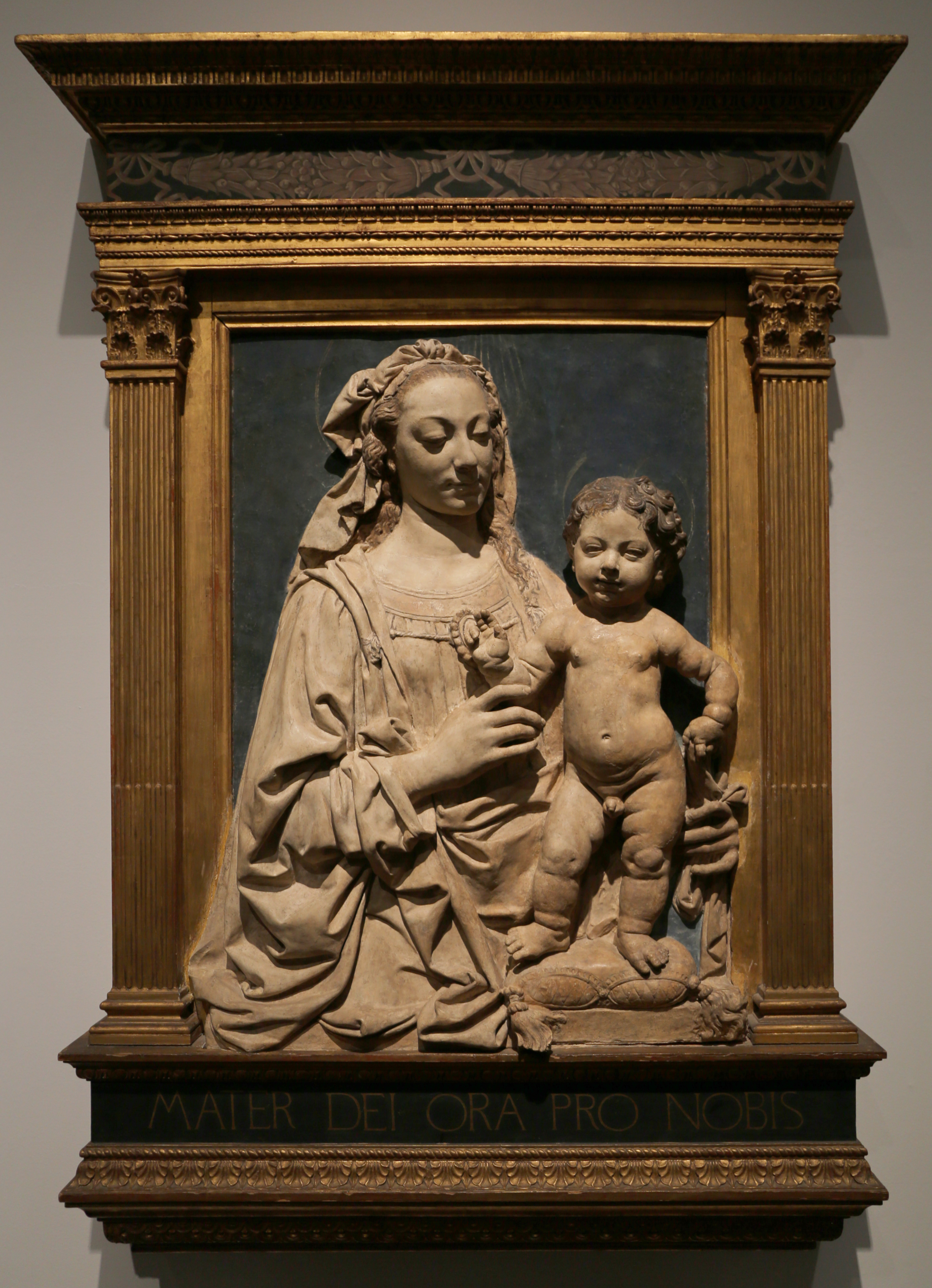
聖母子像
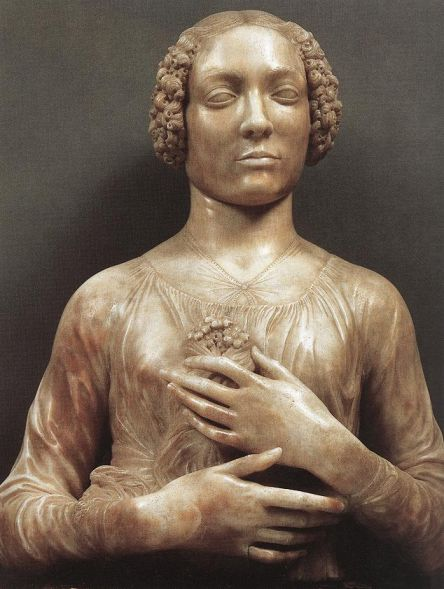
花束を持つ夫人像
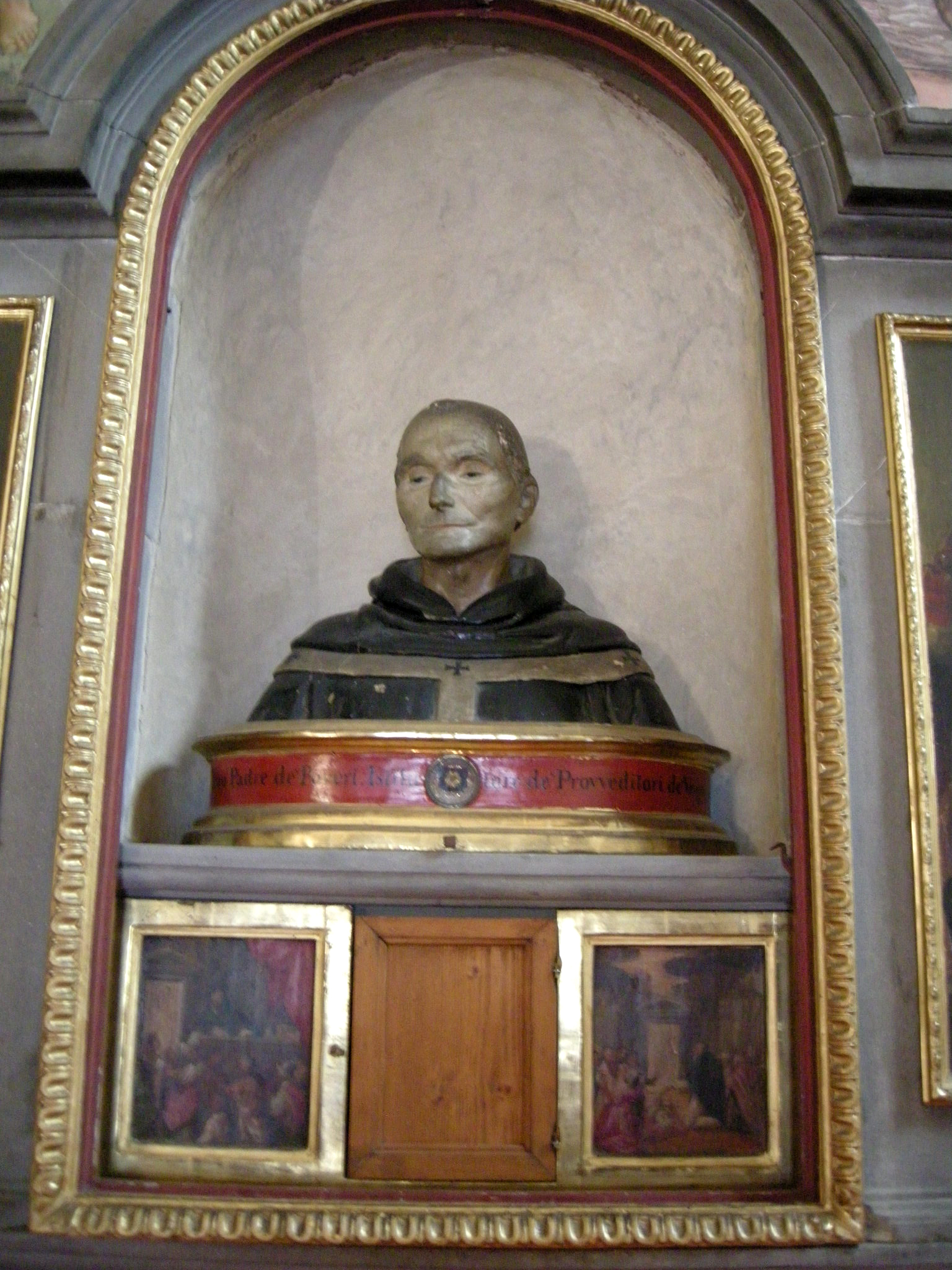
大アントニオス 工房による
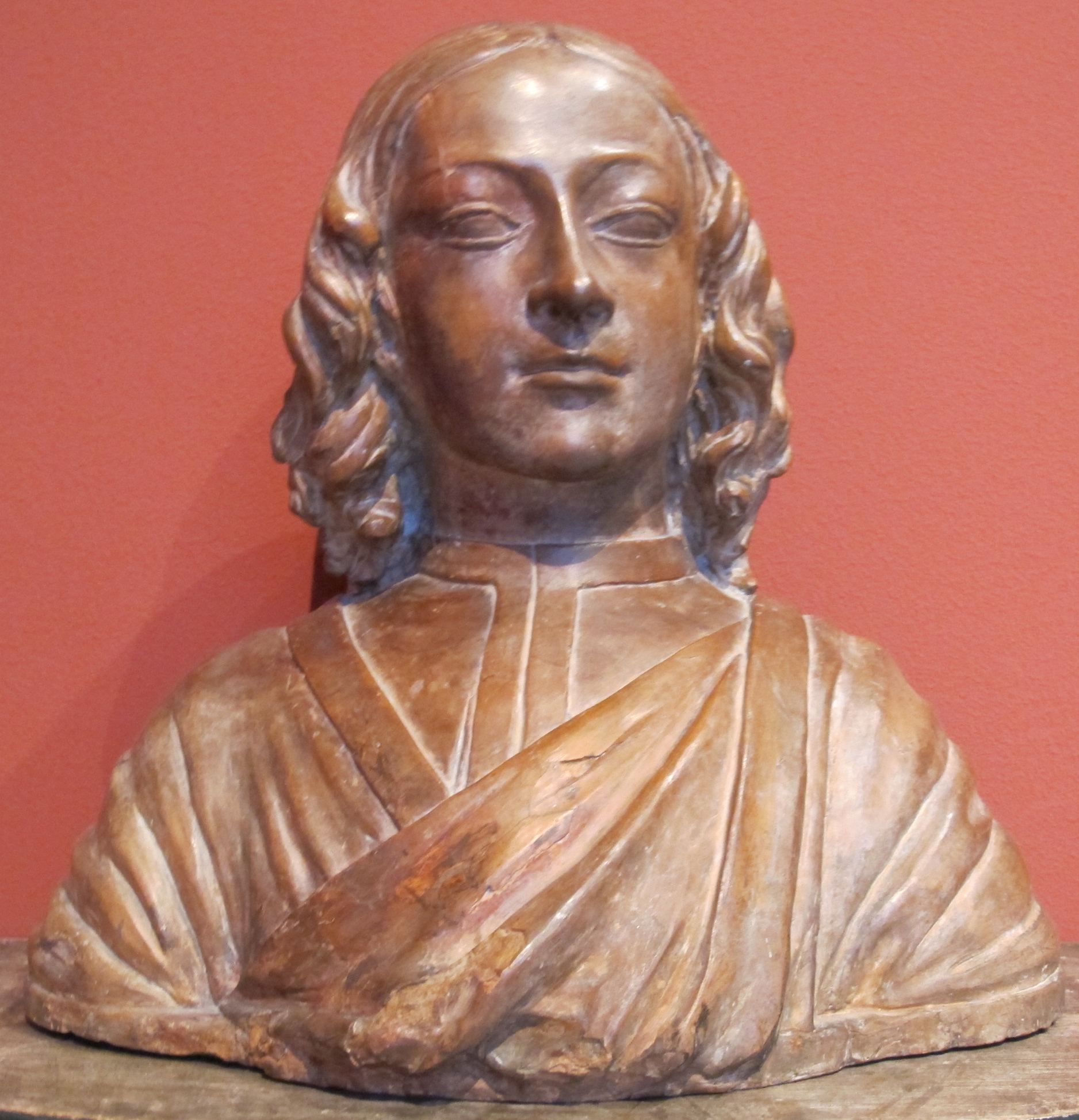
若者の肖像 工房による

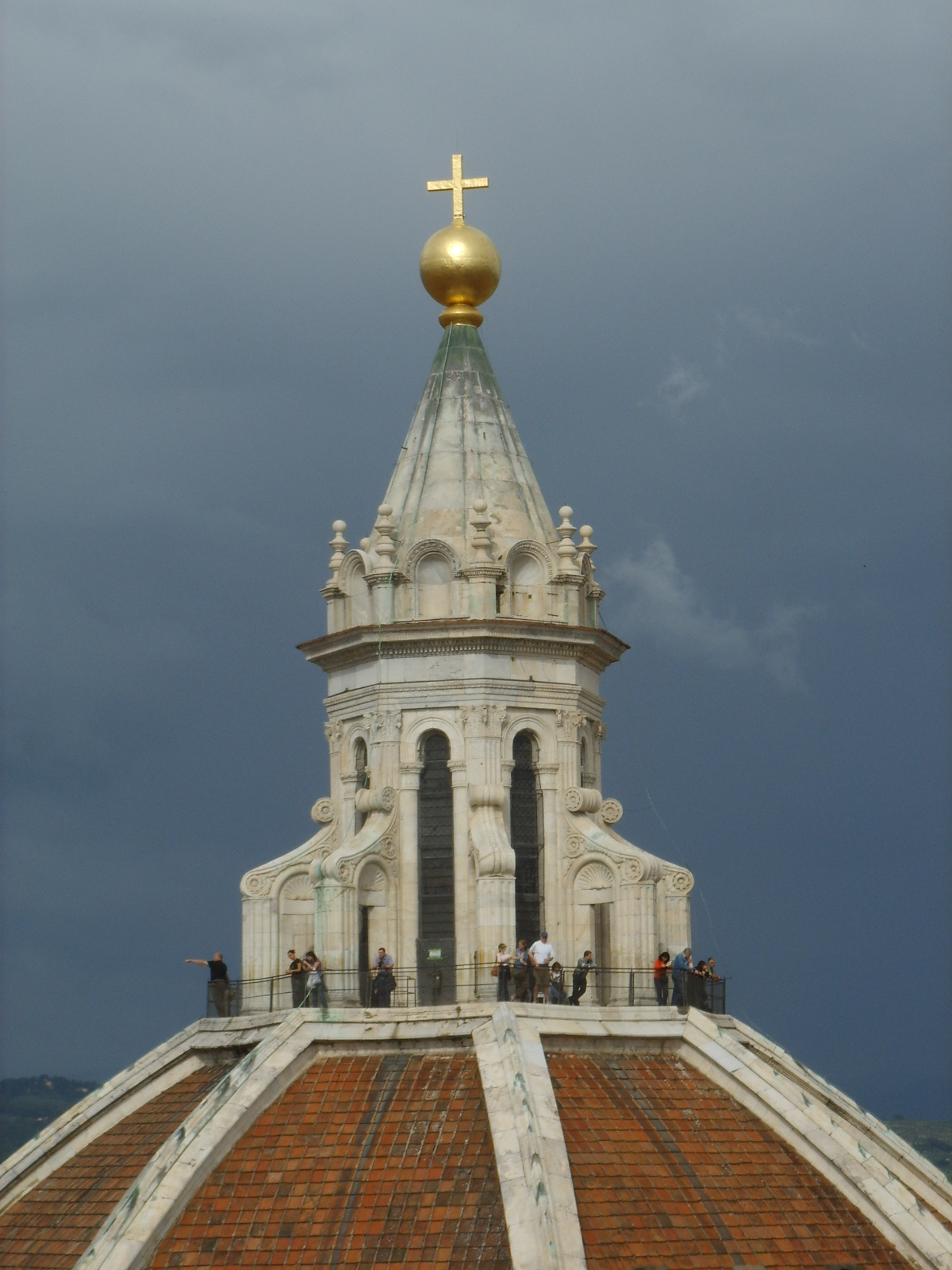
サンタ・マリア・デル・フィオーレ大聖堂の円球と十字架
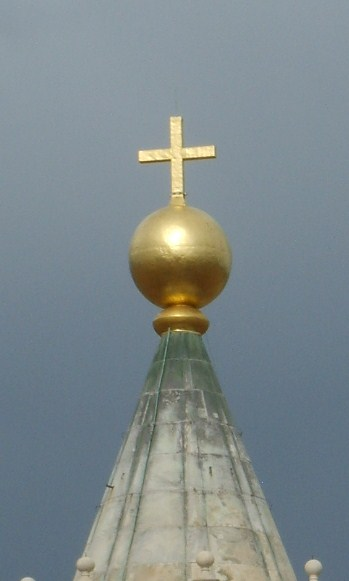
円球と十字架 左の画像拡大
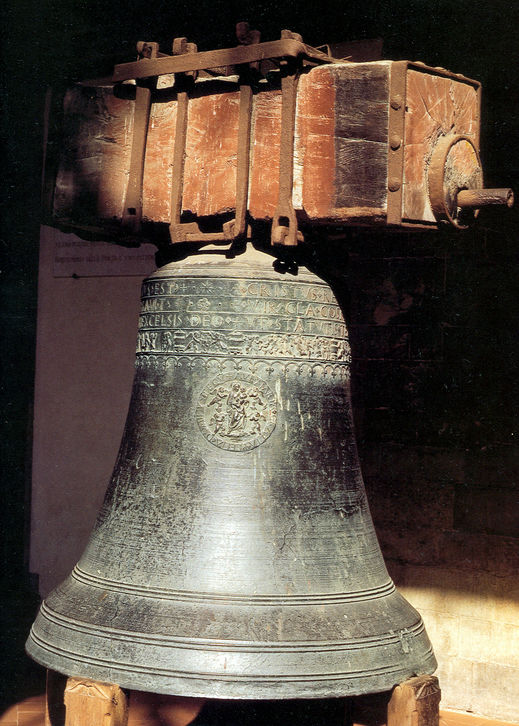
サンマルコ修道院のベル
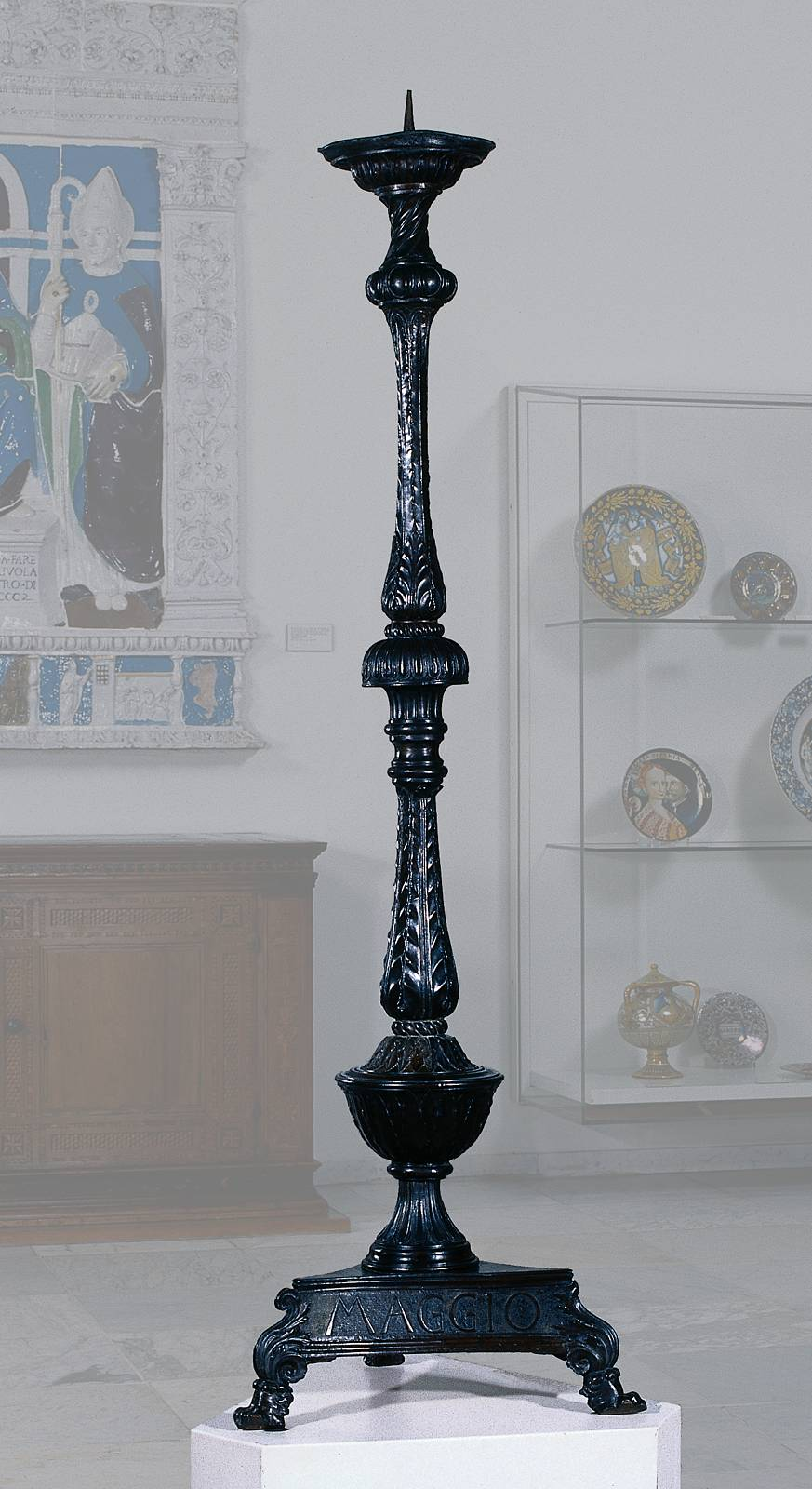
ブロンズ燭台
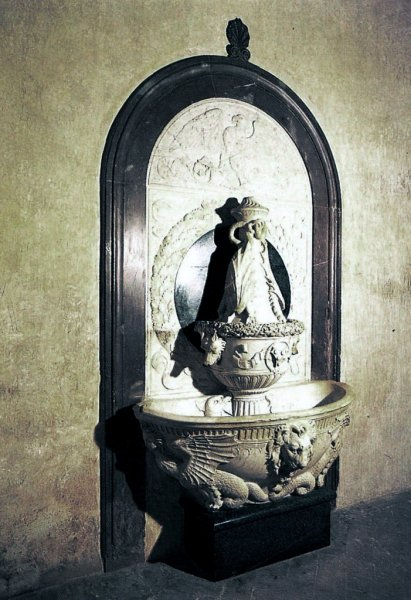
手洗盤
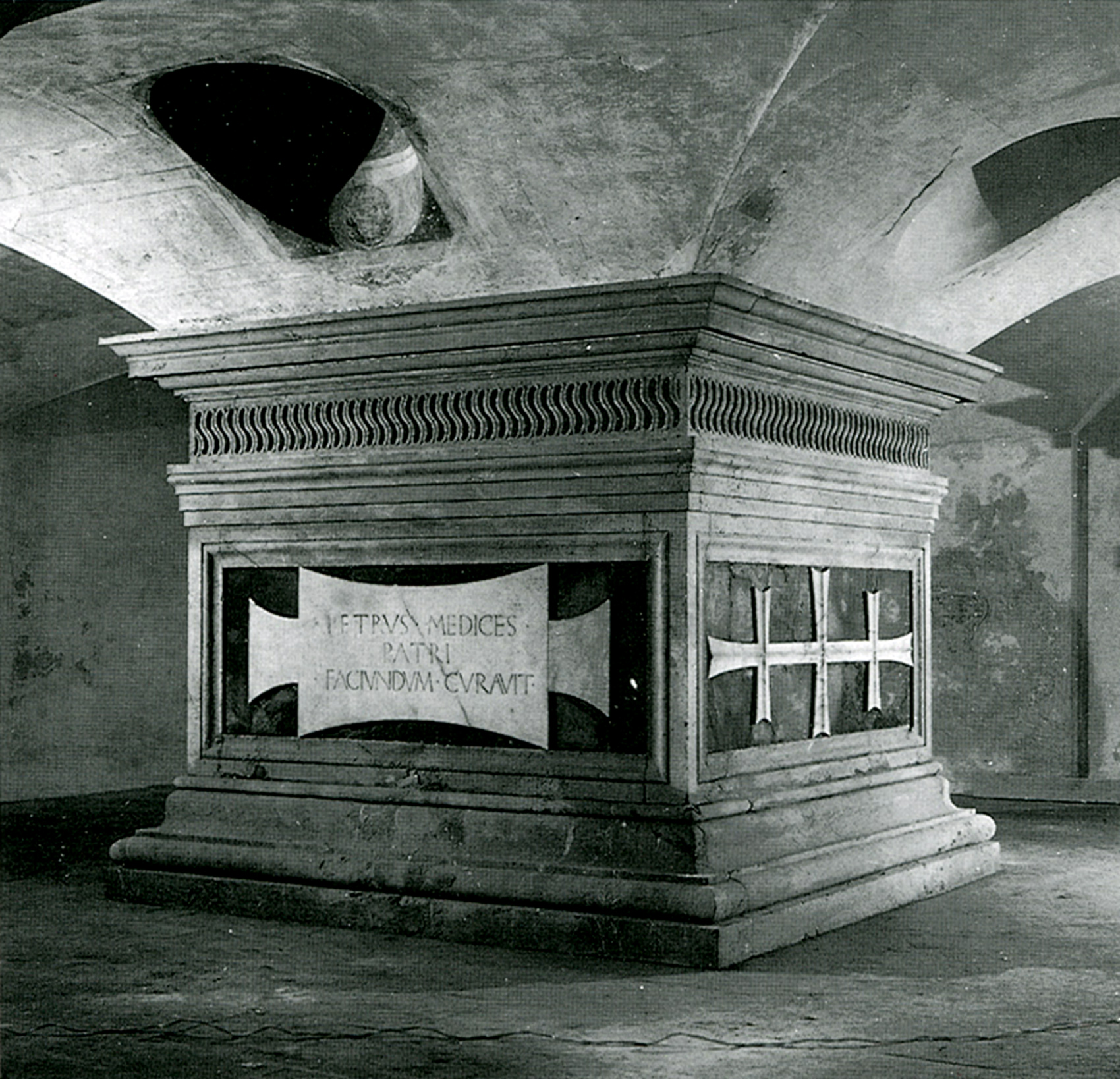
コジモ・デ・メディチの墓 聖ロレンツォ教会にある
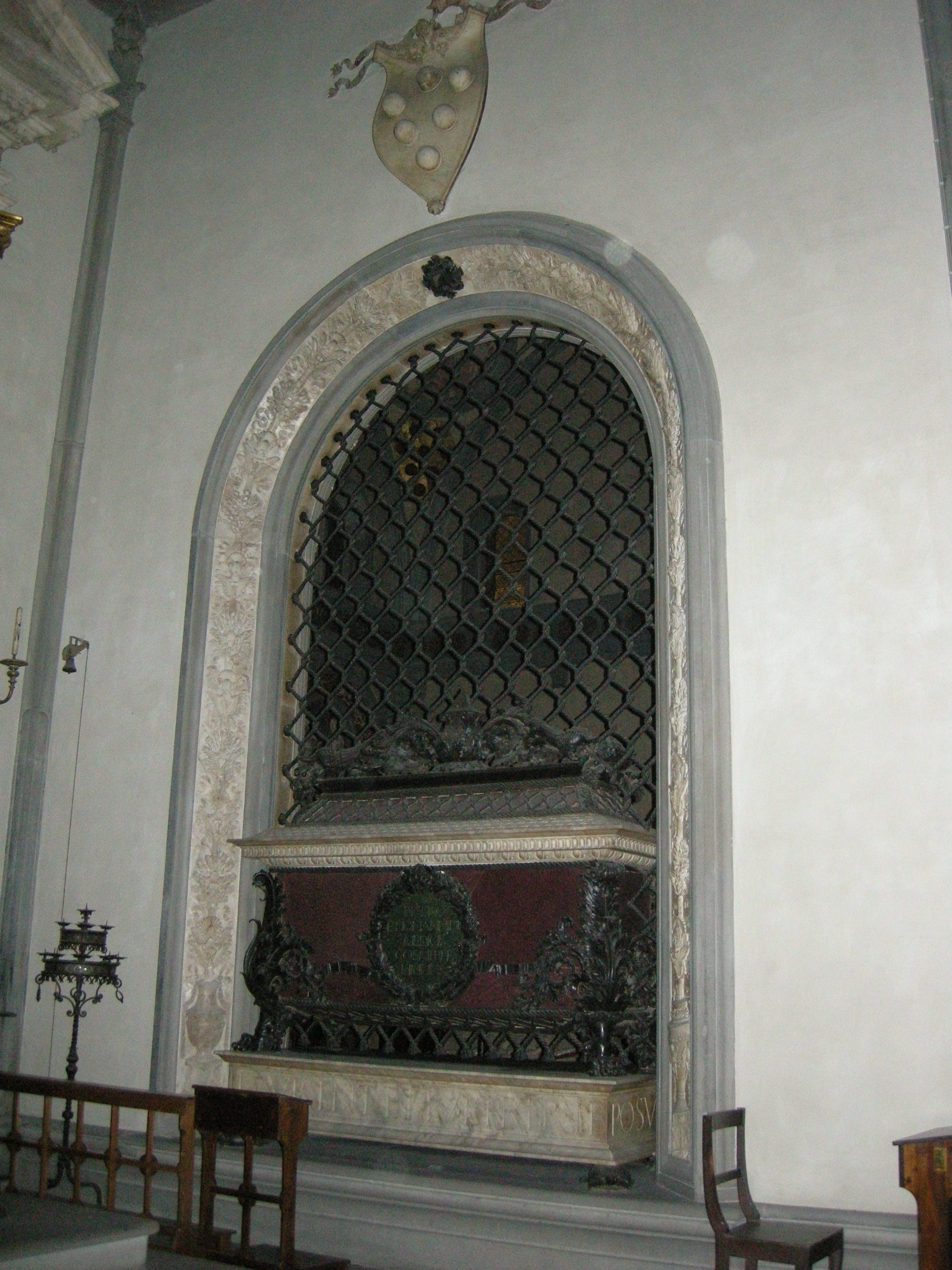
ピエロ及びジョヴァンニ・デ・メディチの墓碑
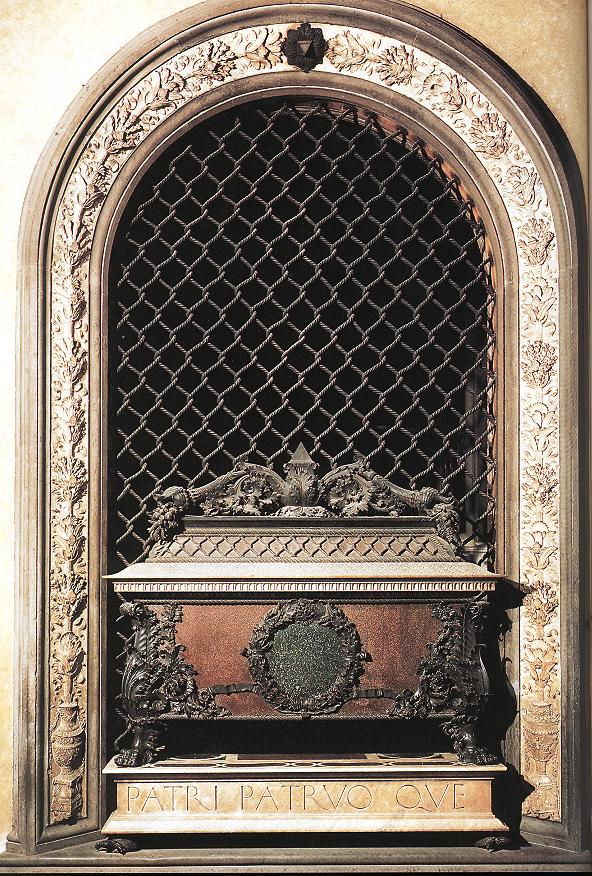
左に同じ
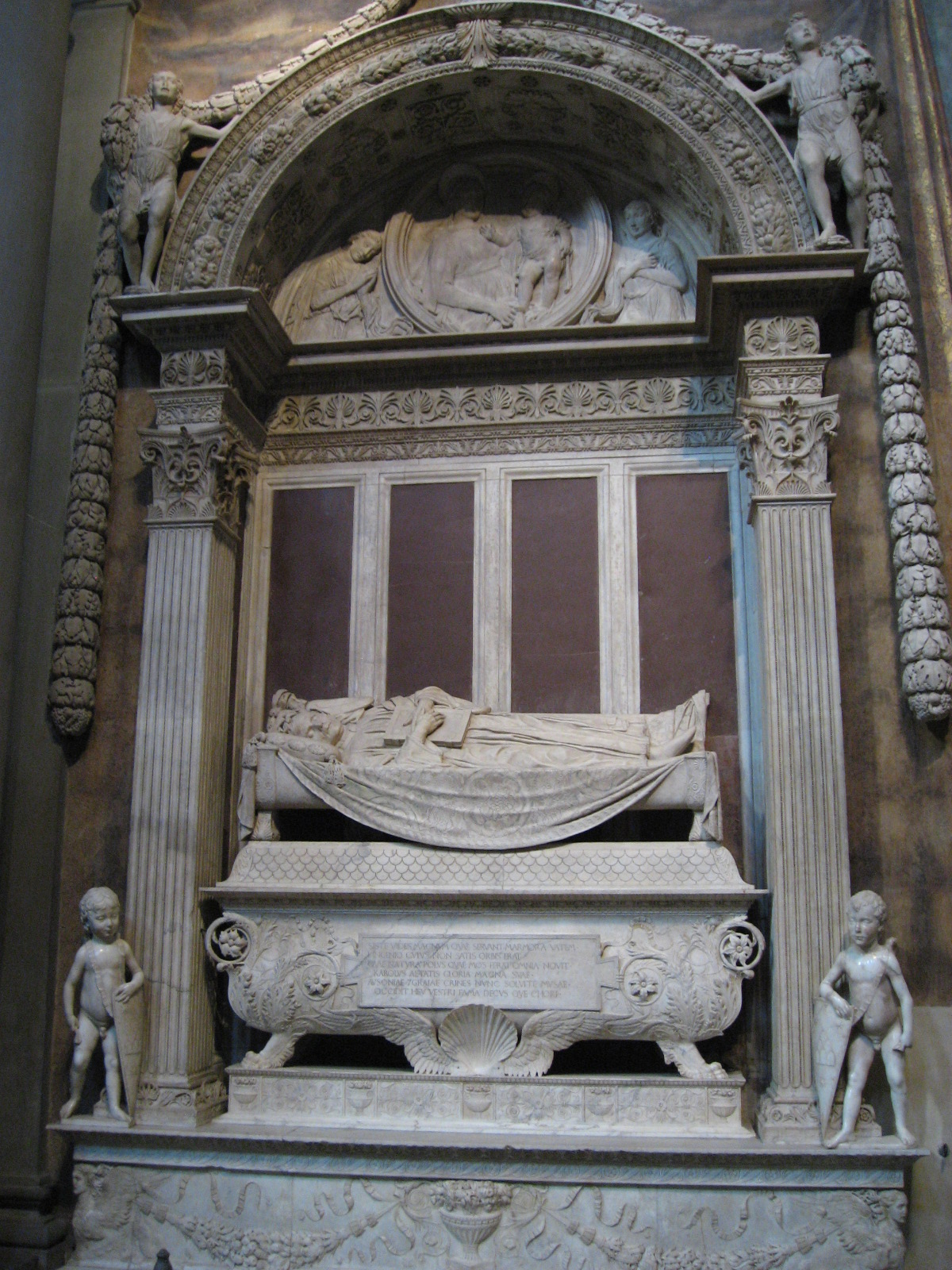
カルロ・マルスッピーニの墓碑 デジデーリオの作品でヴェロッキオも工房も関係ない。左の墓碑作品はこの作品の影響を受けている。
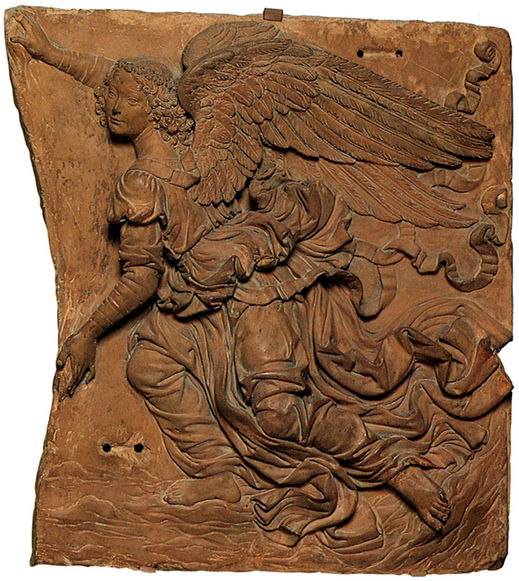
天使 未彩色のテラコッタ
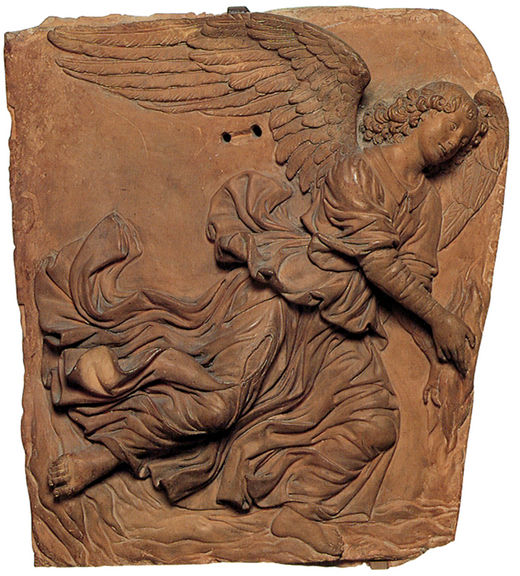
天使 未彩色のテラコッタ